# Église Saint-Acceul d'Écouen
L'église Saint-Acceul, située à Écouen, dans le Val-d'Oise, est la seule église en France placée sous le vocable de ce saint, mais elle possède une relique d'Andéol du Vivarais qui semble être le patron véritable de l'église. Le chœur et son collatéral ont été édifiés entre 1536 et 1554 pour le compte du connétable Anne de Montmorency, et constituent un ensemble élancé et élégant de style gothique flamboyant. Or, la principale richesse de l'église sont ses vitraux Renaissance du milieu du XVIe siècle, qui ornent toutes les fenêtres du chœur et du collatéral. Aucune autre église du département n'a conservé tous ses vitraux d'origine. D'autre part, le clocher Renaissance est demeuré inachevé, et la basse nef construite à l'économique au début du XVIIIe siècle s'accorde mal avec le chœur. L'église et ses vitraux font l'objet d'un classement précoce aux monuments historiques par liste de 1840, au moment même de l'instauration de ce type de protection. Dans ce contexte, la façade principale jusque-là provisoire est construite en 1854 selon un projet du siècle précédent resté sans suite.

## Localisation

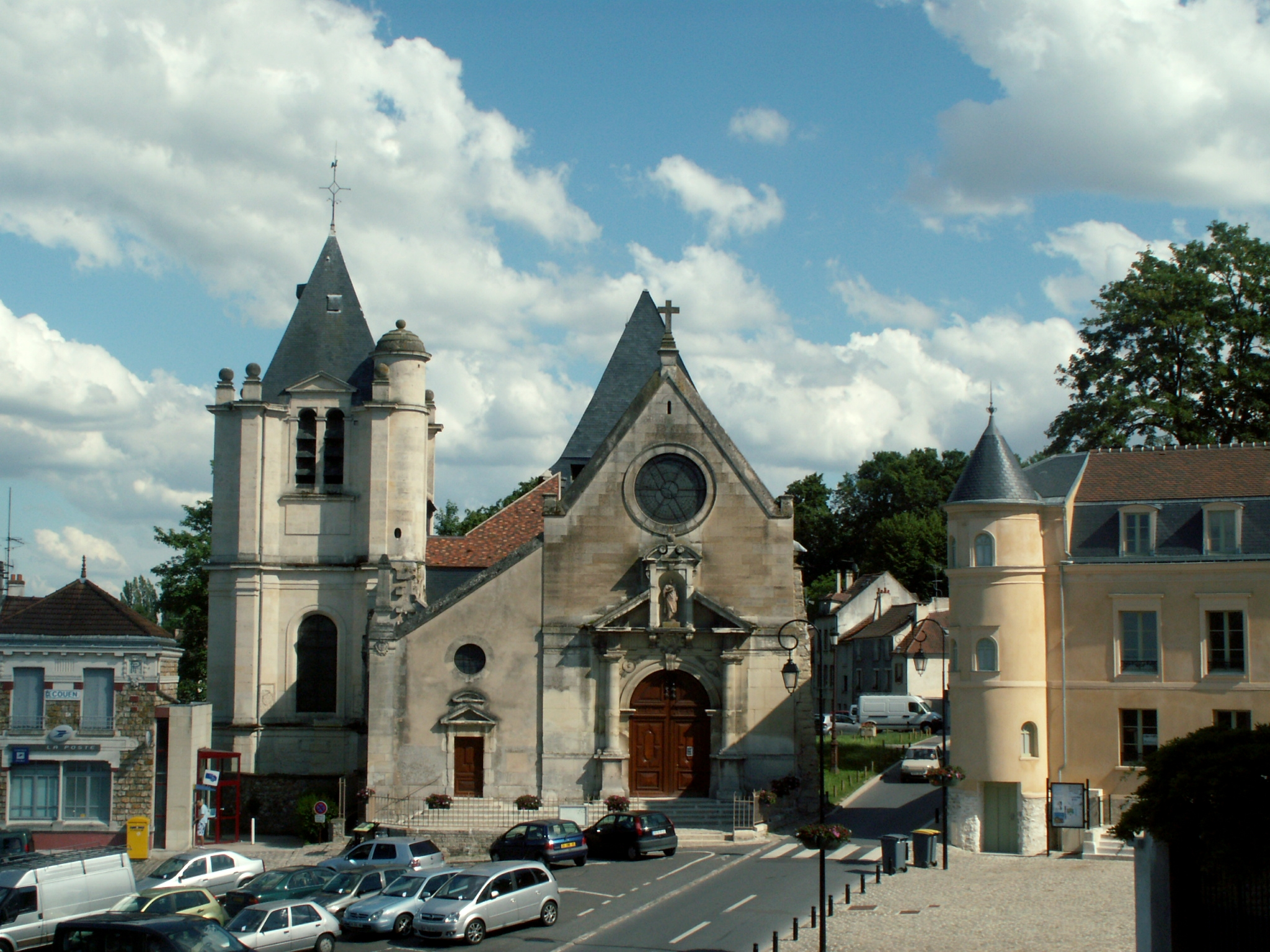
Vue depuis l'ouest.

L'église se situe en France, dans le département du Val-d'Oise et sur la commune d'Écouen, sur la place principale de la ville dénommée place de l'Église, face à l'hôtel de ville (à l'ouest), à côté de l'office de tourisme (au sud) et juste en contrebas du château d'Écouen, qui domine toute la ville. C'est la façade qui donne sur la place. Au nord du bas-côté de la nef, une courte impasse mène jusqu'au clocher. Le reste de l'élévation septentrionale est enclavée dans un jardin privé La rue Jean-Bullant quitte la place en direction du sud-est et longe l'élévation méridionale de l'église, tout en s'éloignant successivement. Le coteau assez abrupte qui fait face à l'église au sud empêche de la contempler en prenant du recul, mais l'on peut monter l'escalier desservant le jardin derrière l'office de tourisme et bénéficier d'une belle vue d'ensemble du chœur de l'église. Le chevet est en partie visible depuis la rue, et en partie enclavé dans la cour de récréation d'une école.

## Origine du vocable

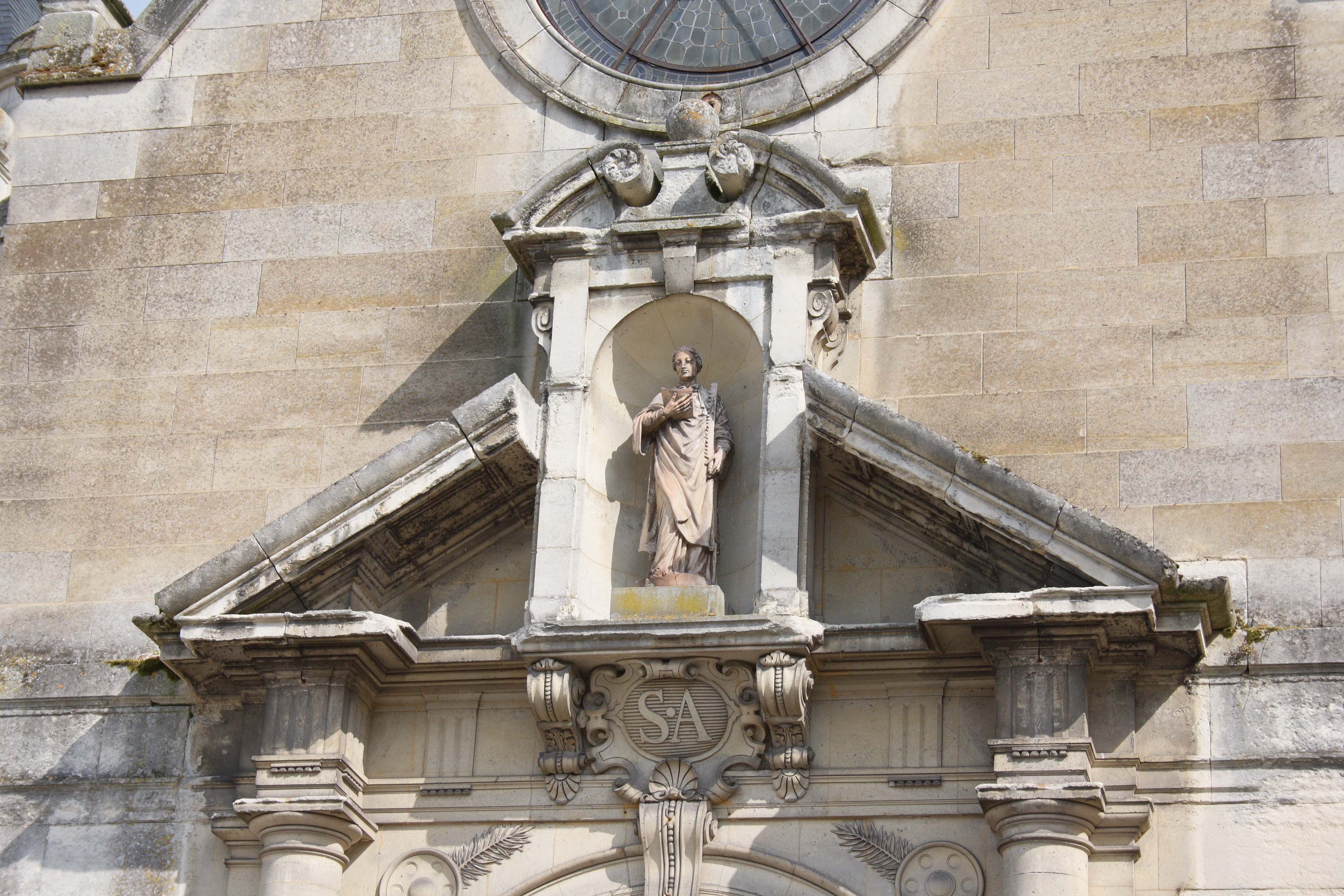
Statue de saint Acceul au-dessus du portail.

Le vocable de saint Acceul est aujourd'hui assimilé à saint Andéol du Vivarais, car il n'existe pas de saint Acceul, mais une part d'obscurité continue d'envelopper le nom de cette église. Le reliquaire de l'église contient une clavicule attribuée à saint Andéol, et la statue de saint Acceul dans la niche au-dessus du portail principal porte une scie dans les mains. Les Romains ont supplicié saint Andéol en lui ouvrant le crâne en croix, probablement à l'aide d'un glaive ou d'une scie. Cette représentation de 1854 tend donc à confirmer que saint Acceul est bien saint Andéol. Cependant, saint Acceul est associé localement à saint Acheul d'Amiens, où l'on trouve par exemple l'abbaye de Saint-Acheul. D'après la tradition locale, Acheul et Andéol seraient en effet une seule et unique personne, assimilation pouvant s'expliquer par les liens de la maison de Montmorency avec le Languedoc, où elle tient longtemps le gouvernement militaire. D'après Mathieu Lours, la légende serait très peu fondée, et il s'agirait bien de deux saints différents.
La déformation successive du nom d'Andéol en Acceul en passant par Andiol, Andeux et Acheul paraît possible, et des églises françaises sont par ailleurs dédiées à saint Andiol, saint Andeux et saint Acheul. Il est néanmoins possible que saint Acceul ne soit pas une déformation de saint Andéol, mais une confusion entre le martyr languedocien et un autre personnage qui serait lui venu de Picardie. Les deux saints auraient alors été « mélangés » involontairement, prenant la vie de l'un et le nom de l'autre.

## Histoire

### Les origines

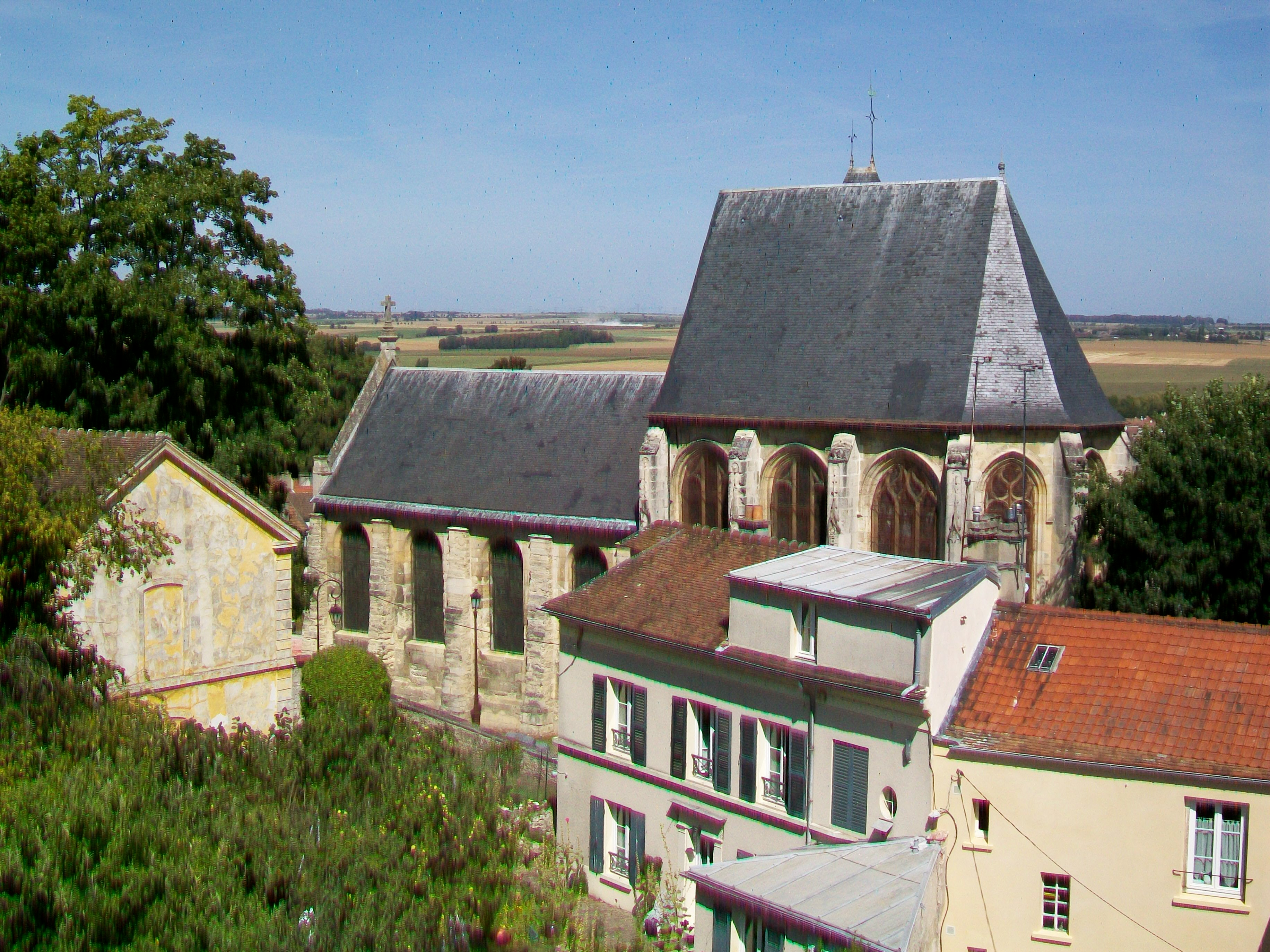
Vue générale depuis la terrasse devant le château.

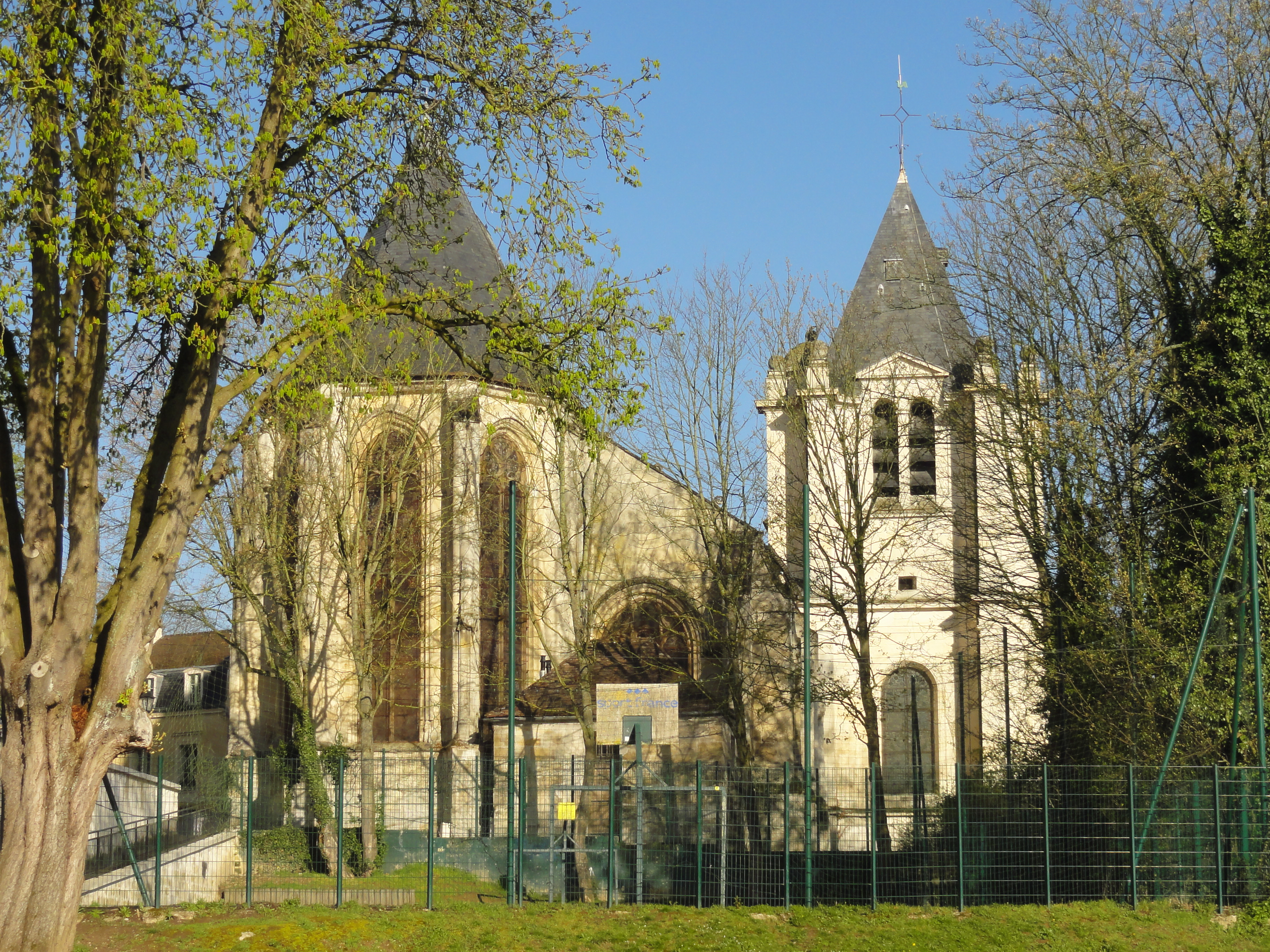
Vue depuis l'est.

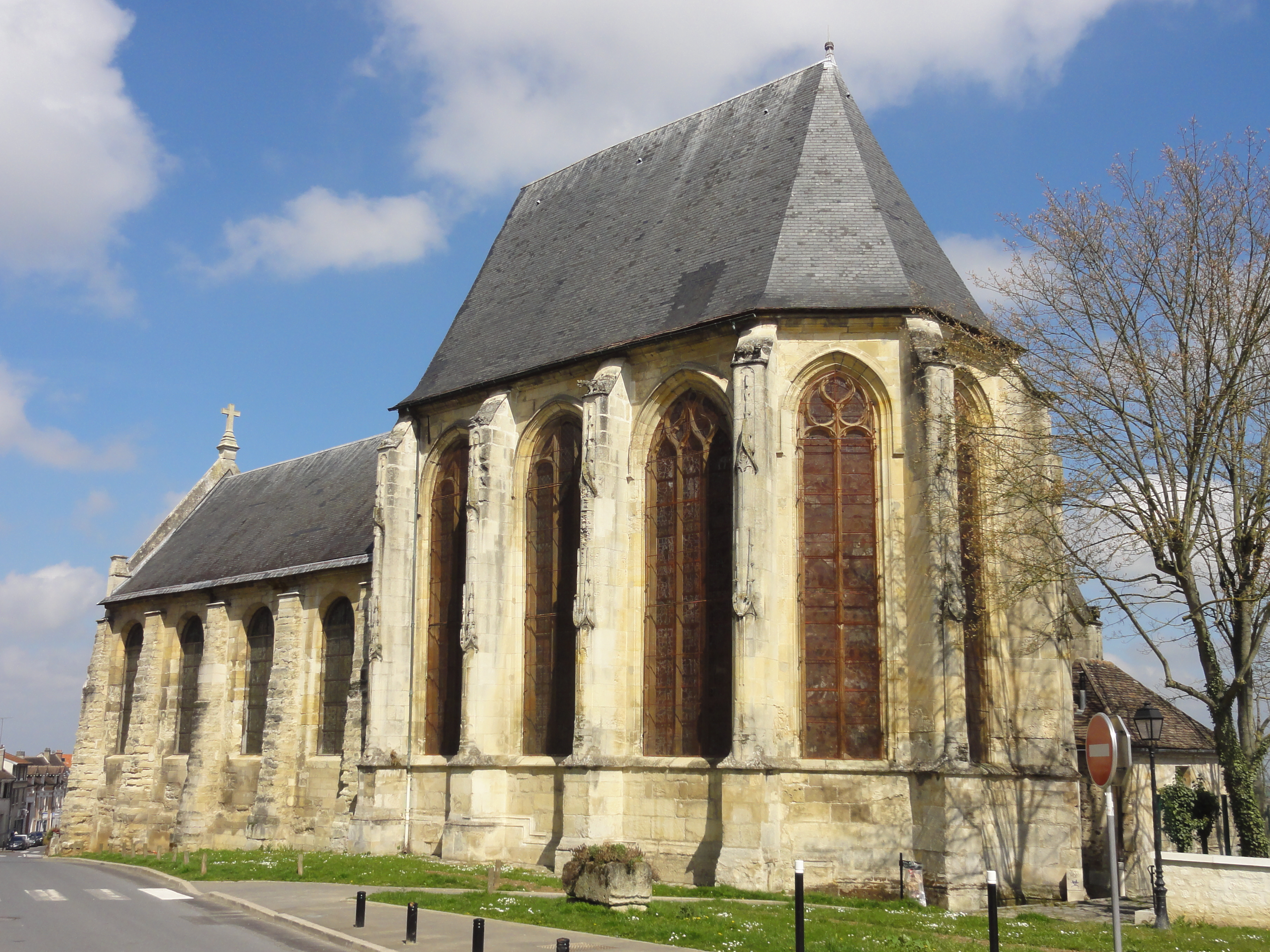
Vue d'ensemble depuis le sud-est.

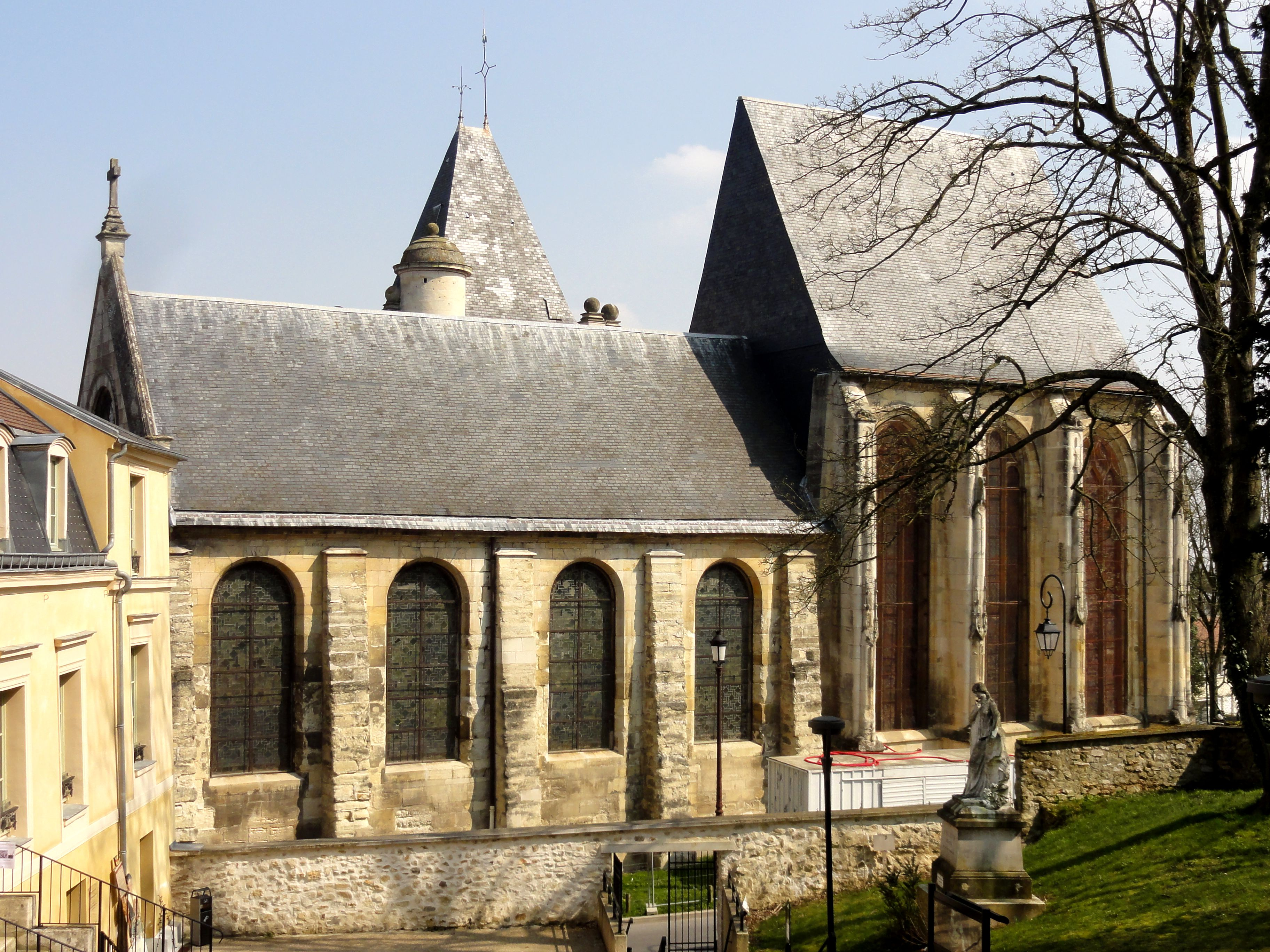
Vue depuis le sud.

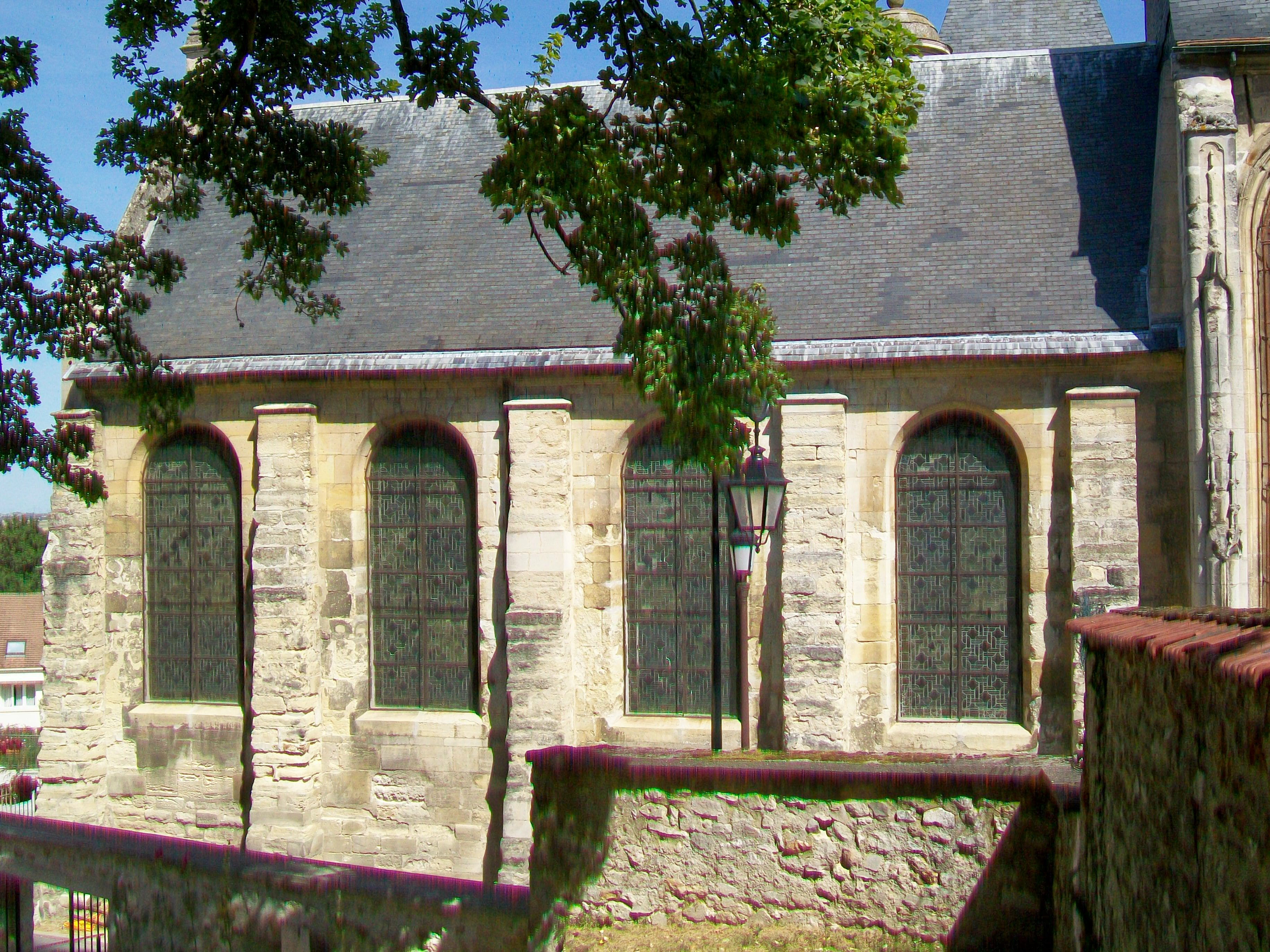
Nef, élévation sud.

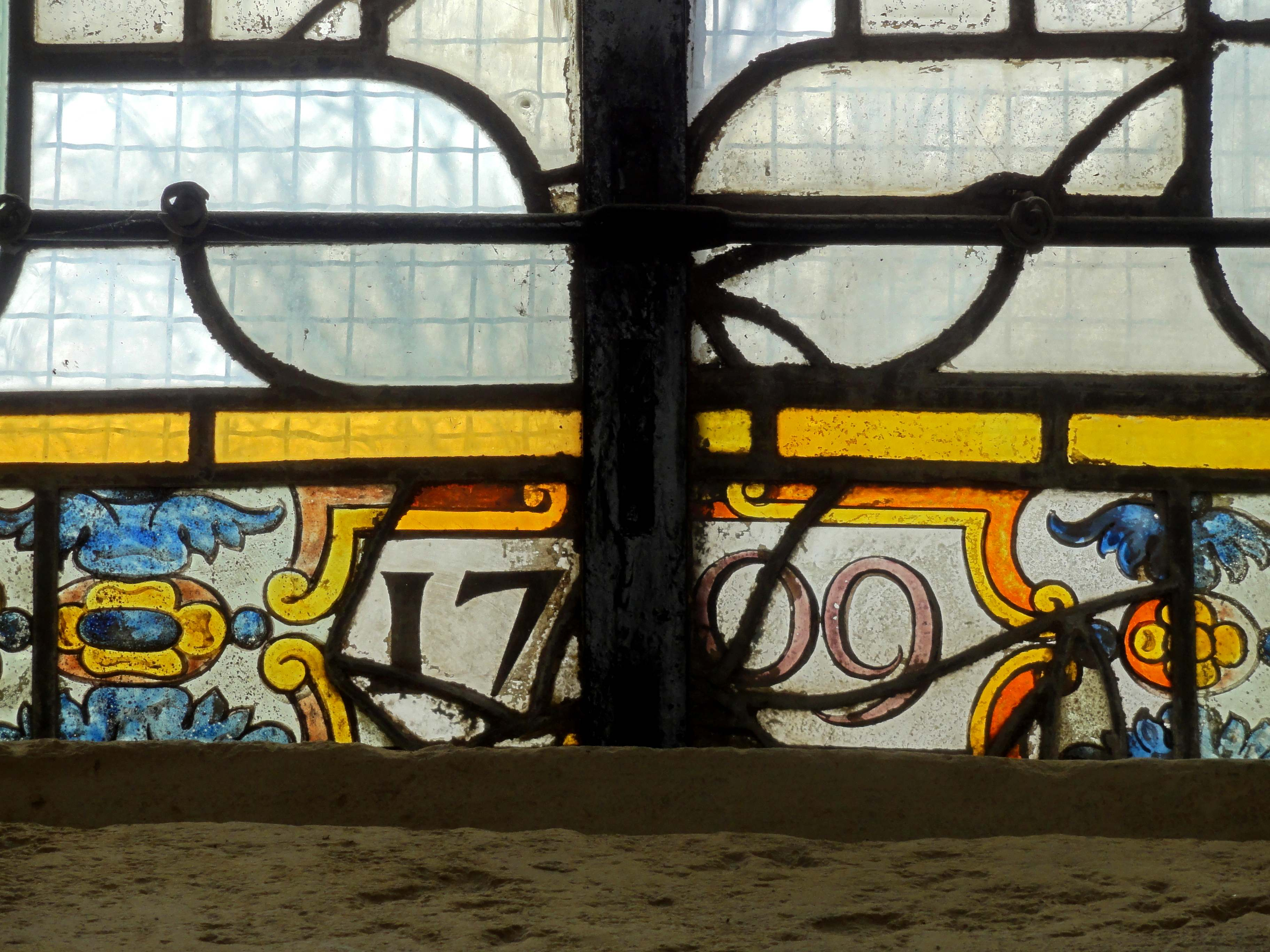
Date de 1709 sur un vitrail de la nef.

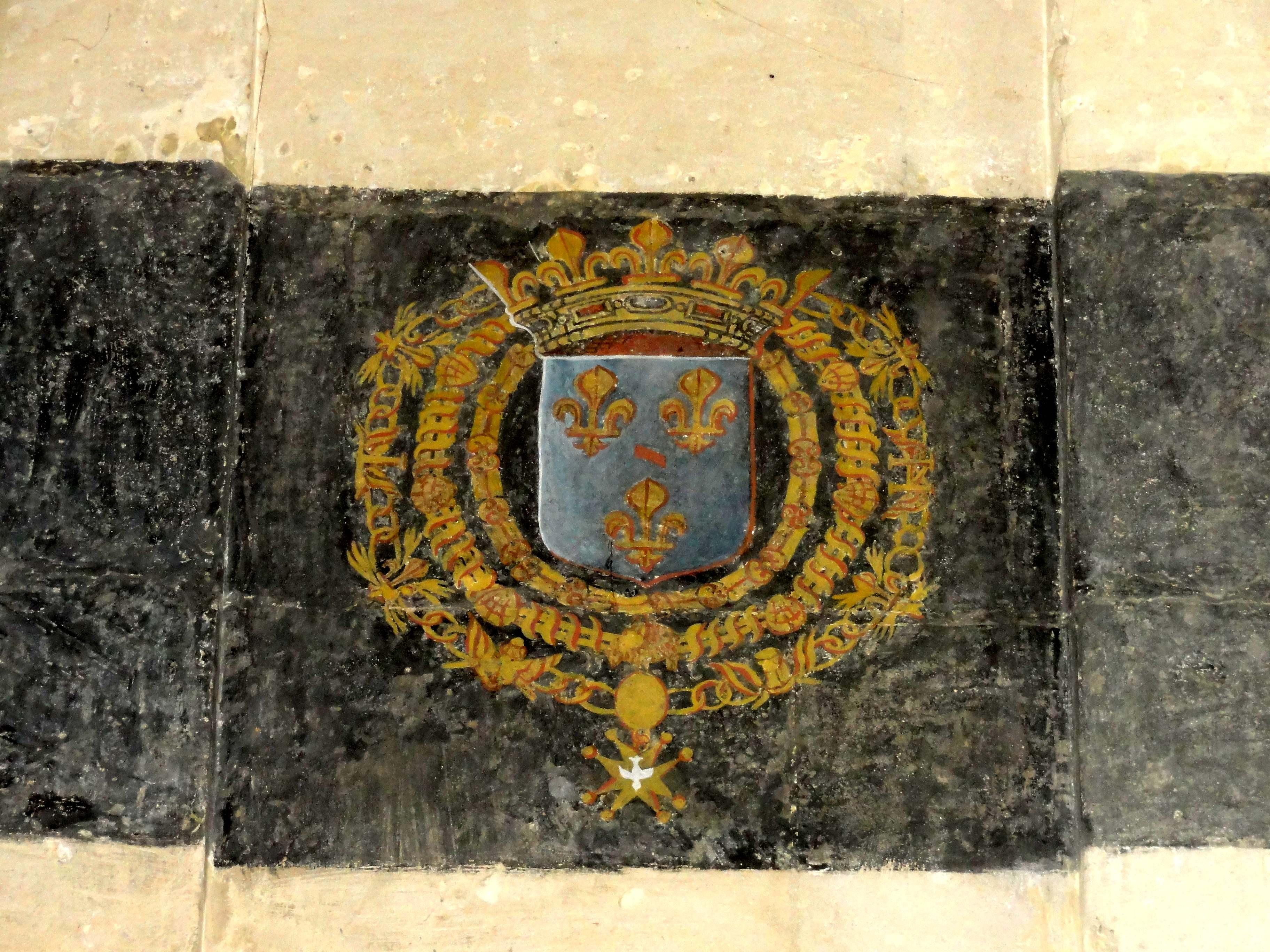
Litre funéraire des Condé.

L'histoire de l'église Saint-Acceul reste en grande partie dans l'ombre. Les quelques documents la concernant que cite l'abbé Jean Lebeuf en 1753 ont disparu sous la Révolution française. La première mention de la terre d'Écouen, qui forme alors une entité avec le village voisin d'Ézanville sous le nom d'Iticiniscoam, figure dans une charte du roi Dagobert Ier de 632, par laquelle il fait don de nombreuses terres à l'abbaye de Saint-Denis. Mais l'abbaye dionysienne est probablement pour rien dans la fondation de la première église d'Écouen. Mathieu Lours estime que ses origines sont plutôt castrales, car Écouen représente le fief le plus ancien détenu par la maison de Montmorency, et l'emplacement de l'église est près du château. L'on peut néanmoins imaginer que les Montmorency avaient usurpé des terres de l'abbaye en profitant des désordres à la fin de l'époque carolingienne. C'est peut-être aussi l'abbaye qui fournit les reliques de saint Acheul d'Amiens. Dès le XIe siècle, son vocable est attesté pour l'église d'Écouen. En 1096, dans le contexte du mouvement de reconstitution de biens ecclésiastiques spoliés encouragé par la réforme grégorienne, Bouchard IV de Montmorency, donne l'église et la dîme d'Écouen au prieuré Saint-Martin-des-Champs. Cette donation est confirmée par des bulles pontificales en 1119 et 1147 ; par des lettres patentes d'Étienne de Senlis, évêque de Paris ; et par une charte de son successeur Thibaud. Ceci n'empêche pas les héritiers de Bouchard IV de contester ultérieurement la donation de la dîme. En 1225, une sentence de l'official de Paris condamne Mathieu II de Montmorency à restituer au prieuré tout ce qu'il lui devait conformément à la charte de donation. C'est aussi Mathieu II de Montmorency qui rapporte une relique de saint Andéol de Languedoc , où il s'était rendu pour se joindre à la croisade des Albigeois.

### Les campagnes de construction de l'église
La construction de l'église actuelle est lancée par le duc Anne de Montmorency en 1535 et 1536. La date approximative du début des travaux peut être déduite d'un acte de 1536, par lequel le cardinal Jean du Bellay, évêque de Paris, autorise le curé de déplacer l'autel jusqu'à l'achèvement du nouveau chœur. Au gré de l'avancement des travaux, l'ancienne église est progressivement démolie. Hormis des vestiges archéologiques, plus rien ne subsiste donc des églises précédentes. Par des ruptures dans l'appareil et les différences dans le décor, qui est déjà influencé par la Renaissance, l'on peut distinguer trois campagnes de travaux. La première ne concerne que l'abside et la dernière travée du collatéral, qui accueille la chapelle de la Vierge. Ici, les nervures des voûtes retombent sur des culs-de-lampe dont les corbeilles sont sculptées d'angelots, et les clés de voûte secondaires sont des cabochons architecturés. Cette campagne s'achève dès 1544, puisque les vitraux sont datés de cette année et de 1545. La deuxième campagne de travaux porte sur les deux travées suivantes en direction de l'ouest, c'est-à-dire, la première et la deuxième travée du chœur et les travées adjacentes du collatéral. Ici, les ogives et arcs-doubleaux retombent latéralement sur des culs-de-lampe sculptés de feuilles d'acanthe et pourvus de frises à oves, et les clés de voûte secondaires arborent des corbeilles de fruits (pour un quart) et des feuillages (pour les trois quarts restants). Enfin, au bout d'une interruption du chantier de quelques années, la troisième campagne de travaux concerne uniquement la dernière travée du bas-côté de la nef, et la base et le clocher, qui reste par ailleurs inachevé. Si les clés de voûte secondaires sont analogues à celles de la campagne précédente, la grande arcade vers la nef est en plein cintre, et le reste du décor affiche un style Renaissance déjà bien affirmé, surtout à l'extérieur du clocher. La date sur la cloche donnée par Anne de Montmorency, 1554, marque l'arrêt du chantier. Manquent encore la nef et le reste de son bas-côté, dont les frais de construction et d'entretien sont à la charge des paroissiens selon le droit coutumier de l'Ancien Régime. Mais avec les guerres de Religion, les temps deviennent plus instables, et les priorités changent. Pendant un siècle et demi, le chantier reste à l'arrêt, hormis l'installation de deux verrières offertes par Henri Ier de Montmorency en 1587.
Pour le XVIe siècle, les archives sont généralement mieux fournies que pour le Moyen Âge, et pour la plupart des églises de cette époque, quelques documents renseignant sur les maîtres-maçons et artisans impliqués dans les chantiers se sont conservés. Ce n'est pas le cas de l'église Saint-Acceul. L'on dispose seulement les noms des artistes et artisans travaillant pour le compte de la famille de Montmorency, sans distinction entre l'église, le château d'Écouen, dont la reconstruction commence quelques années avant l'église, et d'édifices situés dans d'autres paroisses contrôlées par la même famille. Mais rien ne s'oppose à l'hypothèse que les mêmes personnes interviennent pour l'église Saint-Acceul et le château. Au contraire, les deux travées issues de la première campagne montrent les mêmes partis architecturaux déjà retenus pour la chapelle du château, ainsi que pour la collégiale Saint-Martin de Montmorency. L'on peut ainsi attribuer la première campagne de l'église à Charles Baillard ou Billard. Concernant la deuxième campagne de travaux, les noms manquent. Pour des raisons qu'il ne précise pas, Mathieu Lours ne pense pas que les travaux soient toujours dirigés par Charles Baillard. La troisième campagne seulement peut être attribuée à Jean Bullant, dont l'on sait qu'il est présent sur place avant 1556. Conformément aux vœux exprimés par son testament, il est enterré dans l'église Saint-Acceul le 13 octobre 1578, et témoigne ainsi de son attachement à cet édifice. Quant aux artisans, l'on peut également recourir aux noms qui figurent dans les archives des paroisses avoisinantes, et citer les maçons Claude et Nicolas Godart, Jacques Saulnier et Denis Leconte, qui habitent Écouen, et les charpentiers Denis Chotin, Jehan Labbé et Jean Herbel. En 1698, le sieur Sellier, secrétaire de Nicolas de Lamoignon de Basville, propose de ramener une nouvelle relique de saint Andéol depuis Bourg-Saint-Andéol. Le projet est approuvé par les autorités ecclésiastiques et soutenu par Anne de Bavière, épouse du prince Henri-Jules de Bourbon-Condé, et une clavicule du saint arrive à Écouen en date du 10 août 1710. Une cérémonie fastueuse, financée par Anne de Bavière, se tient alors dans la ville. Cet événement, prévu de longue date, encourage peut-être la reprise du chantier de l'église en 1709. En effet, la base du clocher est remaniée et devient la chapelle Saint-Acceul, destinée à abriter la châsse de reliques. Grâce à la libéralité d'Anne de Bavière et du prince de Condé, une nouvelle nef accompagné d'un bas-côté est enfin construite. Tout le mobilier est renouvelé. Cependant, l'exécution se fait à l'économique, sans voûtes et avec un appareil de moellons noyés dans un mortier. Qui plus est, l'on omet de construire la façade. L'on se contente d'ajouter un porche devant le portail en 1737, dont l'abbé Lebeuf déplore le manque de goût.

### L'église sous la Révolution française
À la Révolution française, la paroisse d'Écouen est affiliée au diocèse de Versailles nouvellement créé pour regrouper l'ensemble des paroisses du département de Seine-et-Oise. Sous les troubles révolutionnaires, les habitants se montrent plutôt conscients de la valeur de leur patrimoine. Quand un décret de 1791 oblige la municipalité à effacer tous les signes de féodalité, elle refuse de supprimer les armoiries des vitraux, en arguant qu'il sera trop coûteux de remplacer par la suite les panneaux manquants. L'on se contente de les recouvrir de lait de chaux. En 1793, sous la Terreur, le grand tableau du retable majeur est recouvert d'une serge pour le préserver de l'action destructrice des vandales révolutionnaires. Cependant, les armories sur les clés de voûte, sur la face ouest du clocher et sur les contreforts du chœur sont bûchés, et même les blasons sur la grosse cloche sont burinés. Le 26 septembre, deux sur les quatre cloches sont envoyées à la fonte pour en faire des canons. Une troisième cloche suit le même chemin quelques mois plus tard. Comme partout en France, une seule cloche peut être conservée, destinée aux sonneries civiles et à l'horloge. Le 8 novembre (18 brumaire), une délégation municipale apporte le trésor de l'église, y compris tous les calices et reliquaires, à la Convention. Tous ces objets du culte sont fondus pour frapper de la monnaie, et les reliques de saint Andéol apportées par Matthieu II de Montmorency périssent dans les flammes. Mais grâce au courage d'un habitant, le couvreur Antheaume, qui cache la relique apportée en 1710 et son reliquaire au péril de sa vie, celle-ci est au moins sauvée. L'exercice du culte catholique est interdite, et devient matériellement impossible. Les autorités du district de Gonesse veulent toutefois aller plus loin, et leur chef propose une récompense de six livres aux habitants qui veulent bien arracher la croix du clocher, les grilles du chœur et les croix du cimetière, mais aucun volontaire ne se manifeste. C'est finalement un employé municipal qui se plie à l'ordre. Le 30 novembre (10 frimaire), le culte de la Raison et de l'Être suprême est institué en grande pompe. Le décret interdisant l'exercice du culte est proclamé devant l'église, et les titres féodaux emportés du château sont brûlés. L'église est dédiée temple de la Raison, et tout son mobilier est vendu aux enchères. Contrairement à de nombreuses autres communes, Écouen ne connaît apparemment pas un discret rétablissement du culte à la veille du Directoire, sans doute parce que le curé Siclet est en prison. Il faut attendre le rétablissement officiel de la liberté du culte par le concordat de 1801 pour voir reprendre la vie spirituelle de l'église Saint-Acceul. En 1802, Antheaume restitue le reliquaire de saint Andéol à la paroisse, et d'autres habitants suivent son exemple et rendent les objets du mobilier auparavant acquis aux enchères. Le conseil municipal obtient que le curé soit libéré de prison sous prétexte que lui seul peut inventorier la bibliothèque du presbytère. La fête de dédicace de l'église est fixée le 1er mai, et la fête de la translation des reliques de saint Acceul, le 10 août. Un pèlerinage a lieu chaque année à l'occasion de la fête de dédicace. Les mères font toucher le reliquaire par leurs jeunes enfants afin qu'ils obtiennent force ou guérison. Ce culte populaire tombe en sommeil au début du XXe siècle.

### Le classement et l'achèvement de l'église
Au début du XIXe siècle, les vitraux sont nettoyés des couches de lait de chaux dissimulant les armoiries. En 1821, le chœur est doté de boiseries et de deux rangs de stalles, et le sanctuaire est réaménagé. En 1839, la mairie signale le vieillissement naturel des vitraux, mais aucune mesure n'est prise dans un premier temps. De bonne heure, l'église Saint-Acceul est classée au titre des monuments historiques par liste de 1840 et fait ainsi partie des 934 premiers édifices classés en France, ou des premiers six sur le territoire de l'actuel département du Val-d'Oise. Ce classement a pour effet d'attirer davantage l'attention sur les vitraux, qui représentent un trésor inestimable, et la municipalité aspire maintenant à donner à l'édifice une façade digne de ces œuvres d'art. Le mur occidental de 1710 est en effet entièrement nu et aveugle. Un premier projet est proposé dès 1843 par l'architecte Dubarle (ou Lebarle ?). Il prévoit un avant-corps saillant s'organisant en deux niveaux d'élévation. Le premier niveau fait appel à l'ordre corinthien et s'inscrit dans le mouvement Néo-Renaissance. Le portail en plein cintre aurait été surmonté d'un fronton triangulaire, et flanqué de deux niches à statues. Le second niveau aurait comporté une rosace et un réseau d'arcatures plaqués d'inspiration gothiques flamboyantes. Le bas-côté aurait reçu une façade tout à fait indépendante. Ce projet reste sans suite. En 1851, l'on sollicite l'architecte des monuments historiques Pierre-Joseph Garrez pour élaborer un nouveau projet, qui doit respecter le style néo-Renaissance. Ce deuxième projet est mené à exécution, mais de manière simplifié. La façade n'est pas réellement reconstruite. Le mur occidental du bas-côté est simplement enduit, et le parement du mur occidental de la nef est refait en pierre de taille. Ensuite, un portique est plaqué devant le mur. Les travaux se déroulent entre 1851 et 1854. En cette année, les vitraux sont enfin soumis à une restauration complète par Laurent-Charles Maréchal, de Metz. Ces mesures sont financées grâce à un impôt extraordinaire levé dans le village. En 1859, des travaux de reconstruction sont menés dans la nef et le bas-côté. Les parties hautes des fenêtres de la nef sont refaites, le mur gouttereau du bas-côté est entièrement rebâti, et son plafond est recouvert d'un lambris décoré d'arcatures trilobées, après qu'il avait été un moment envisagé de pourvoir le bas-côté de voûtes d'ogives pastiches, et de réduite au tiers-point les arcs en plein cintre des fenêtres. Un tel projet de transformation néo-gothique refait encore surface à la fin du XIXe siècle, mais l'on se contente en 1894 de consolider les voûtes de la dernière travée du bas-côté de la nef et du collatéral du chœur. Au cours de cette même année, des voleurs brisent le vitrail de la Visitation de la Vierge Marie pour s'introduire dans l'église.

### La restauration de l'église depuis leXXesiècle

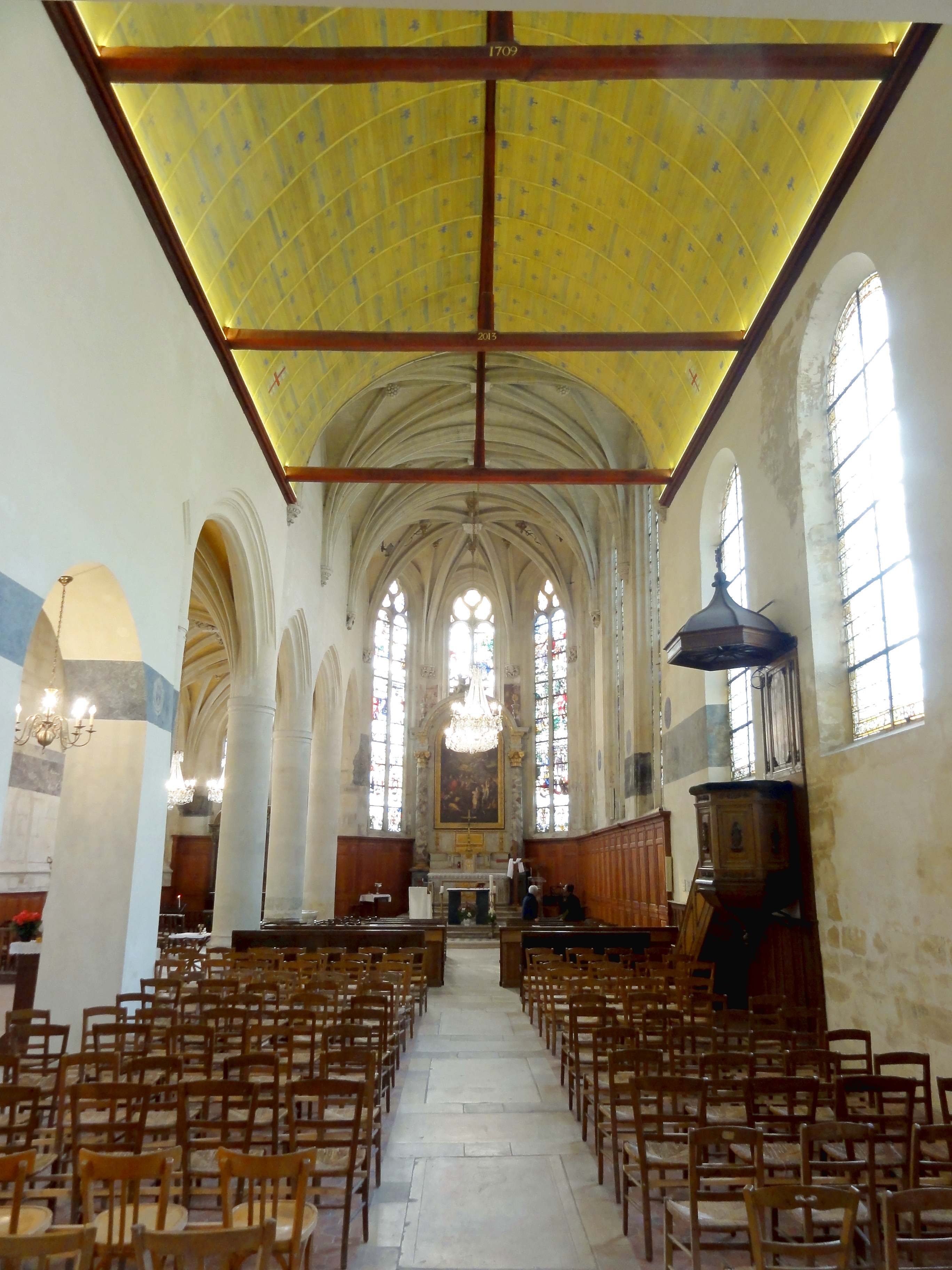
Nef, vue vers l'est.

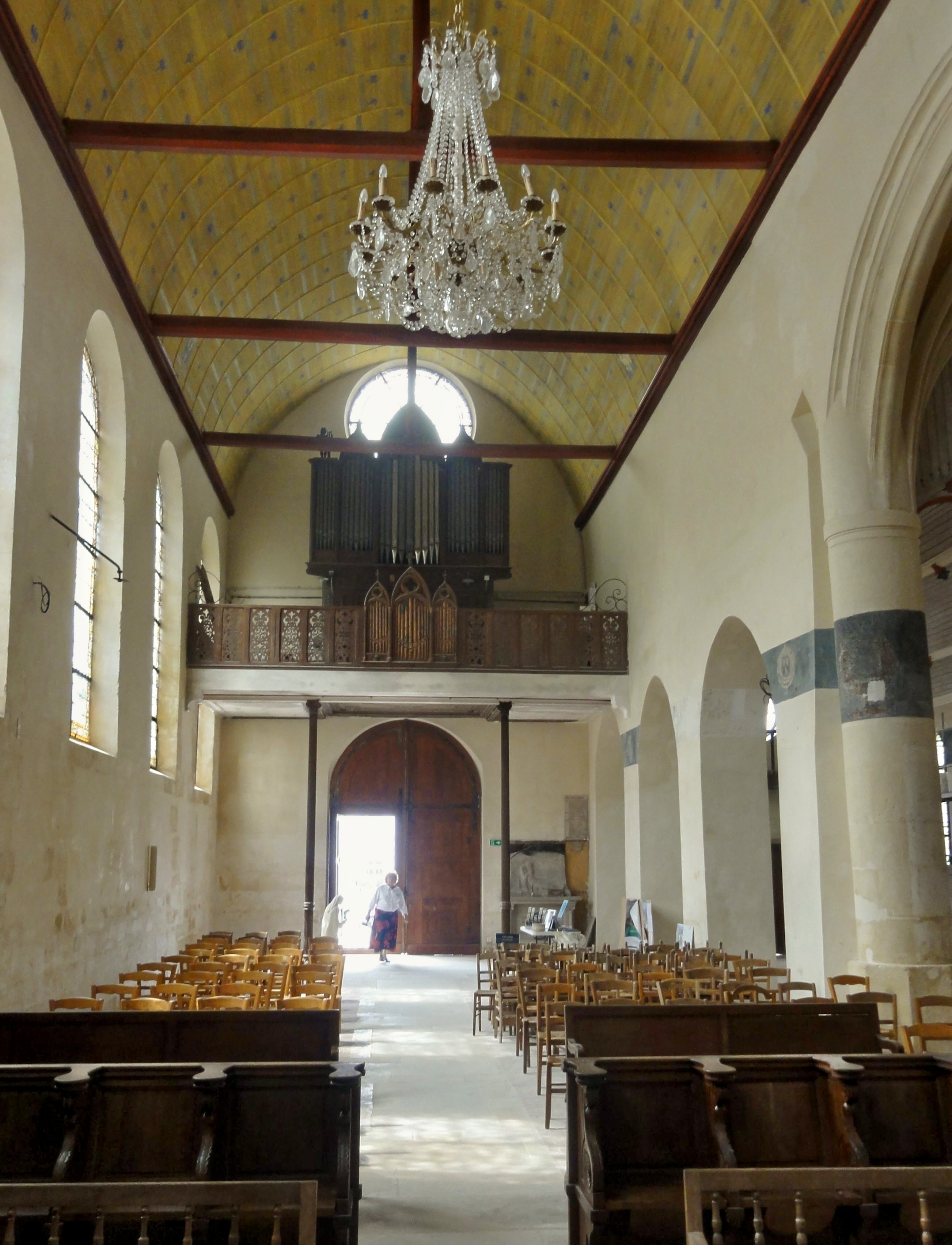
Nef, vue vers l'ouest.

Aucune intervention de restauration n'est à signaler pour la première moitié du siècle. En 1918, peu avant la fin de la Première Guerre mondiale, l'on se décide à déposer les verrières pour les protéger, et les remonte l'année suivante. En 1936, un groupe d'enfants malveillants, armés de lance-pierres, tirent sur les verrières de l'église et cassent pas moins de cinquante-huit pièces. Les verrières sont ensuite recomposées dans la mesure du possible. En 1939, dès l'éclatement de la Seconde Guerre mondiale, tous les vitraux sont déposés et mis en dépôt dans une cave de la rue Thiers à Pontoise. Après-guerre, ils sont soumis à une restauration par Jean-Jacques Grüber, et ne retrouvent leur place qu'en 1951
.
Dès la fin des années 1950, avant même de la réforme liturgique voulu par le concile Vatican II, l'église est « épurée » par les responsables de la paroisse. Ils font enlever les lustres, le banc d'œuvre, la plupart des statues sulpiciennes, les boiseries de la nef et des piliers du chœur, un rang de stalles, et les grilles du chœur. La chaire à prêcher et les retables sont néanmoins laissés en place. Mais en 1966, le curé veut aller plus loin, et propose la suppression du retable du maître-autel, qui occulte en effet les premiers registres de la baie axiale du chevet, dont les vitraux avaient été déplacés pour cette raison en 1709 (année de renouvellement du mobilier à l'occasion de l'arrivée de la clavicule de saint Andéol). L'idée est de « restituer dans sa plénitude l'église de la Renaissance ». L'exécution de ce projet aurait permis de recouvrer une vue globale des trois verrières du chevet. L'ancien autel de célébration aurait été maintenu, et placé au centre de l'abside conformément aux principes de la nouvelle liturgie. Les retables de la chapelle de la Vierge et de la chapelle Saint-Andéol, dans le collatéral et dans la base du clocher, auraient été réemployés pour confectionner des boiseries pour le revers de la façade occidentale. L'architecte des monuments historiques approuve le projet, et envisage de démonter également la tribune d'orgue, jugée encombrante et inesthétique, et de remonter l'instrument dans le bas-côté de la nef, à même le sol. Aucune de ces propositions n'est finalement mise en œuvre, mais l'idée de reconvertir le bas-côté fait son chemin. Jusque là, c'était la seule partie de l'église qui pouvait être chauffée, et des cloisons étaient mis en place en hiver. En 1969, l'on installe la nouvelle chaufferie dans le bas-côté, et la sacristie est aménagée dans l'espace restant. L'espace de la nef se trouve ainsi étriqué, et les fragments de vitraux encore en place de le bas-côté sont cachés à la vue des fidèles. L'ancienne sacristie devant le chevet de la chapelle de la Vierge doit être démolie en raison de l'humidité constante qui y règne, mais tout en étant désaffectée, est finalement laissée en place.
Depuis la fin du XIXe siècle, les maçonneries de l'église ne font pas l'objet de travaux de restauration notables jusqu'en 1974, quand le bas-côté de la nef doit être refait. En 1979, les voûtes du chœur menacent de s'effondrer. L'instabilité du terrain en est la principale cause. Le chœur doit être étayé en attendant sa consolidation et restauration, qui se fera en deux phases, et n'est achevée qu'en 1997. À la même occasion, l'ancienne sacristie est assainie, les gouttières sont remplacées, et le reliquaire est restauré. Diverses campagnes de sauvegarde des vitraux sont entreprises parallèlement. À la suite, en 2000, la commune confie à l'architecte en chef des monuments historiques une étude visant à une rénovation complète des élévations extérieures, de la nef, du bas-côté et de la base du clocher. Ces travaux, dont le coût est estimé à près d'1 500 000 €, débutent en octobre 2004 et sont financés à concurrence de 30 % par la ville. Ce chantier se termine en 2013. Le bas-côté de la nef est restitué dans sa configuration au XVIIIe siècle, tandis que le lambris du plafond de la nef est peint de petits alérions par référence aux Montmorency. C'est un anachronisme évident, puisque le seigneur de la ville est le prince de Condé au moment de la construction de la nef.

## Description

### Aperçu général

Plan de l'église.

D'orientation irrégulière nord-ouest - sud-est, l'église construite selon un plan non symétrique se compose d'une nef de quatre travées accompagnée d'un unique bas-côté au nord-est ; d'un chœur de trois travées au chevet à pans coupés flanqué d'un unique collatéral au nord-est ; et d'un clocher-tour placé devant le centre de la façade nord-est. Le collatéral du chœur se termine par une abside. Il est à noter que la quatrième travée du bas-côté atteint la hauteur du collatéral du chœur et doit être considéré comme faisant partie de ce dernier. La travée sous clocher est aménagée comme chapelle. L'absence de bas-côté au sud-ouest n'est pas fortuite, mais motivée par la volonté d'optimiser l'éclairage de la nef et d'obtenir des fenêtres de grande hauteur, toutes en arc brisé. Le déséquilibre entre le chœur élancé et la nef basse et trapue est par contre la conséquence d'un manque de moyens, et très nuisible à l'esthétique de l'édifice. En effet, le faîtage du toit de la nef dépasse à peine le sommet des murs du chœur. Il est toutefois toujours assez haut pour cacher le clocher inachevé au nord-est, visible uniquement depuis la place de l'Église ou depuis la butte du château. Le caractère original de ce clocher et ses lignes bien proportionnées laissent regretter que le projet ne soit pas abouti.

### Intérieur

#### Vaisseau central

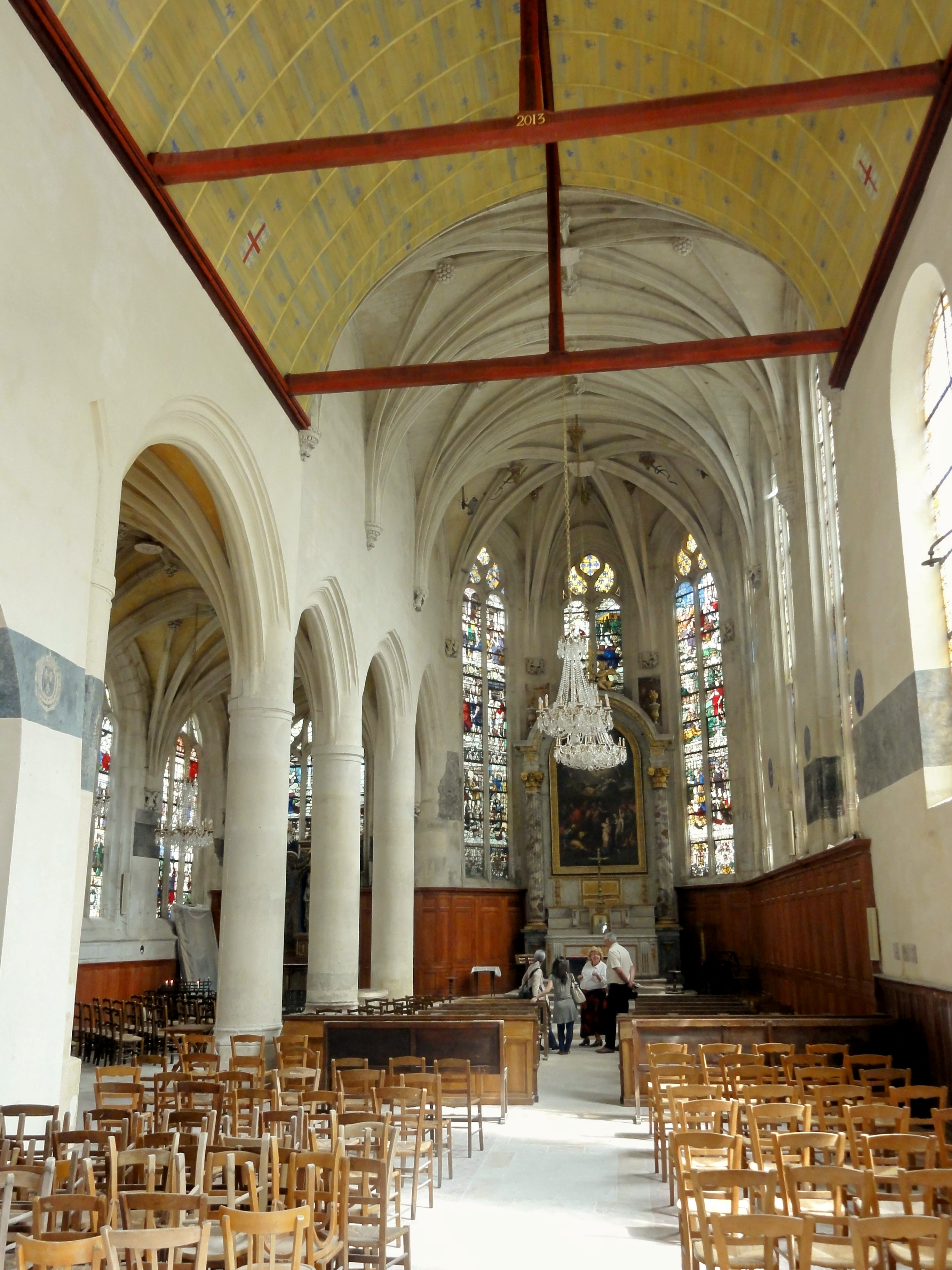
Vue générale intérieure.

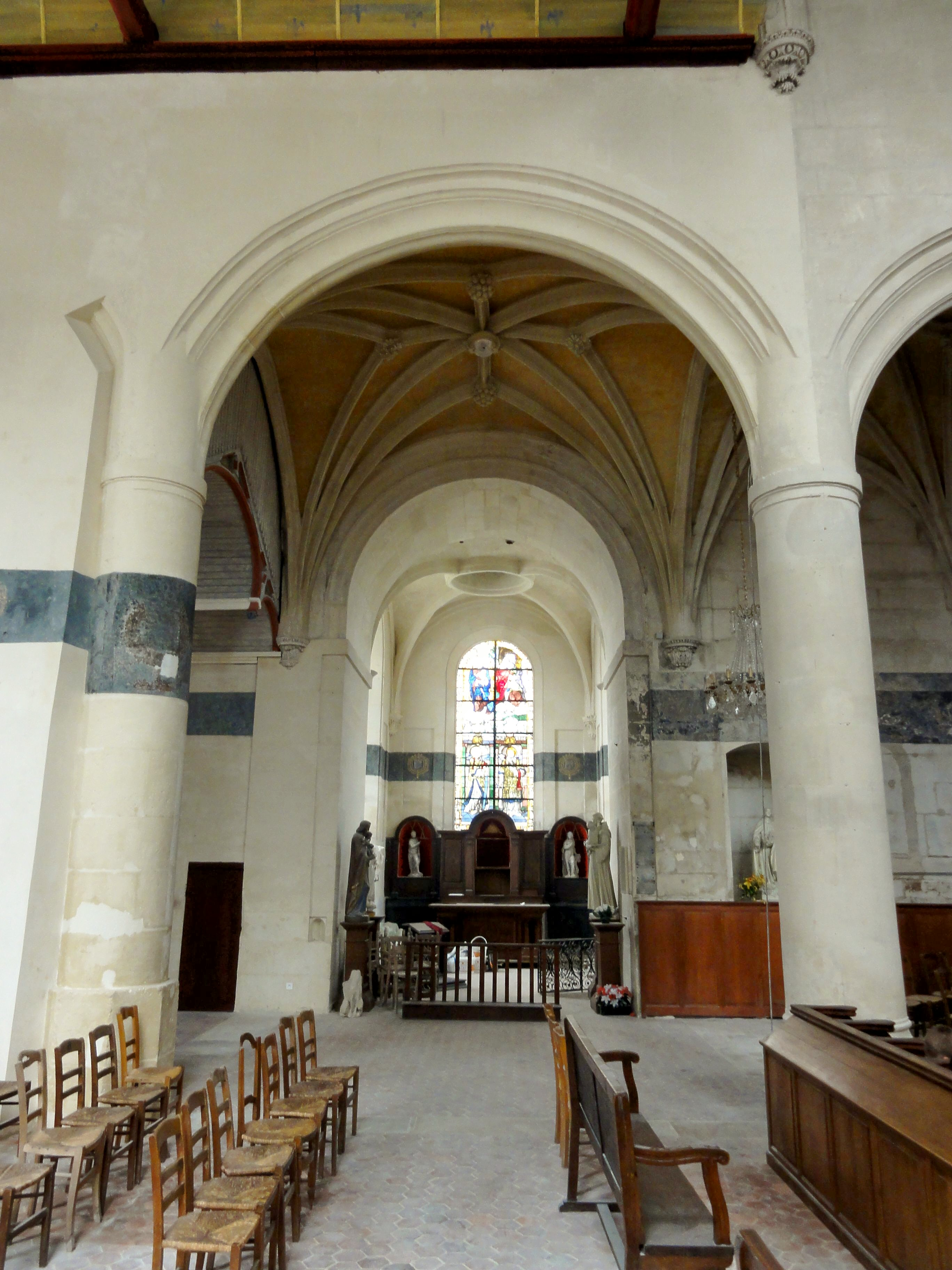
Vue par la 4e arcade.

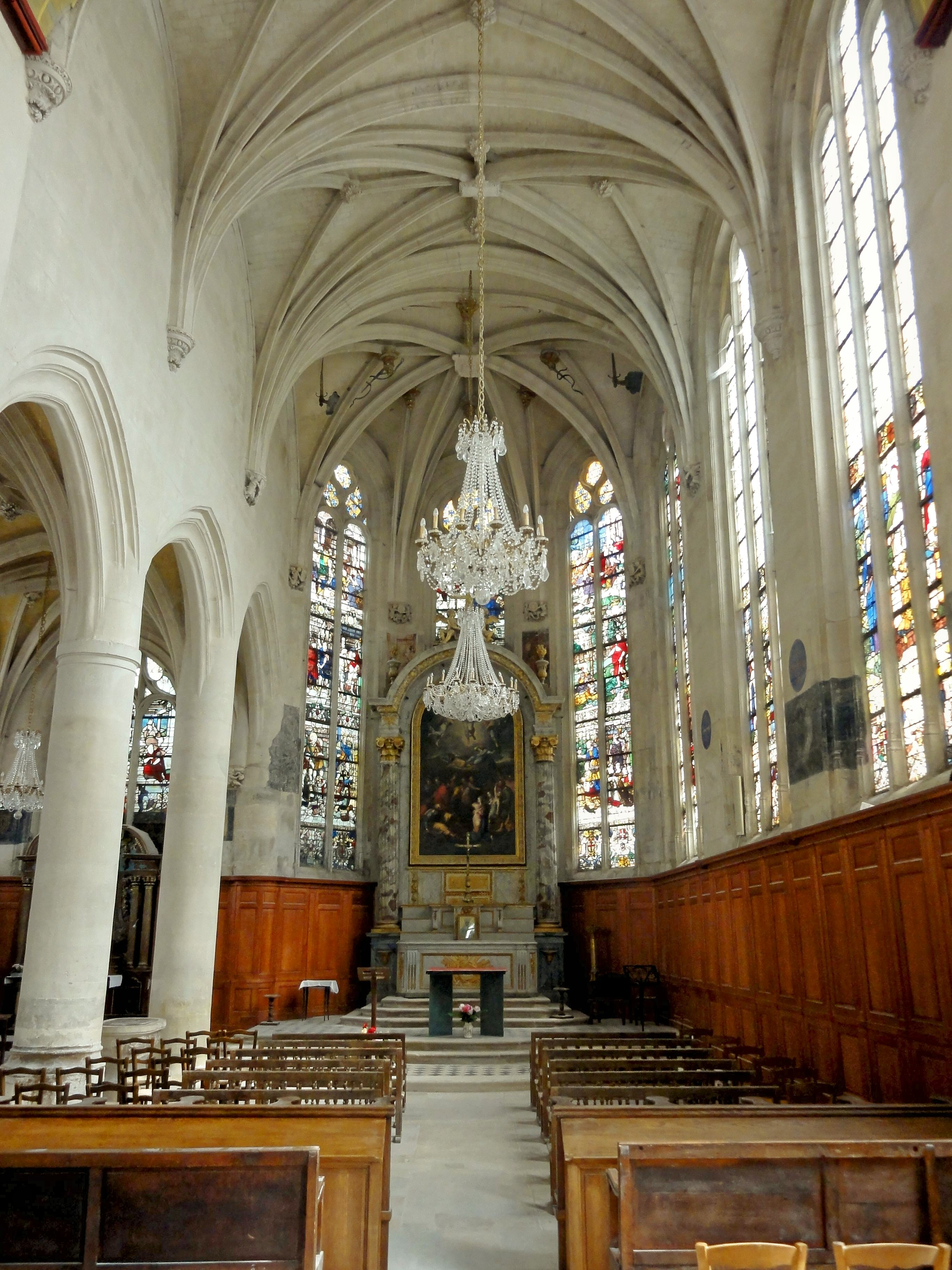
Chœur, vue vers l'est.

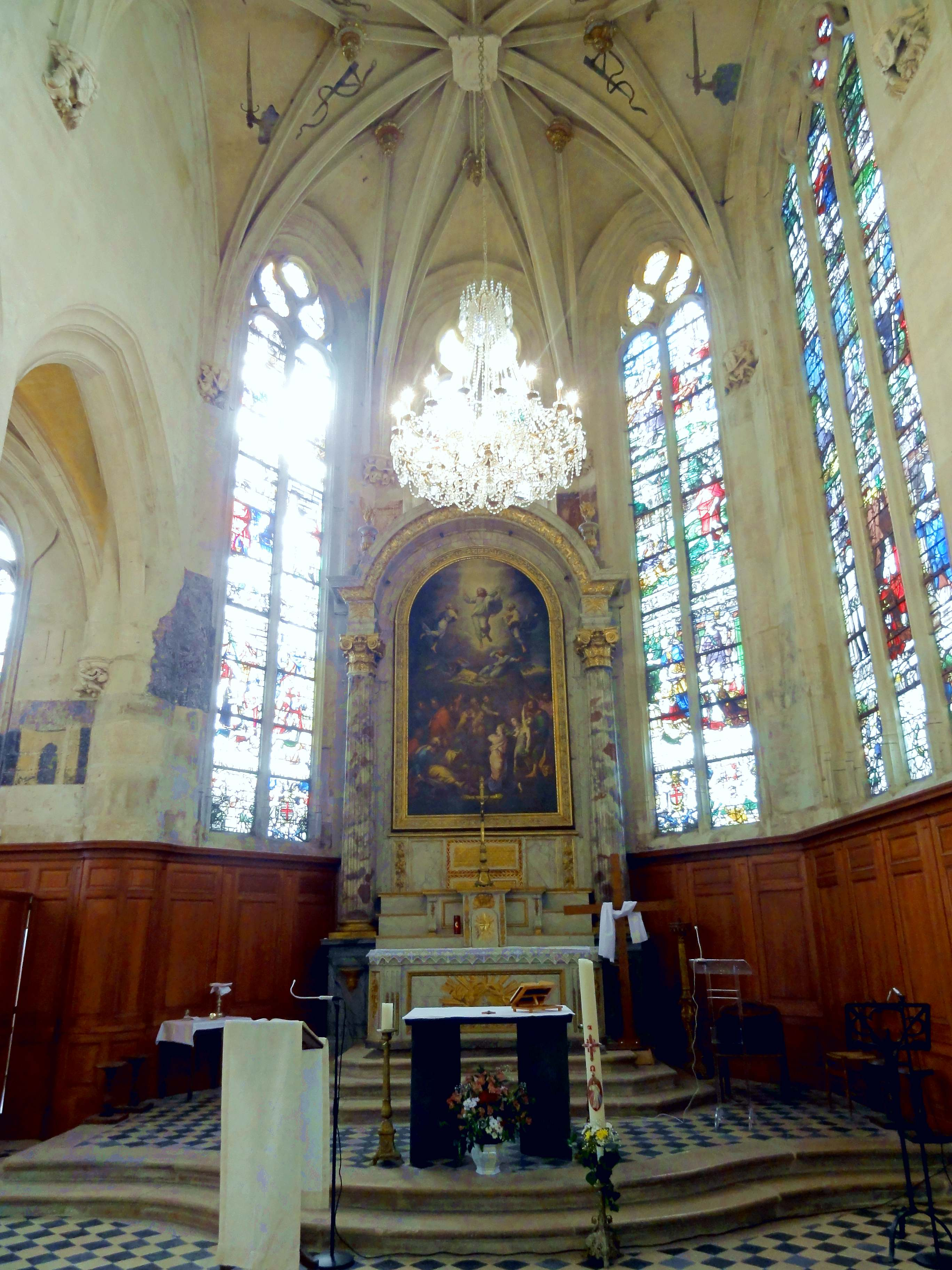
Abside.

Il n'y a guère à dire de la nef de 1710, qui est absolument fruste, et a comme seules mérites d'être bien éclairée par quatre grandes baies en plein cintre au sud, d'atteindre la même hauteur sous plafond que le chœur, et d'attirer toute l'attention sur lui. Les trois premières grandes arcades sont dépourvues de supports, et ne sont pas moulurées. La quatrième grande arcade se rattache à la dernière campagne de construction du chœur, et ne diffère des trois arcades suivantes que par son arc en plein cintre. La charpente lambrissée est d'un bel effet, mais le lambris actuel ne date que de la dernière restauration, et remplace une fausse voûte en berceau en bois plâtré, qui était peint en faux-appareil jusqu'à son effondrement en 1894. Le chœur, qui constitue sans conteste la pièce maîtresse de l'église, est d'un pure style gothique flamboyant, sauf pour les clés de voûte secondaires et culs-de-lampe, qui ont déjà été signalés, et sont de très petites dimensions. L'on a souvent souligné qu'Anne de Montmorency privilégia le style flamboyant pour les églises qu'il fit reconstruire, alors que le château d'Écouen adopte d'emblée le style de la Renaissance. Mais il est vrai aussi qu'aucune église n'est construite dans le style de la Renaissance dans tout le département avant 1545 environ ; seule la façade occidentale de Belloy-en-France est antérieure. Le chœur suscite tout d'abord deux remarques. Premièrement, sa haute abside, deux fois plus élevée que le vaisseau n'est large, ne comporte qu'un seul niveau d'élévation, sauf au nord, et évoque ainsi la Sainte-Chapelle, dont les proportions sont toutefois encore plus élancées. Deuxièmement, il y a un collatéral d'un seul côté, conformément à un parti retenu pour un certain nombre d'églises flamboyantes, en pleine conscience que l'éclairage par la lumière naturelle s'en trouve ainsi amélioré : l'on peut citer Ézanville (postérieure à l'église Saint-Acceul et influencée par celle-ci), Armancourt, Borest, Chamant, Rivecourt, etc. Mathieu Lours insiste beaucoup sur les similitudes avec la collégiale de Montmorency, mais elles ne sont pas aussi évidentes. Si le vaisseau central de Montmorency a peut-être la même hauteur, il est plus large, et paraît moins élancé. En même temps, les collatéraux y atteignent les deux tiers de la hauteur du vaisseau central, et sont en plus assez étroites, ce qui leur confère un aspect très élancé. À Écouen, le collatéral atteint seulement les trois cinquièmes de la hauteur du chœur, et est nettement plus larges, ce qui le fait apparaître un peu trapu.
En dehors des vitraux, qui font l'objet d'un chapitre séparé (voir ci-dessous), ce qui mérite d'être étudié dans le chœur d'Écouen sont les deux types d'élévation, soit les grandes arcades surmontées d'un étage de murs aveugles au nord, et les hautes fenêtres dans l'abside et au sud, ainsi que le voûtement. La période flamboyante connaît une prédilection pour les voûtes à liernes et tiercerons, qui apparaissent pour la première fois dans la région à la croisée du transept de Chambly, vers 1280 environ. Toutes les voûtes du chœur et du collatéral adoptent à Écouen le dessin à liernes et tiercerons « classique », sans aucune variation hormis celle imposée par les cinq pans de l'abside. Ici, les voûtains sont peints de dextrochères et de fourreaux d'épée comme insignes du connétable de France. Les couleurs sont empruntées au blason des Montmorency : gueules, or et azur. L'on trouve le même décor sous la voûte de la chapelle du château. Les arcs-doubleaux sont en arc brisé surbaissé, et moins aigus qu'à Montmorency, ce qui a vraisemblablement pour but de pousser plus haut leurs retombées. Les formerets sont plus aigus, ce qui est la conséquence normale du plan barlong des travées droites. Chaque voûte possède une clé de voûte centrale, qui arbore indifféremment un écusson bûché à la Révolution dans chacune des travées, et quatre clés secondaires aux points de rencontre des liernes et tiercerons. Dans l'abside, ce sont de petites clés pendantes, qualifiées de cabochons par Mathieu Lours, qui sont flanquées de quatre volutes corinthiennes, et agrémentées de feuillages. Dans la deuxième travée, les clés secondaires sont sculptées de touffes de feuillages, et dans la première travée, deux clés présentent le même motif, alors que les deux autres arborent des corbeilles de fruits. Les ogives et les doubleaux accusent le même profil, ce qui est très fréquent à la période flamboyante, mais les doubleaux sont néanmoins d'un plus fort diamètre que les ogives. Ils se présentent comme des arêtes saillantes, qui affichent de face un filet saillant entre deux fines moulures concaves, et latéralement, une large gorge délimitée des voûtains par un filet saillant. À Montmorency, les nervures se fondent dans les piliers. Ces nervures pénétrantes représentent l'un des caractéristiques fondateurs du style flamboyant. À Écouen, toutes les nervures sont reçues sur de culs-de-lampe, partagés par les ogives, doubleaux et formerets. Dans l'abside, les corbeilles sont sculptées d'angelots portant les instruments de la Passion. Ces motifs passent presque inaperçus en raison de leur éloignement du sol, et de leurs très petites dimensions. Plus à l'ouest, les culs-de-lampe issus de la seconde campagne de construction sont sculptés de plusieurs rangs de feuillages et d'un rang d'oves.
Du fait de la retombée de la totalité des nervures sur des culs-de-lampe, les grandes arcades n'entretiennent aucun rapport avec les voûtes, ce qui est rare à la période flamboyante, qui privilégie généralement la fluidité des lignes. Si le profil prismatique des arcades est particulièrement complexe et la modénature soignée, l'architecte s'est contenté de piliers monocylindriques appareillés en tambour, ce qui est un parti particulièrement conservateur hérité de la première période gothique, alors même que l'architecture flamboyante de la région a déployé une grande variété de piliers ondulés. Mais les églises flamboyantes à piliers monocylindriques sont toutefois assez nombreuses dans les environs. L'on peut notamment citer Bessancourt, Boran-sur-Oise, La Chapelle-en-Serval, Jagny-sous-Bois, Othis, Précy-sur-Oise, Survilliers, Le Thillay et Vauréal. Ni les retombées des voûtes, ni la forme des piliers évoquent la collégiale de Montmorency, et le profil des grandes arcades comporte un plus grand nombre de strates de modénature, mais montre quand même une similitude indéniable. Plus encore, il évoque Allonne, l'église Saint-Étienne de Beauvais et Pont-Sainte-Maxence, ou dans une moindre mesure, Chaumont-en-Vexin, Verneuil-en-Halatte. Il se compose, du haut vers le bas, d'une fine moulure concave, séparée par une arête saillante d'une large gorge ; d'une fine doucine logée dans un ressaut ; d'une gorge encore plus large que la précédente ; d'un listel logé dans un ressaut ; et d'une double doucine dans l'intrados. En dessous, les piliers issus de la seconde et de la troisième campagne de construction sont munis d'une bague à faible profil et d'une frise non sculptée. Mathieu Lours formule l'hypothèse qu'il aurait été prévu de sculpter les frises, mais leur profil est si faible qu'un évidement des piliers en aurait été la conséquence. Quant aux bases, elles se présentent sous la forme d'une simple plinthe moulurée, comme dans la plupart des églises flamboyantes de la région, et reposent sur des socles octogonaux.
Les élévations des murs comportant des fenêtres sont d'une relative simplicité, puisque la retombée des nervures sur des culs-de-lampe a pour conséquence l'absence de tout élément de scansion vertical, et puisque la limite des allèges n'est pas soulignée par un larmier mouluré, contrairement à un parti pris dans la plupart des édifices flamboyants d'une certaine envergure. Les trois fenêtres du chevet sont à deux lancettes, et les trois fenêtres méridionales, plus larges, sont à trois lancettes. Le remplage des trois fenêtres du chevet et de la dernière fenêtre du sud est encore clairement flamboyant : les lancettes sont à têtes trilobées, mais avec un tracé en cintre surbaissé et un lobe central très dilaté au détriment des autres, et un tympan composé de deux soufflets dissymétriques cantonnant un soufflet symétrique plus petit placé au sommet. L'écoinçon central en forme de losange n'est pas, ou plus, ajouré ; les deux écoinçons à gauche et à droite le sont. Sur la baie méridionale, les soufflets dissymétriques sont subdivisés en deux autres. Par l'absence de festons ou de redents, ces formes se rattachent à la période flamboyante tardive. Il n'y a pas de similitude particulière avec les réseaux de la collégiale de Montmorency. Le remplage des deux premières baies au sud se rattache tout au contraire à la Renaissance, et se compose de trois formes en plein cintre, dont celle du milieu mont jusqu'au sommet, et est flanquée de deux demi-accolades au-dessus des deux autres formes. Les pourtours des baies sont pourvues d'un faible ébrasement, puis moulurés d'un listel logé dans un ressaut, ainsi que d'une large gorge. Les armes de la maison de Montmorency sont également représentées sur fond rouge à mi-hauteur des trumeaux de part et d'autre de la baie centrale du chevet, derrière le retable. Jusqu'au seuil des fenêtres, les murs sont recouverts de boiseries du XIXe siècle qui ne sont que de simples panneaux à fenestrages à trois registres.

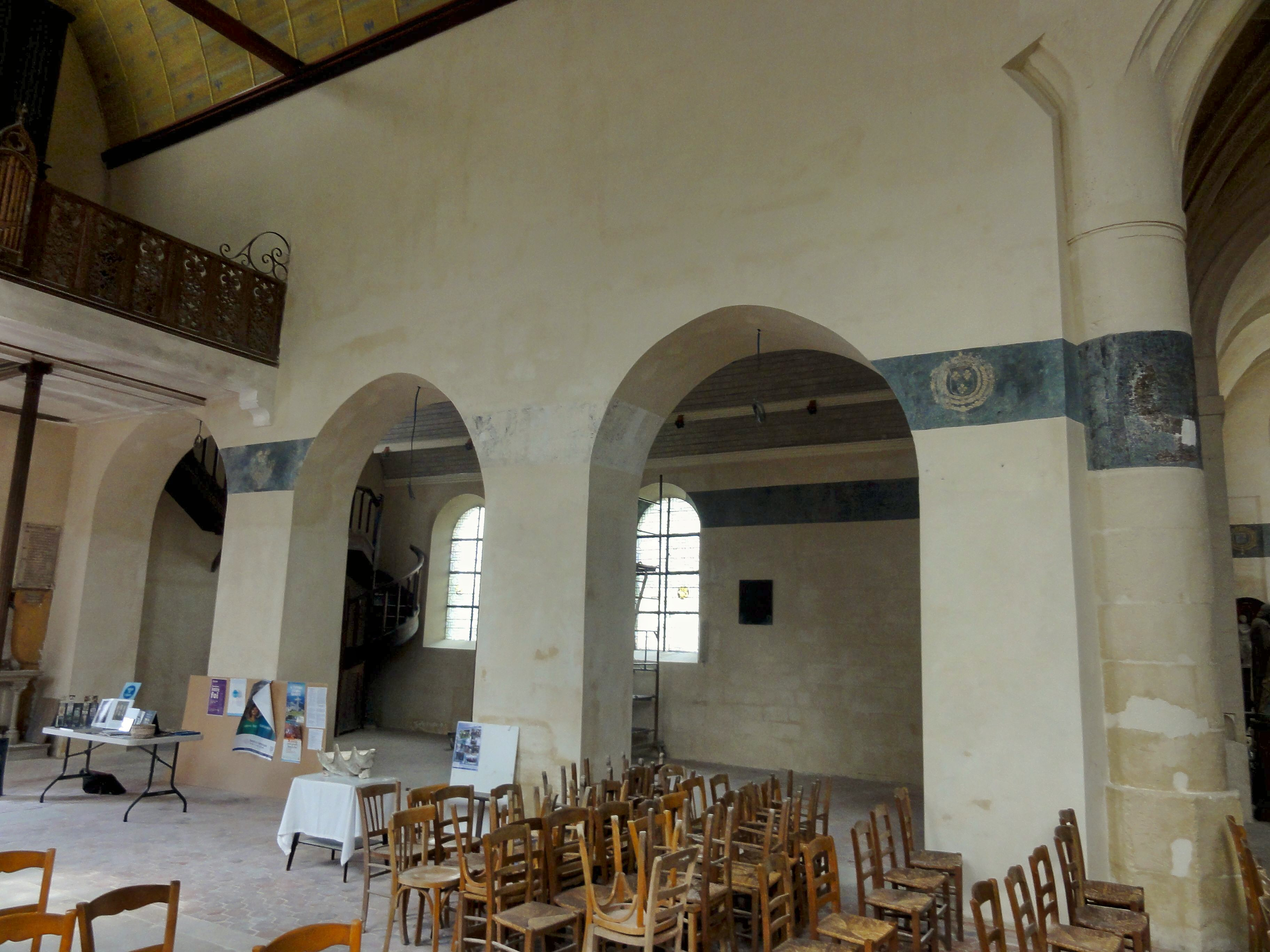
Grandes arcades de la nef.
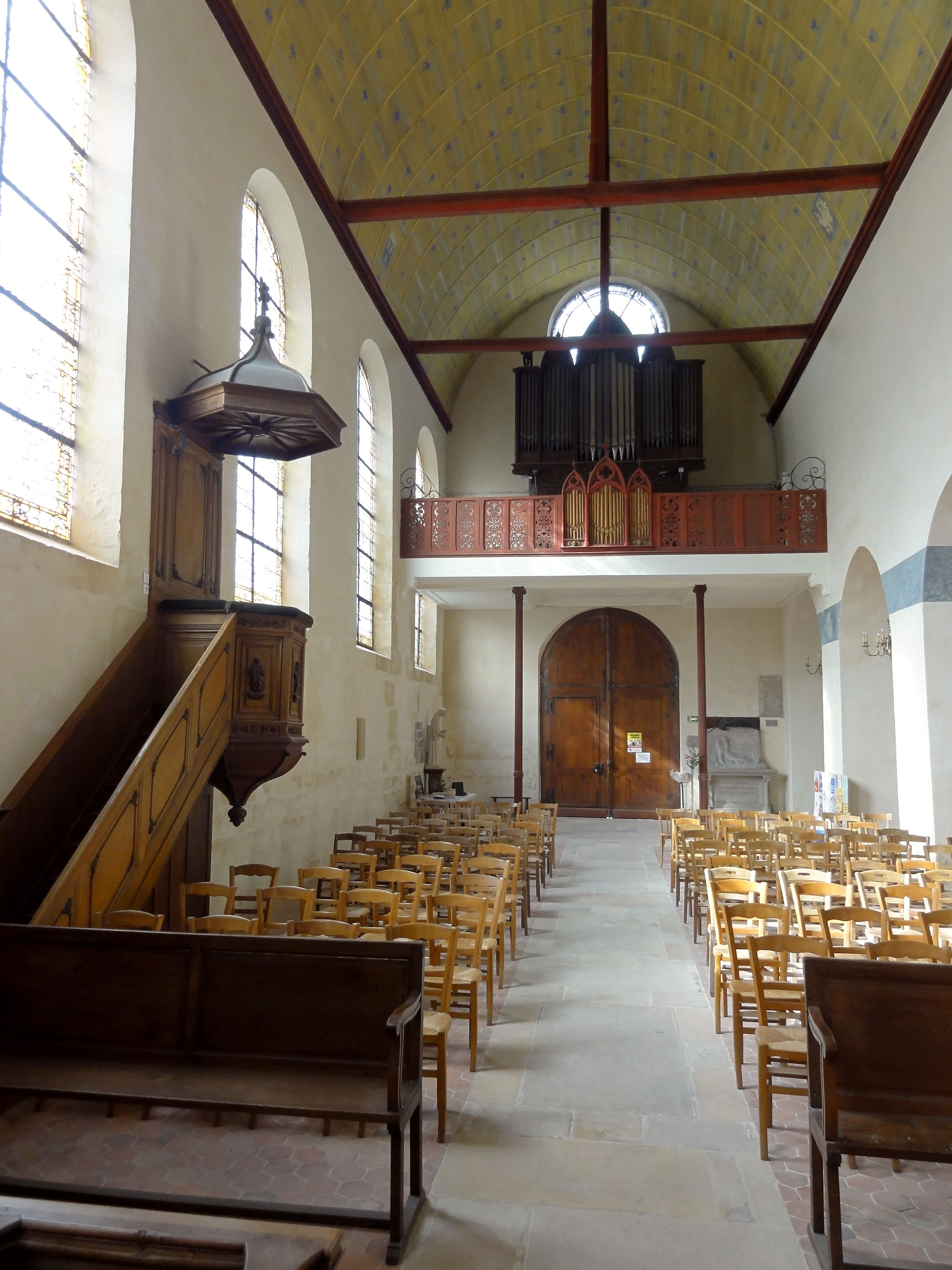
Nef, vue vers l'ouest.
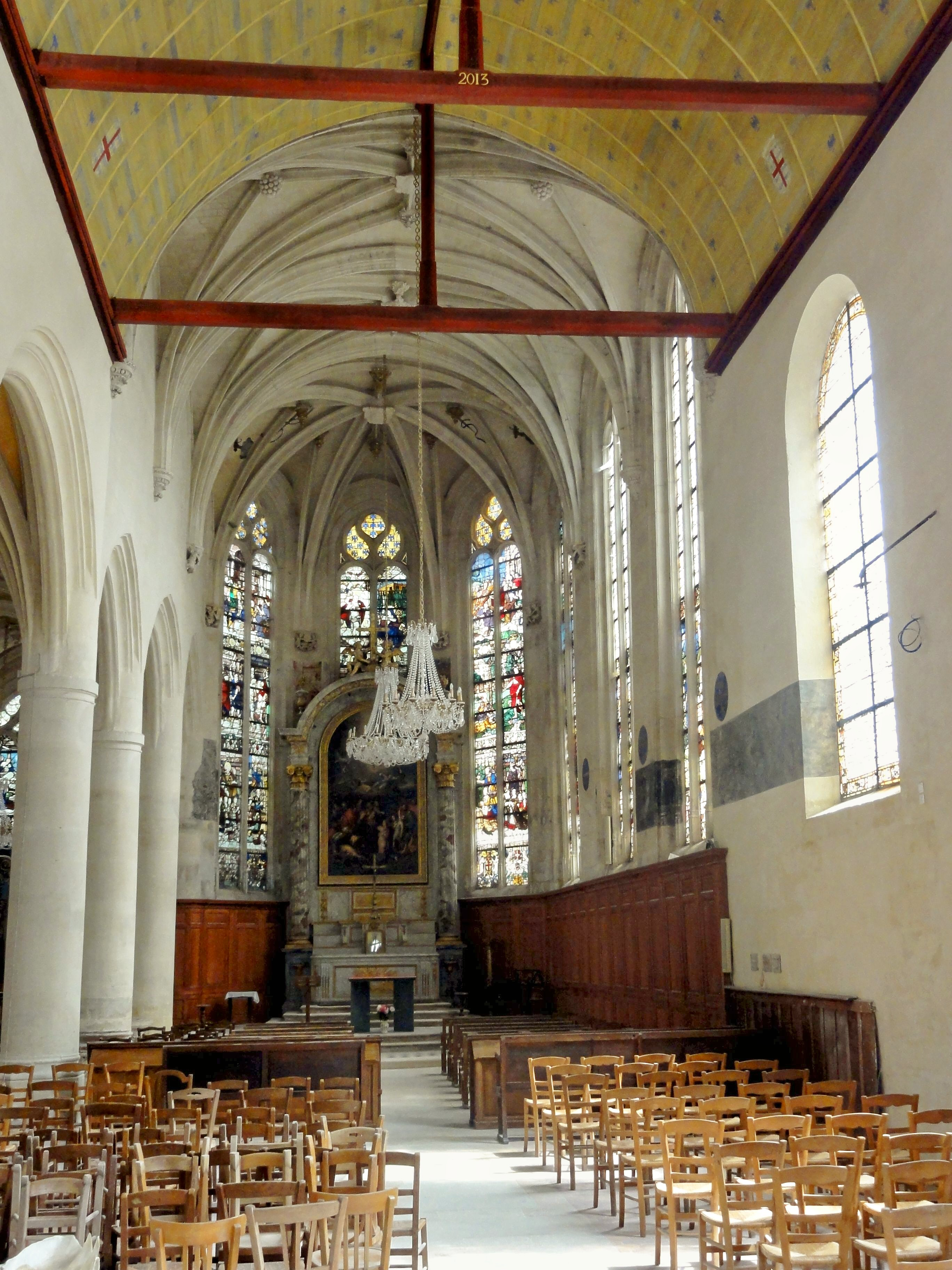
Nef, vue vers l'est.
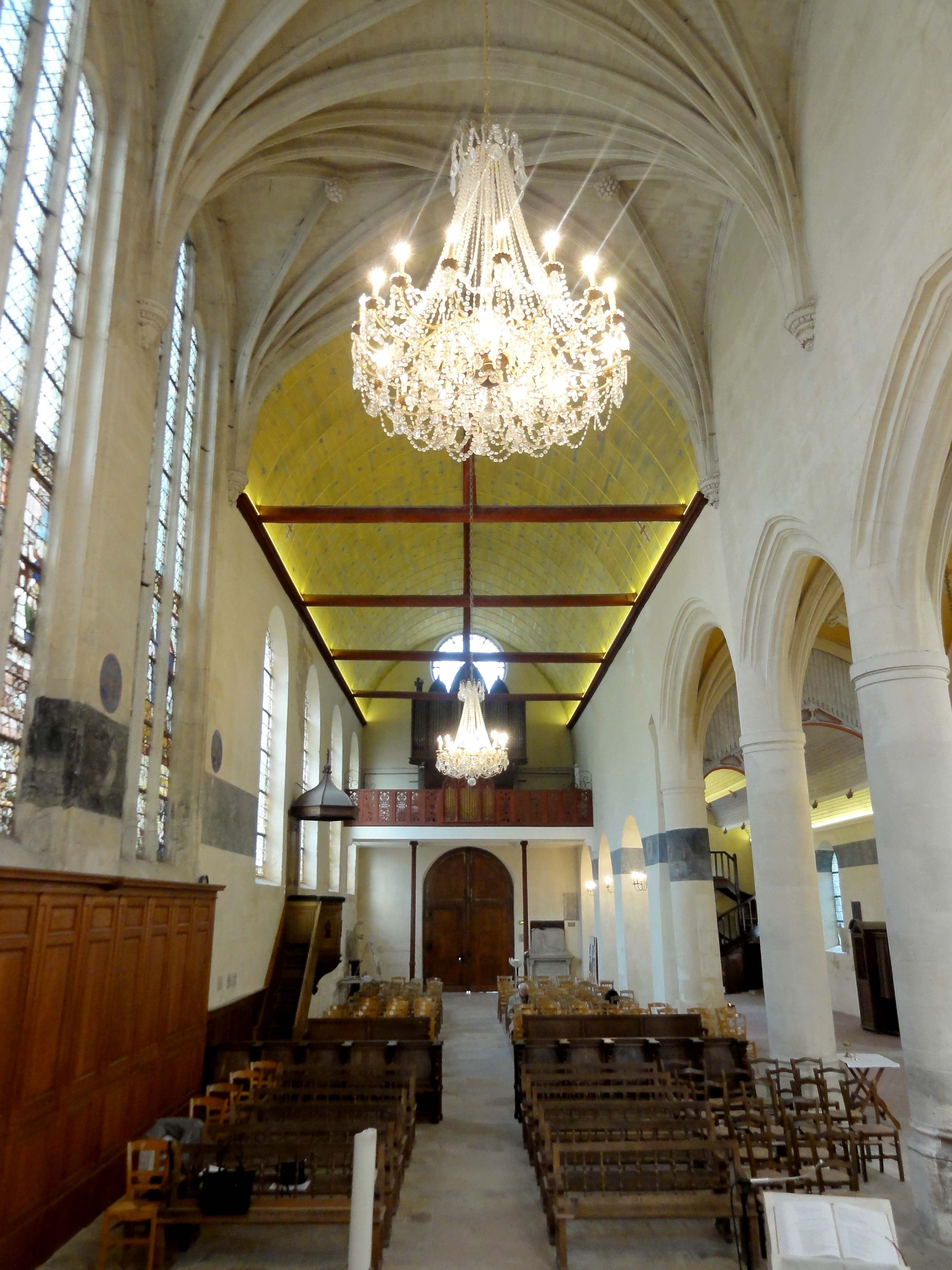
Chœur, vue vers l'ouest.
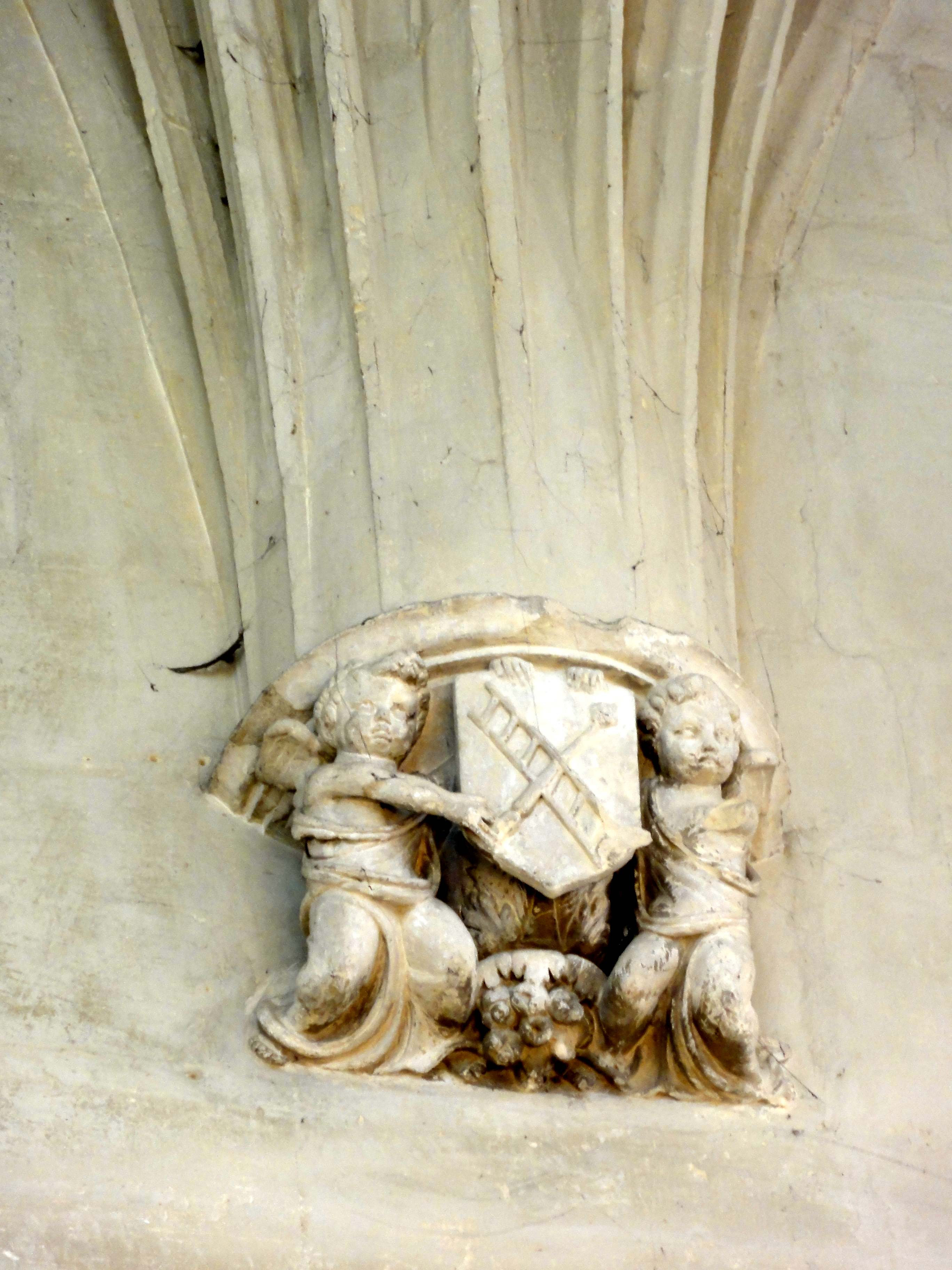
Cul-de-lampe au nord du 2edoubleau intermédiaire.
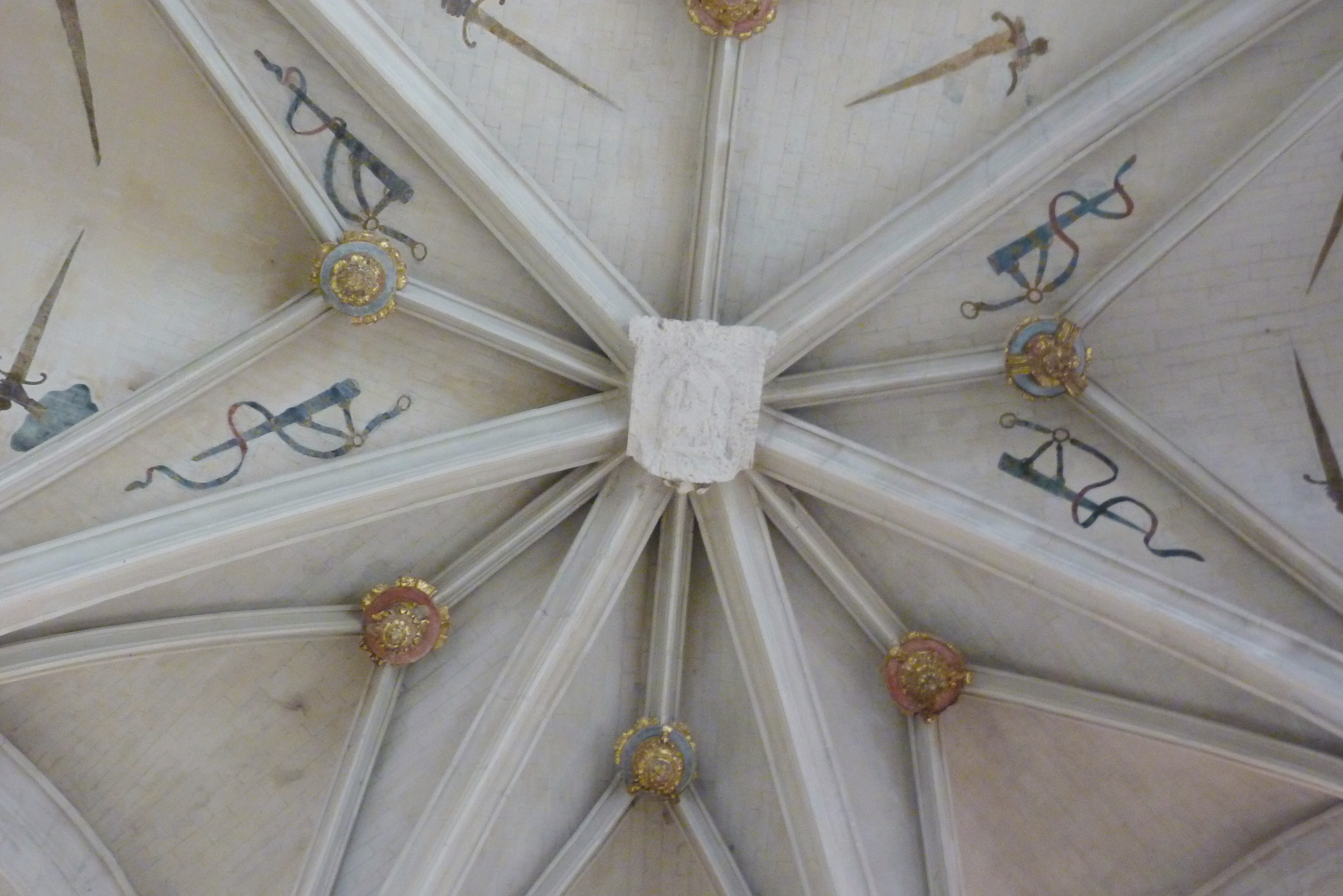
Clés de voûte de l'abside.

#### Collatéral et base du clocher

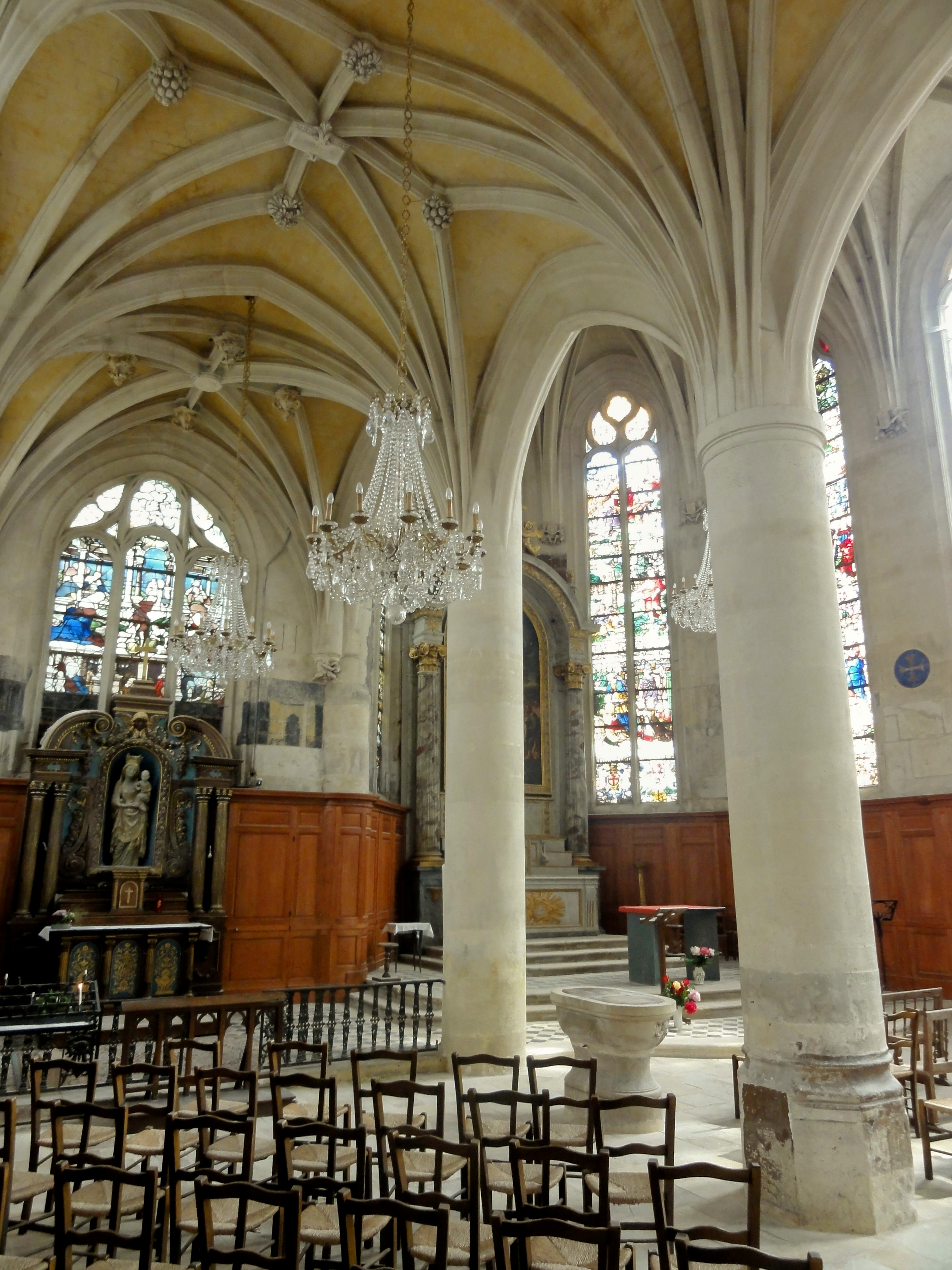
Collatéral du chœur.

La partie non voûtée du bas-côté de la nef ne présente pas davantage d'intérêt que la nef. Le mur gouttereau date en grande partie du XIXe siècle, et le plafond lambrissé dans le goût flamboyant ne date que de la dernière restauration. Étant donné la date de construction primitive en 1709 / 1710, ce plafond constitue un anachronisme au même titre que les alérions sous le plafond de la nef. Il n'y a pas de subdivision en travées, mais le nombre de trois grandes arcades permet de considérer que cette partie du bas-côté comporte trois travées. Dans le mur occidental, l'on trouve un petit portail surmonté d'un oculus circulaire. Au nord, seulement les deux premières travées possèdent des fenêtres. Une tourelle d'escalier hors-œuvre est accolée au mur gouttereau de la troisième travée, qui a peut-être déjà été construit vers 1555. C'est l'époque de construction de la quatrième travée et de la base du clocher sous Jean Bullant. Cette quatrième travée est de plan carré, non barlong, et ne possède pas de mur extérieur. Au nord, elle communique avec une courte travée voûtée en berceau plein cintre, sans fenêtres, qui ouvre sur la base du clocher. Celle-ci aurait été remaniée en 1709 en prévision de l'arrivée de la relique de saint Andéol, avec remplacement des fenêtres en tiers-point par des fenêtres en plein cintre, dont la modénature correspond effectivement au style classique. Mais la voûte est toujours celle du milieu du XVIe siècle. Elle est percée en son centre d'un trou pour la remontée des cloches, et ne comporte ni de liernes, ni de tiercerons. Dans les angles, les ogives et formerets retombent sur des culs-de-lampe sculptés de feuilles d'acanthe et d'oves.
Si l'on considère que la dernière travée du bas-côté de la nef et les trois travées du collatéral du chœur soient issues de trois campagnes de construction successives, qui s'échelonnent sur une vingtaine d'années, elles sont remarquablement homogènes. Hormis la grande arcade en plein cintre déjà signalée, les seules différences résident dans le décor, en l'occurrence les clés de voûte et les culs-de-lampe. Ce sont les mêmes différences déjà observées dans le vaisseau central. L'on note seulement que les quatre angelots des culs-de-lampe de la dernière travée s'éloignent assez de la symbolique religieuse. Elles prennent des poses maniérées : l'un coupe un fruit, l'autre est un tireur d'épine. La modénature et le dessin des voûtes sont calqués sur le vaisseau central. Concernant les élévations latérales, l'on relève l'absence de fenêtre dans la première travée du collatéral du chœur (soit la cinquième travée), et la présence de réseaux de type Renaissance dans les trois fenêtres des deux travées restantes. Ils sont analogues aux réseaux des deux premières travées du vaisseau central. Puisque la dernière travée du collatéral se rattache apparemment à la campagne de construction de l'abside, terminée en 1545, l'on s'y attendrait plutôt à des réseaux purement flamboyants.

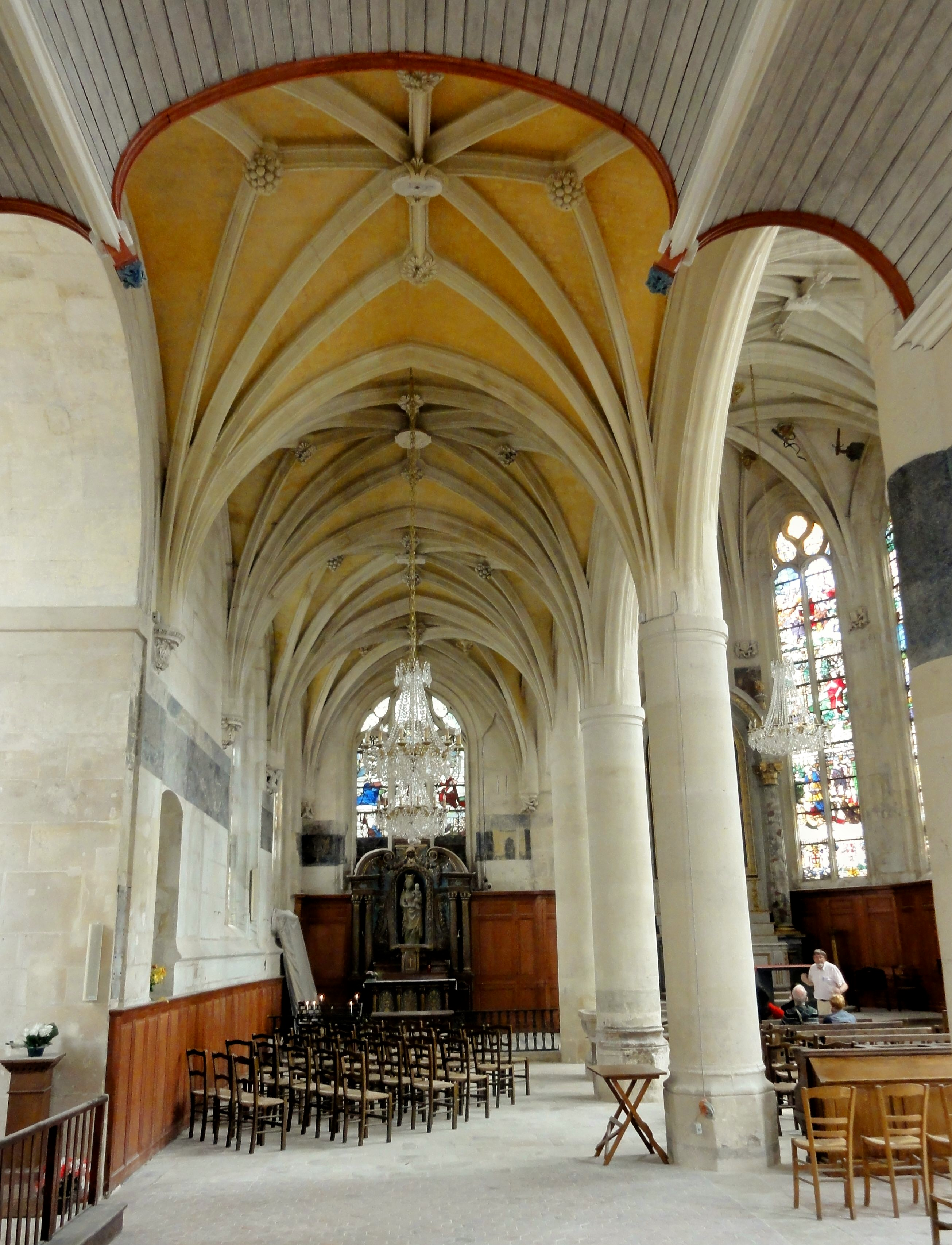
Collatéral, vue vers l'est.
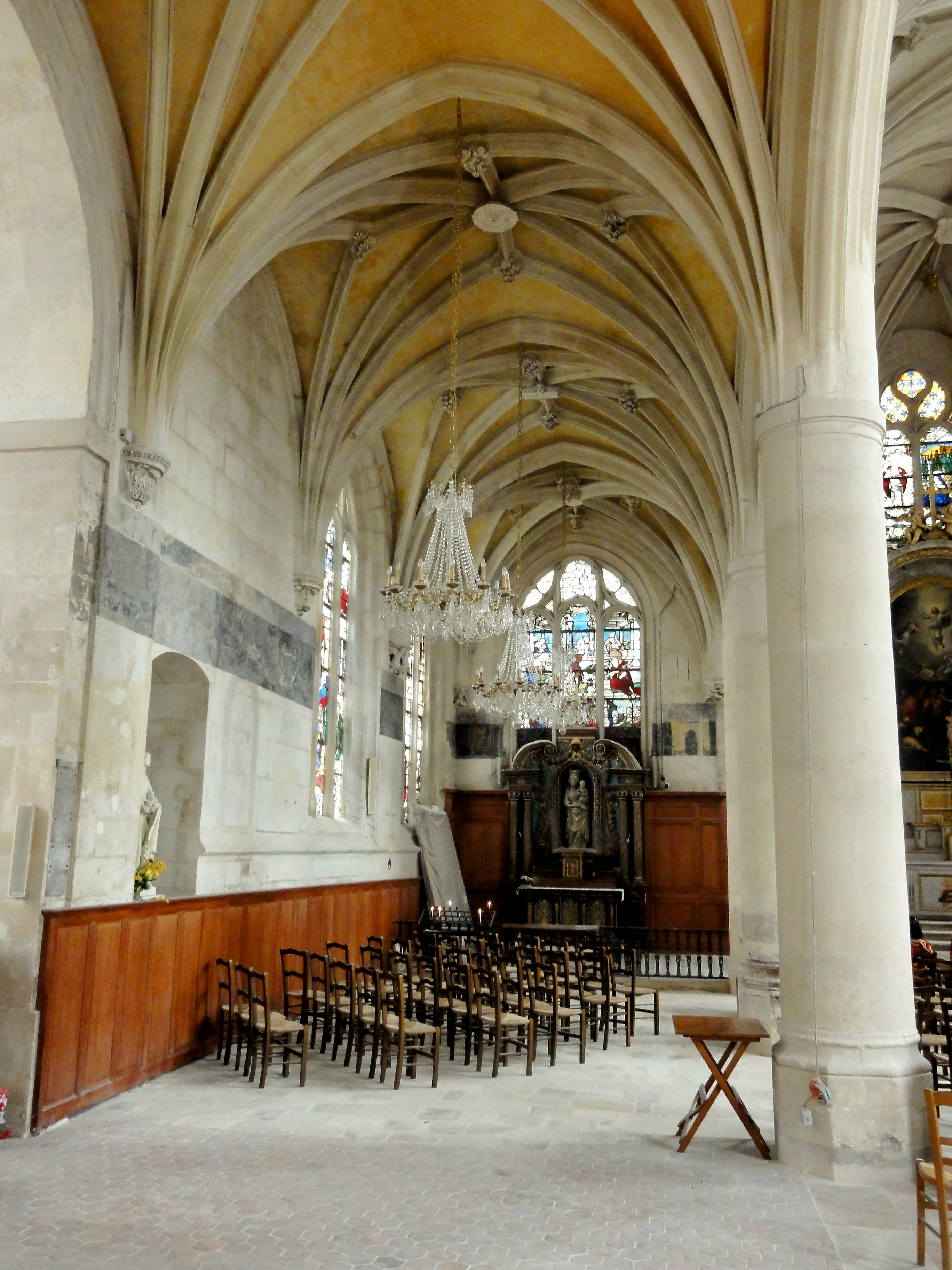
Collatéral, vue vers l'est.
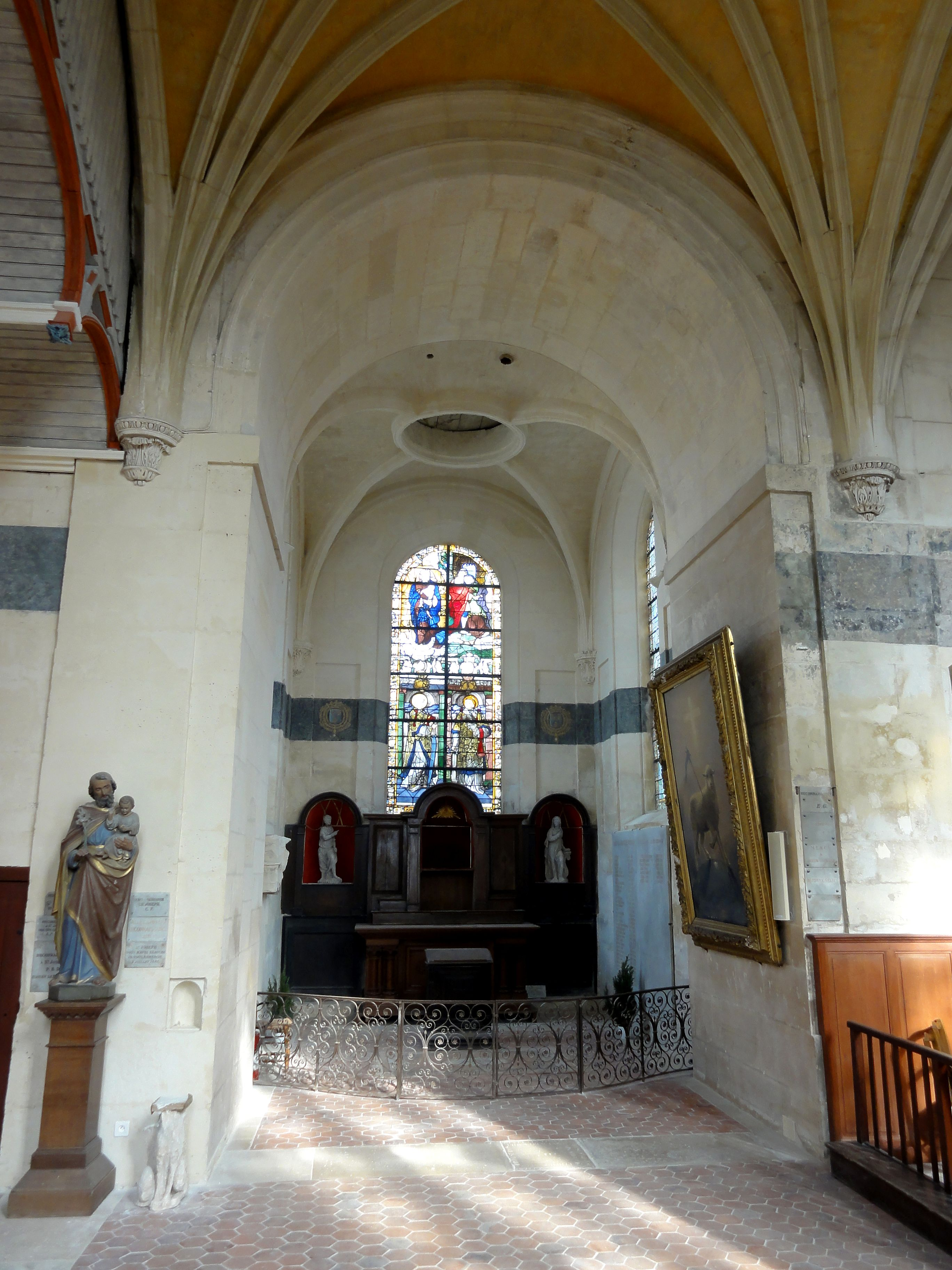
Vue dans la base du clocher.
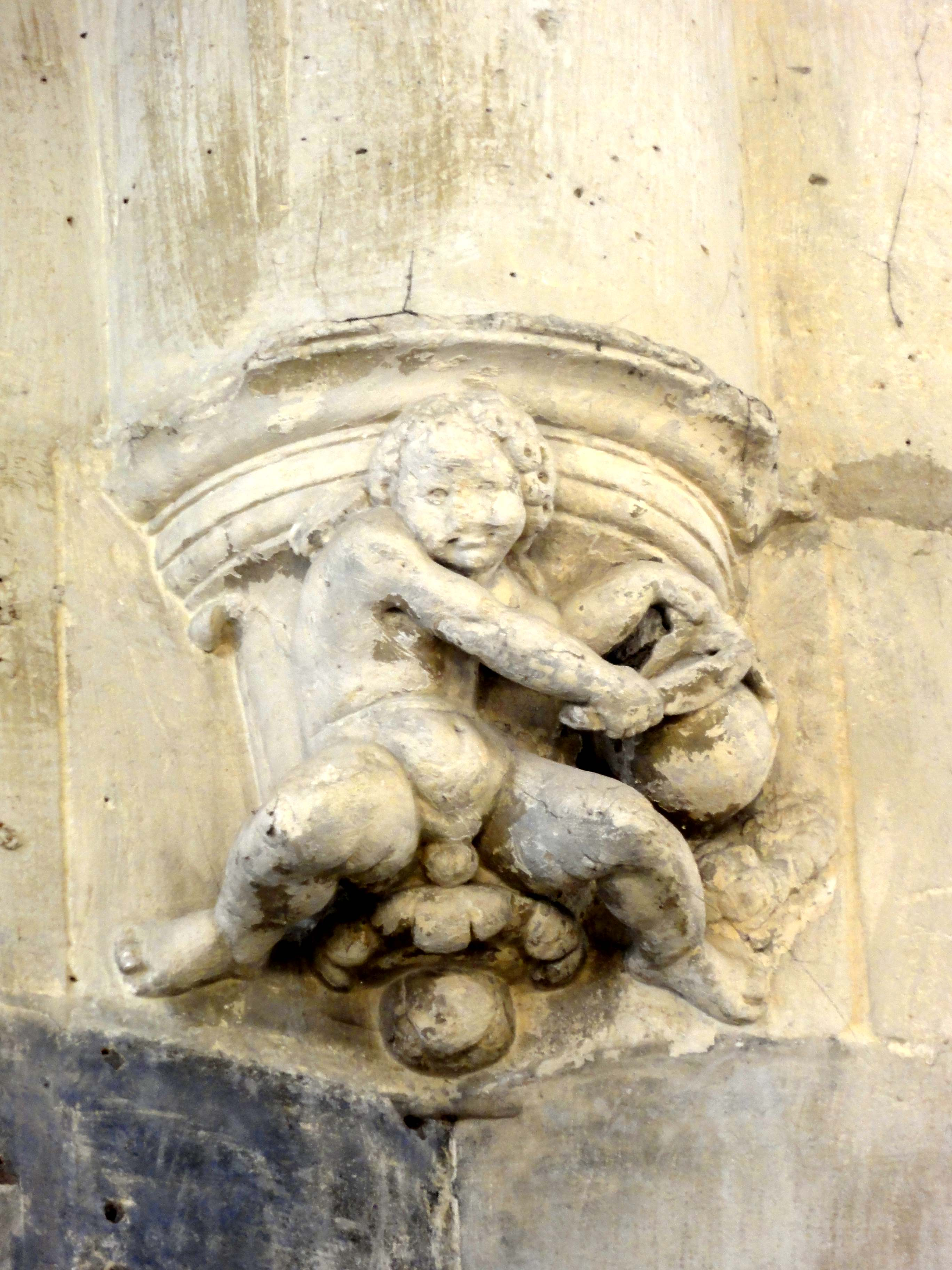
Cul-de-lampe : coupeur de fruit.
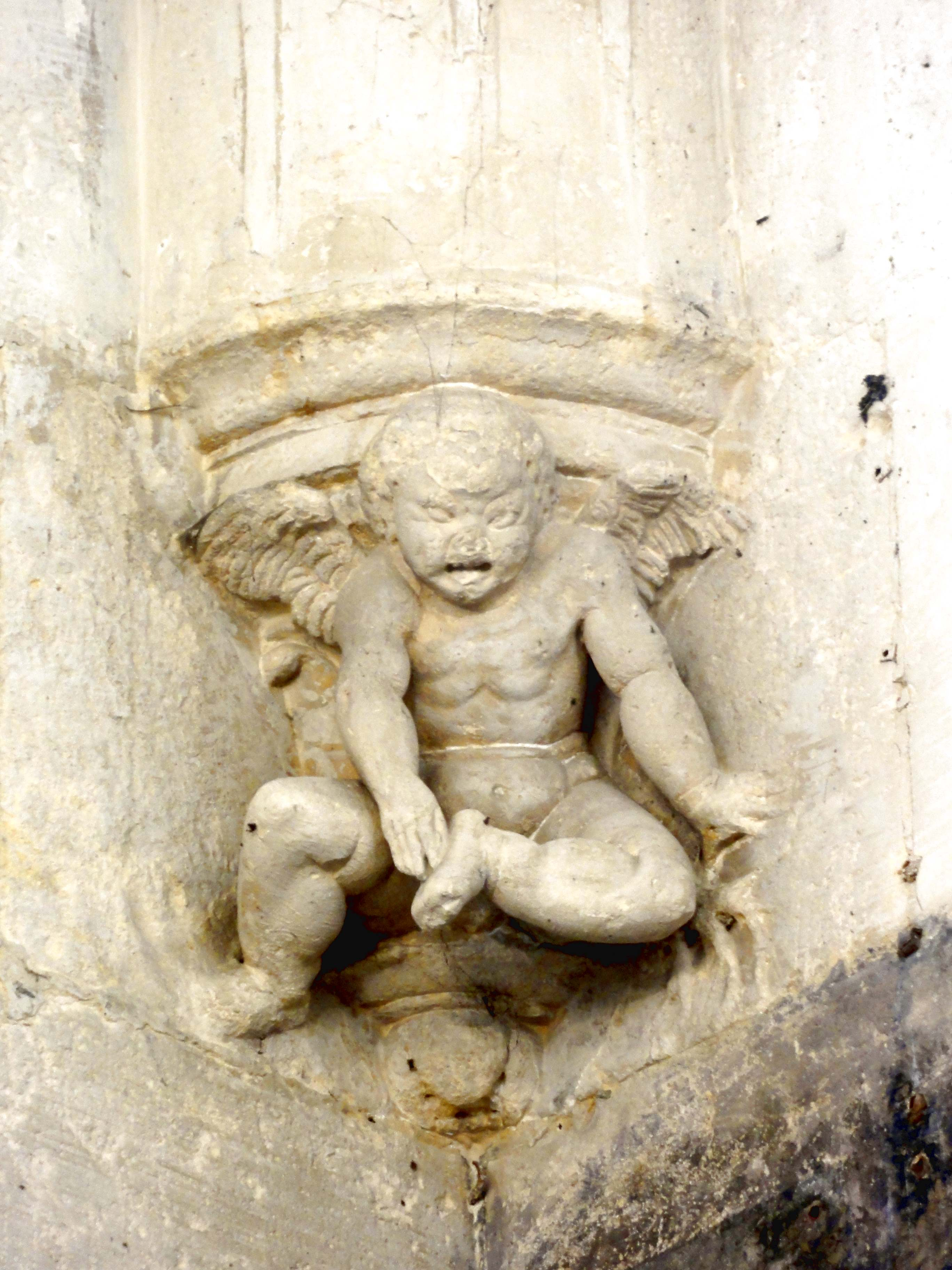
Cul-de-lampe : tireur d'épine.
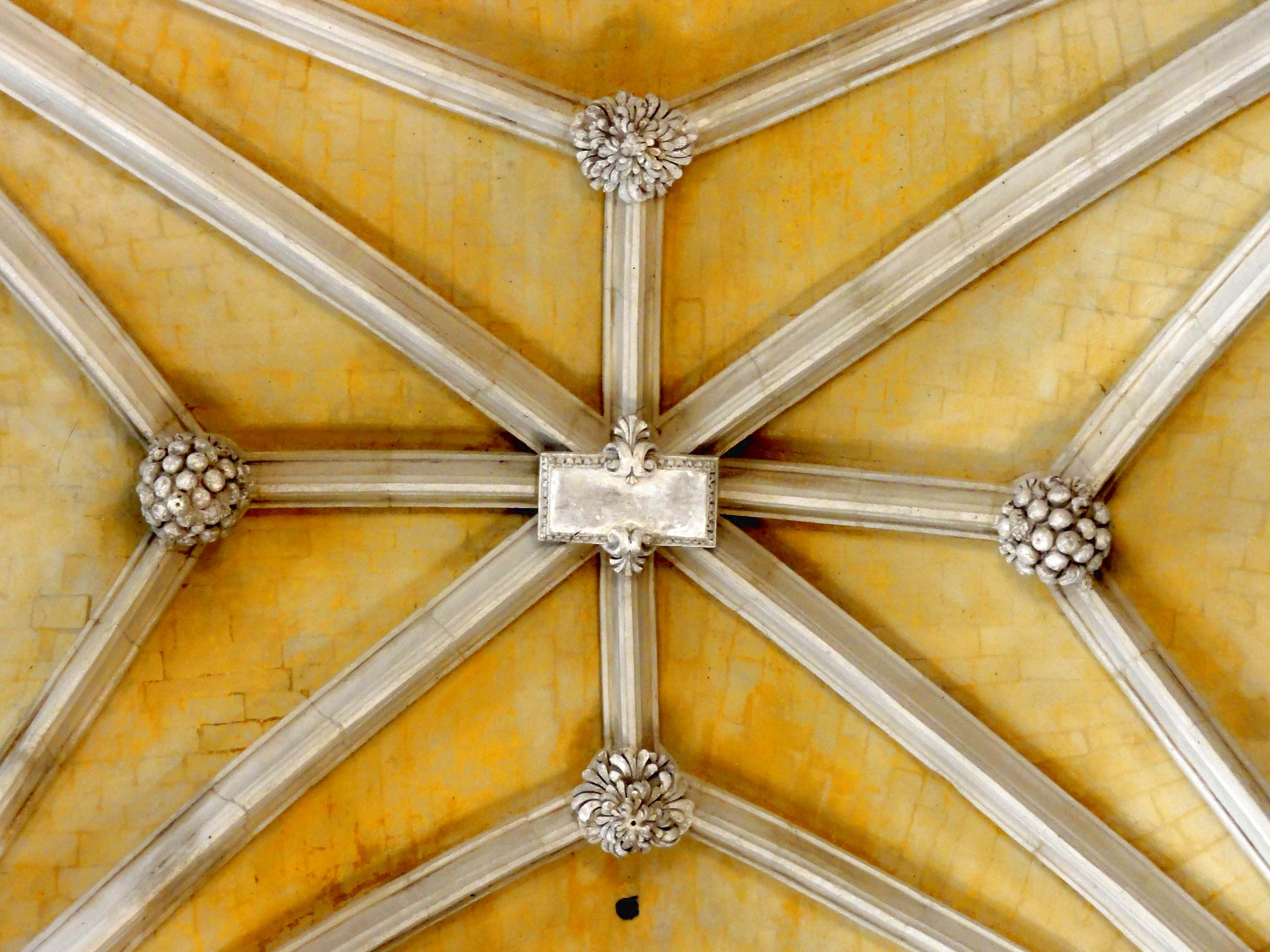
Collatéral, clés de voûte de la 2e travée.

### Extérieur

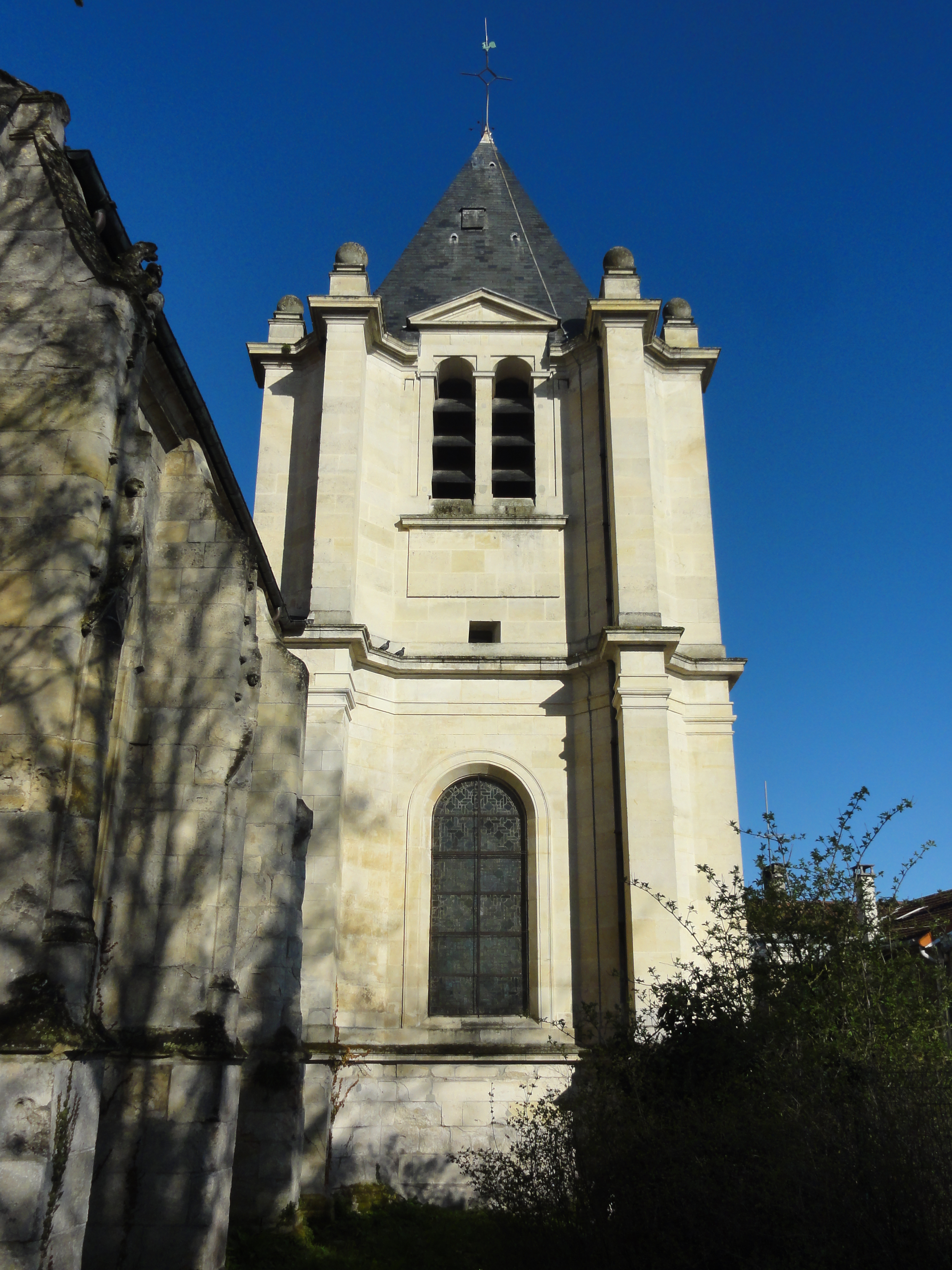
Clocher, côté est.

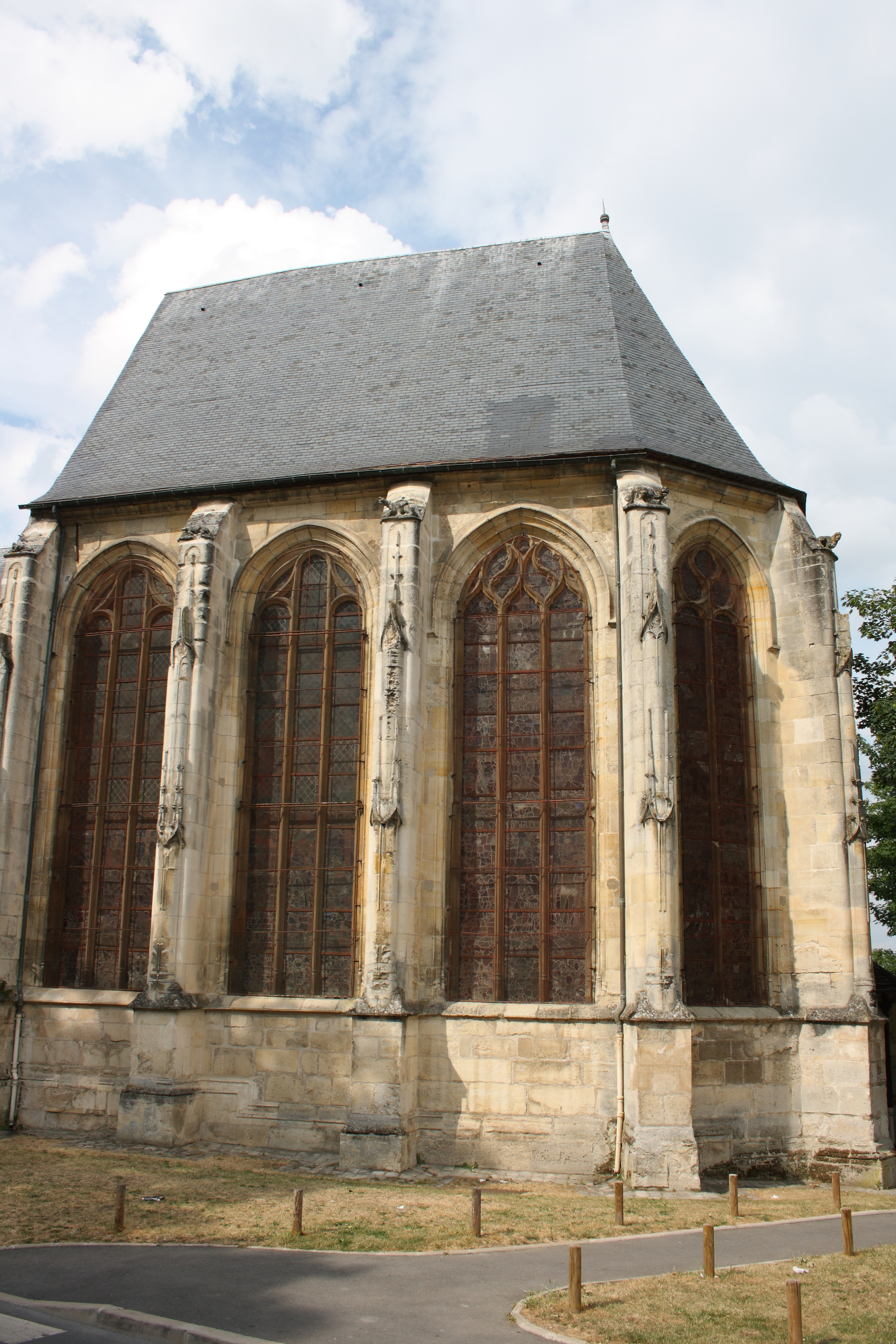
Chœur, vue depuis le sud.

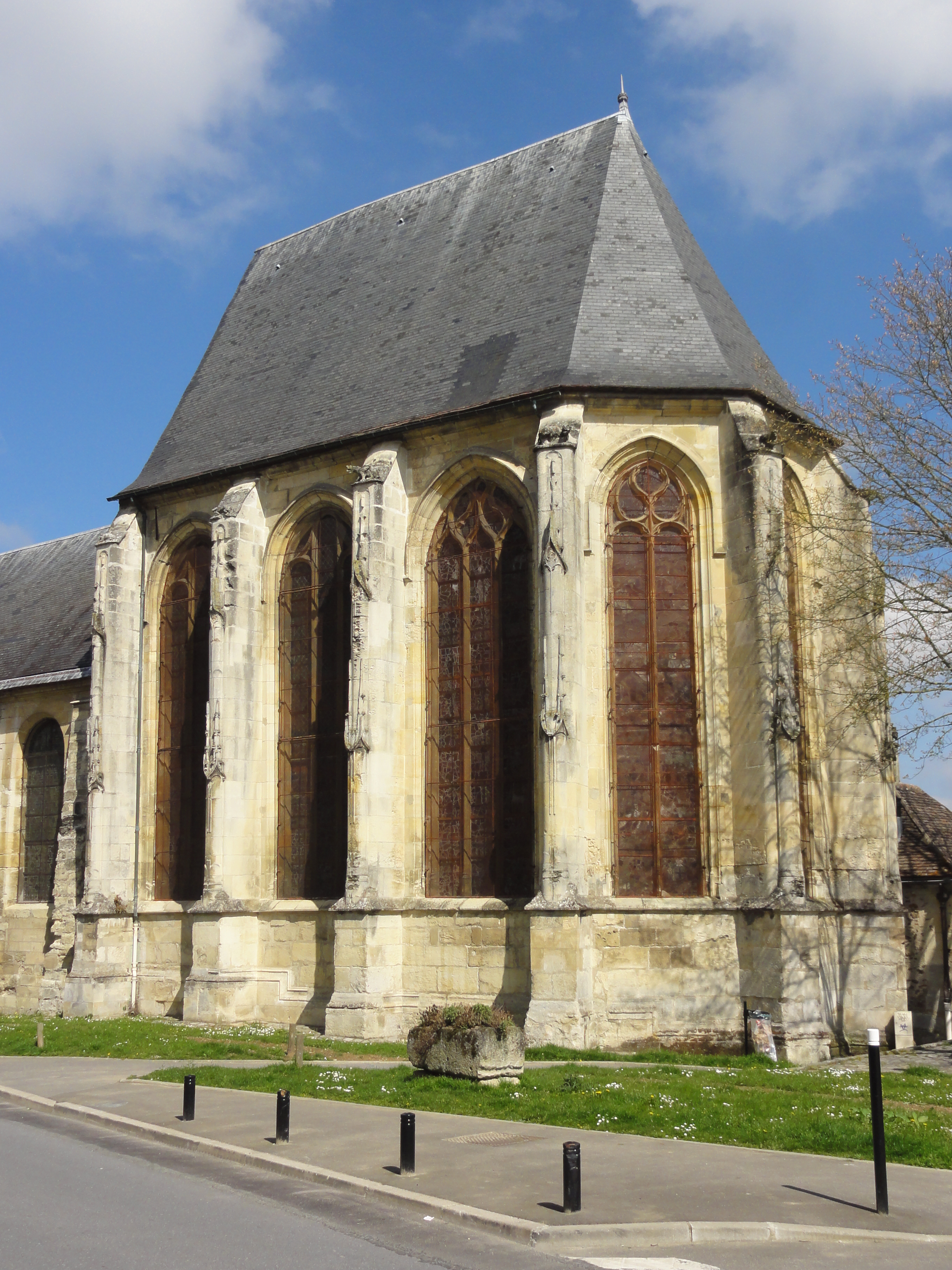
Chœur, vue depuis le sud.

La reconstruction de la façade en 1852-1854 n'a rien changé au déséquilibre de l'élévation occidentale de l'église, et à ses proportions peu harmonieuses. Le pignon occidental du chœur domine largement la toiture de la nef, et dépasse même le sommet du toit à la hache du clocher. Le clocher, implanté à côté de l'église, et reliée à celle-ci par une travée intermédiaire, paraît presque dissociée de celle-ci, et sa position en retrait par rapport à la façade réduit encore visuellement sa faible hauteur, qui contraste avec son style lourd et présomptueux. Le clocher n'a pas la grâce de ses homologues de Chars, Chaumont-en-Vexin ou Le Mesnil-Aubry, pourtant un peu plus récents, et semble inachevé. Chacun de ses angles est flanqué de deux contreforts orthogonaux, qui sont reliés les uns aux autres et aux surfaces murales par des pans obliques. Mathieu Lours salue ce procédé : « qui permet de jouer à la fois avec les avancées et les renfoncements, qui produisent des effets de masse particulièrement bien étudiés, qui animent l'ensemble, malgré son effet massif. Le plan de la tour s'insère ainsi dans un dessin géométrique très rigoureux associant deux carrés et un losange, dispositif à la pointe du savoir faire architectural de l'époque ». L'angle sud-ouest renferme toutefois une tourelle d'escalier cylindrique.
Le clocher compte deux niveaux d'élévation. Les fenêtres en plein cintre du rez-de-chaussée prennent appui sur un entablement incomplet, sans architrave, et avec une frise lisse. À l'ouest, une porte sans caractère a été ouverte dans le mur au cours du XIXe siècle. Elle coupe cet entablement, ainsi qu'un cartouche au milieu de l'allège, qui devait primitivement arborer une inscription. Des armoiries sculptées en bas-relief figurent sur les pans obliques de part et d'autre de la fenêtre occidentale. Bien que bûchées à la Révolution, leur dessin global se devine encore. À gauche, ce sont les armes des Montmorency, et à droite, les armes des Savoie. Il ne faut toutefois pas en conclure que la base du clocher aurait abrité la chapelle seigneuriale, puisqu'elle n'offre aucune visibilité sur le sanctuaire. Cette fonction était plutôt assumée par le collatéral nord. — La base du clocher est délimitée de l'étage de beffroi par un entablement sommaire. L'étage est ajouré, sur chacune de ses faces, de deux petites baies en plein cintre géminées, qui sont munies d'abat-sons. Contrairement à l'usage, ces baies ne descendent pas jusqu'à l'entablement, et possèdent un haut soubassement orné d'un panneau lisse surmonté d'un bandeau saillant. Les deux baies par face sont cantonnées de trois pilastres, et regroupées sous un fronton triangulaire commun. La corniche saillante qui termine l'étage court au niveau du sommet des arcs des baies, ce qui donne l'impression d'inachèvement déjà signalée. Chaque contrefort est sommé d'une boule, et la tourelle d'escalier, d'une calotte en pierre.
Comme l'exprime Mathieu Lours, la façade néo-Renaissance « est censée harmoniser avec le clocher. Elle ne fait qu'adjoindre un nouvel élément à une partie de l'édifice déjà disparate, sans présenter les qualités suffisantes pour se suffire à elle-même ». Le pignon de la nef est couronné d'une croix en antéfixe, qui était initialement entourée de rayons métalliques, aujourd'hui déposés pour des raisons de sécurité. Il y a des acrotères sous la forme de pots-à-feu. À l'aplomb du contrefort de gauche, le demi-pignon du bas-côté est cantonné d'un petit obélisque. Le contrefort lui-même arbore en haut le blason des Savoie. Le grand oculus qui éclaire la nef est dépourvu d'un remplage, et seulement entouré d'un bandeau mouluré. L'oculus qui éclaire le bas-côté n'est même pas décoré du tout. Pour l'essentiel, le décor se concentre donc sur les deux portails. Le portail de la nef, en plein cintre, possède une archivolte moulurée à l'instar du pourtour de l'oculus, qui retombe sur deux impostes. Sa clé d'arc est agrémentée d'une agrafe. Les piédroits sont cantonnés de deux colonnes doriques, qui supportent un entablement avec une frise de diglyphes à gouttes. L'entablement est établi en saillie au-dessus des colonnes, et se poursuit latéralement jusqu'aux angles de la nef, mais sans les diglyphes. La partie centrale de l'entablement affiche un cartouche sous la forme d'un cuir découpé, où figurent les initiales du saint patron, S.A. Le cartouche est cantonné de deux consoles sculptées, qui servent de supports à la niche à statue établie en encorbellement au-dessus du portail. Cette niche est cantonnée des deux rampants d'un fronton triangulaire brisé, et abrite une statue de saint Andéol, tenant un livre ouvert et une longue scie comme attribut. La niche est sommée d'une boule, qui est flanquée de deux ailerons baroques suggérant un fronton. Quant au portail du bas-côté, nettement plus sobre, il est surmonté d'un fronton triangulaire, puis d'un second petit fronton en arc de cercle. L'élévation méridionale de 1710 et l'élévation septentrionale de la fin du XIXe siècle sont sans intérêt. En revanche, l'élévation septentrionale de la dernière travée avant le clocher se distingue par sa hauteur plus importante, et par son contrefort flamboyant à l'intersection avec la travée précédente, où des pierres d'attente visibles en hauteur témoignent de la revue à la baisse du projet de Jean Bullant.
La silhouette du chœur au sud et à l'est est celle d'une sainte-Chapelle, et ne comporte qu'un unique niveau d'élévation. L'appareil en pierre de taille est soigné. Une plinthe moulurée marque une première retraite après la première ou la deuxième assise au-dessus des fondations. Un larmier légèrement galbé court tout autour du chœur à la limite des allèges, et sert d'appui aux fenêtres. Au-dessus de ce larmier, les angles des contreforts sont émoussés. Les contreforts sont sculptés de deux pinacles plaqués très effilés, puis se retraitent, et affichent en face un pilier cylindrique engagé, qui s'amortit par un troisième pinacle plaqué, dont la grêle flèche atteint presque le glacis sommital. Au-dessus, la face frontale du contrefort est sculptée d'une arcature plaquée en très faible relief. À l'instar du larmier, le glacis sommital est légèrement galbé, et accueille en bas une chimère. Les murs se terminent par une corniche moulurée. Avec les moulures qui les entourent, les fenêtres, dont le remplage a déjà été signalé, occupent toute la largeur disponible entre les contreforts. En somme, le chœur à fière allure, mais reste quand même d'une relative sobriété. Ainsi, plusieurs éléments de décoration qui ornent les absides flamboyantes les plus richement pourvues, telles que des niches à statues avec des dais architecturés ; des réseaux plaqués de part et d'autre des arcs des fenêtres ; des gargouilles saillantes ; des pinacles à l'aplomb des contreforts ; et des balustrades à jour, sont absents à Écouen.

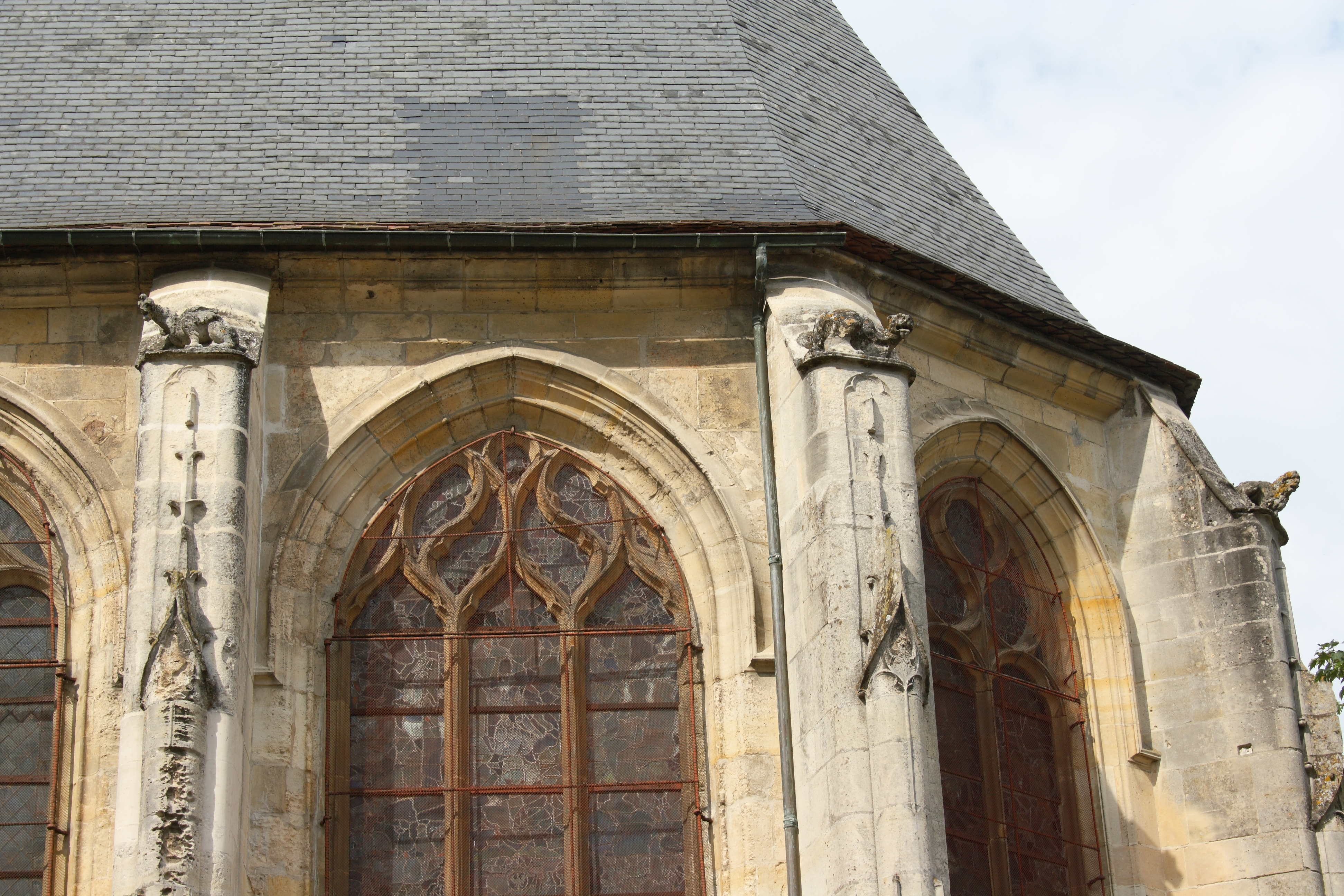
Parties hautes du chœur.
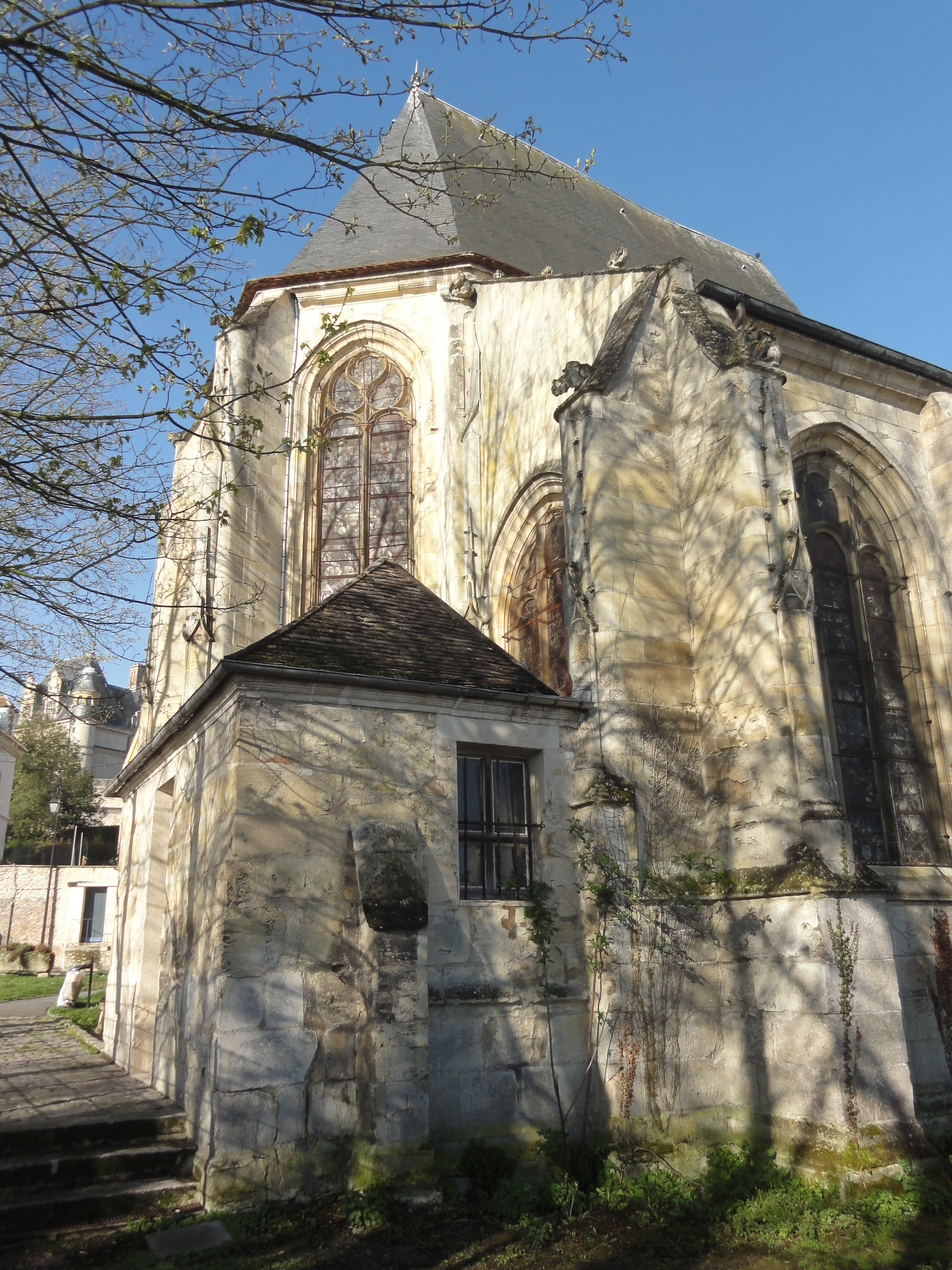
Abside, vue depuis le nord-est.
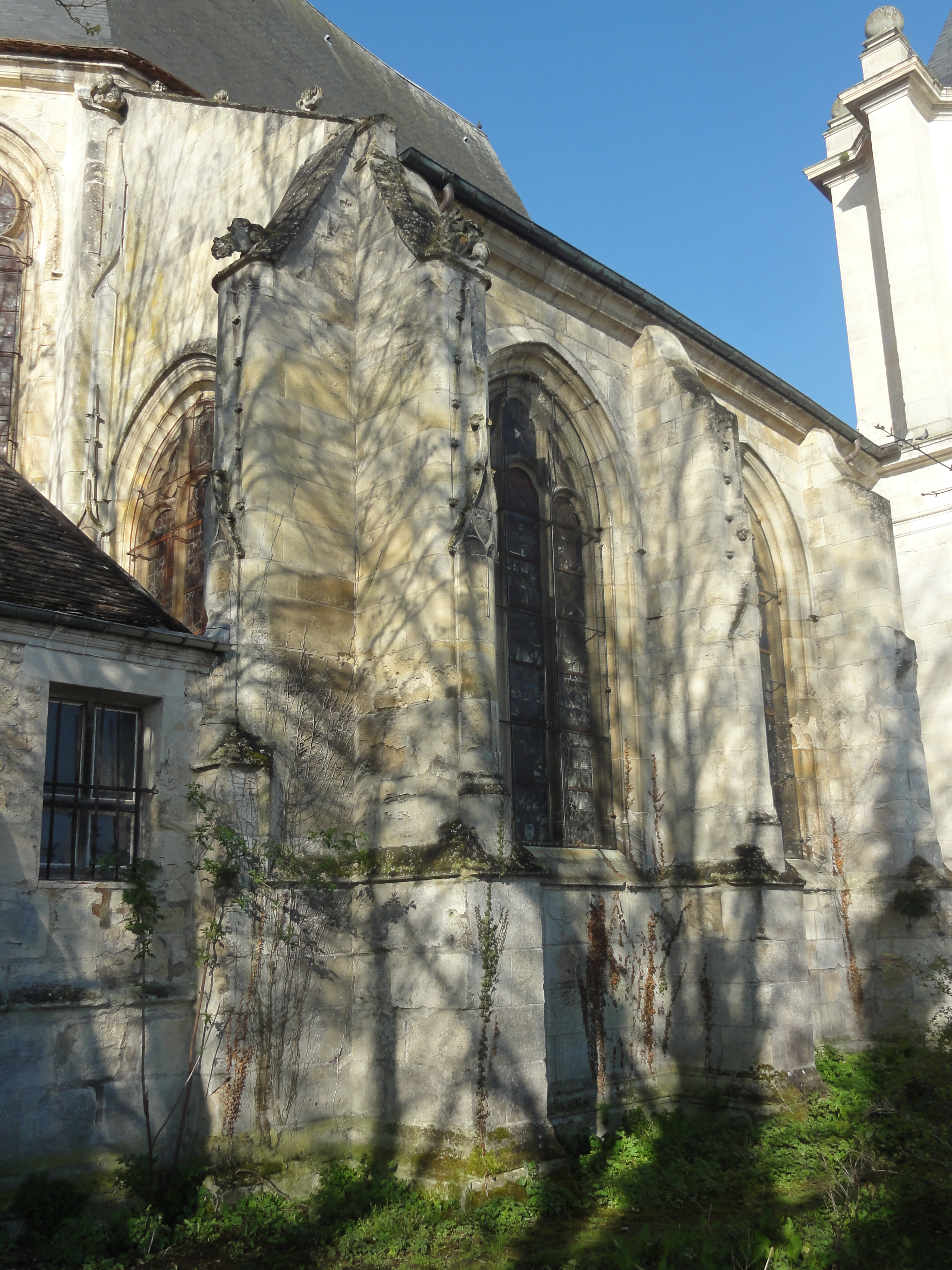
Collatéral, vue depuis le nord-est.
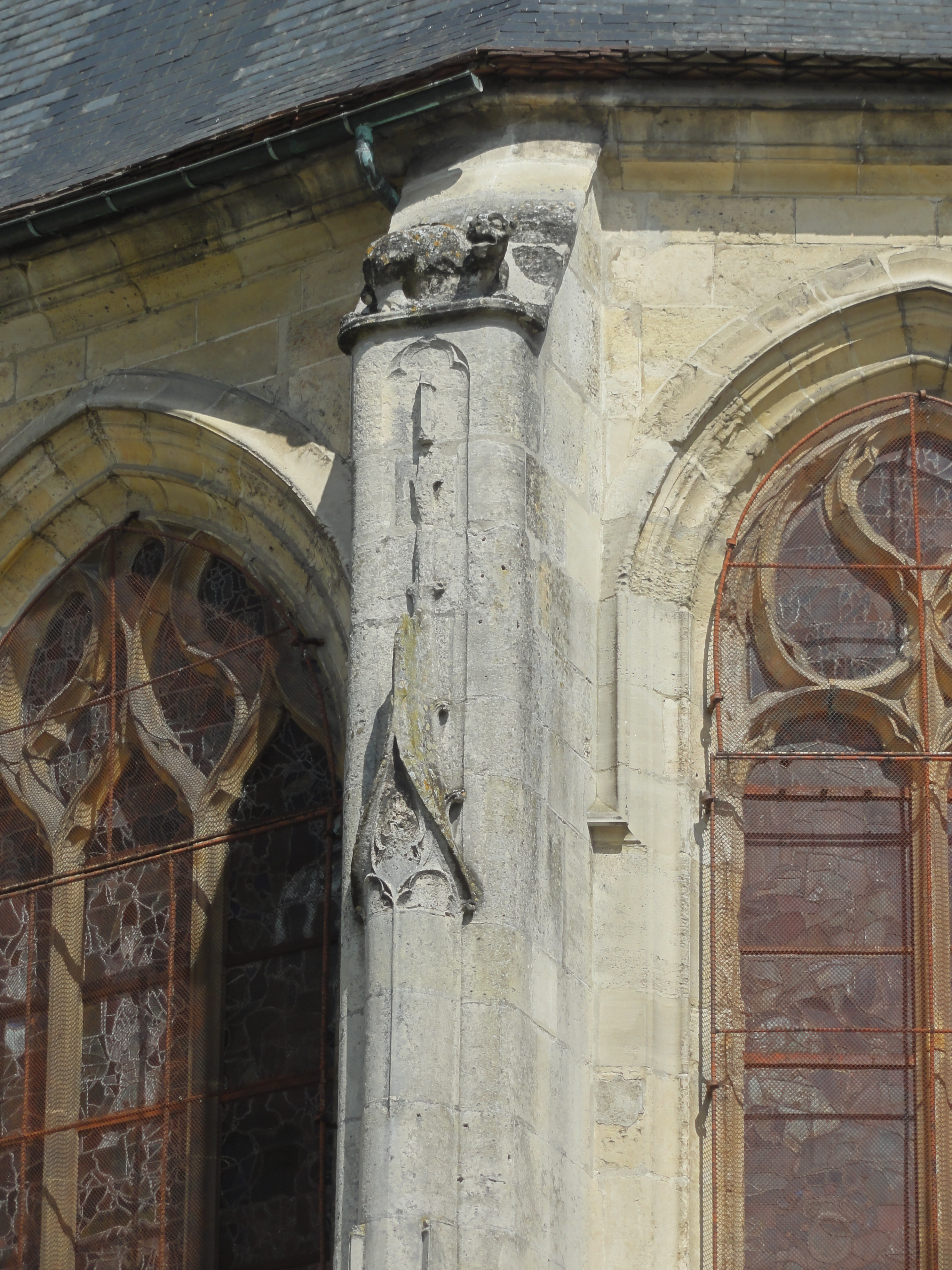
Chœur, contrefort sud-est, parties hautes.
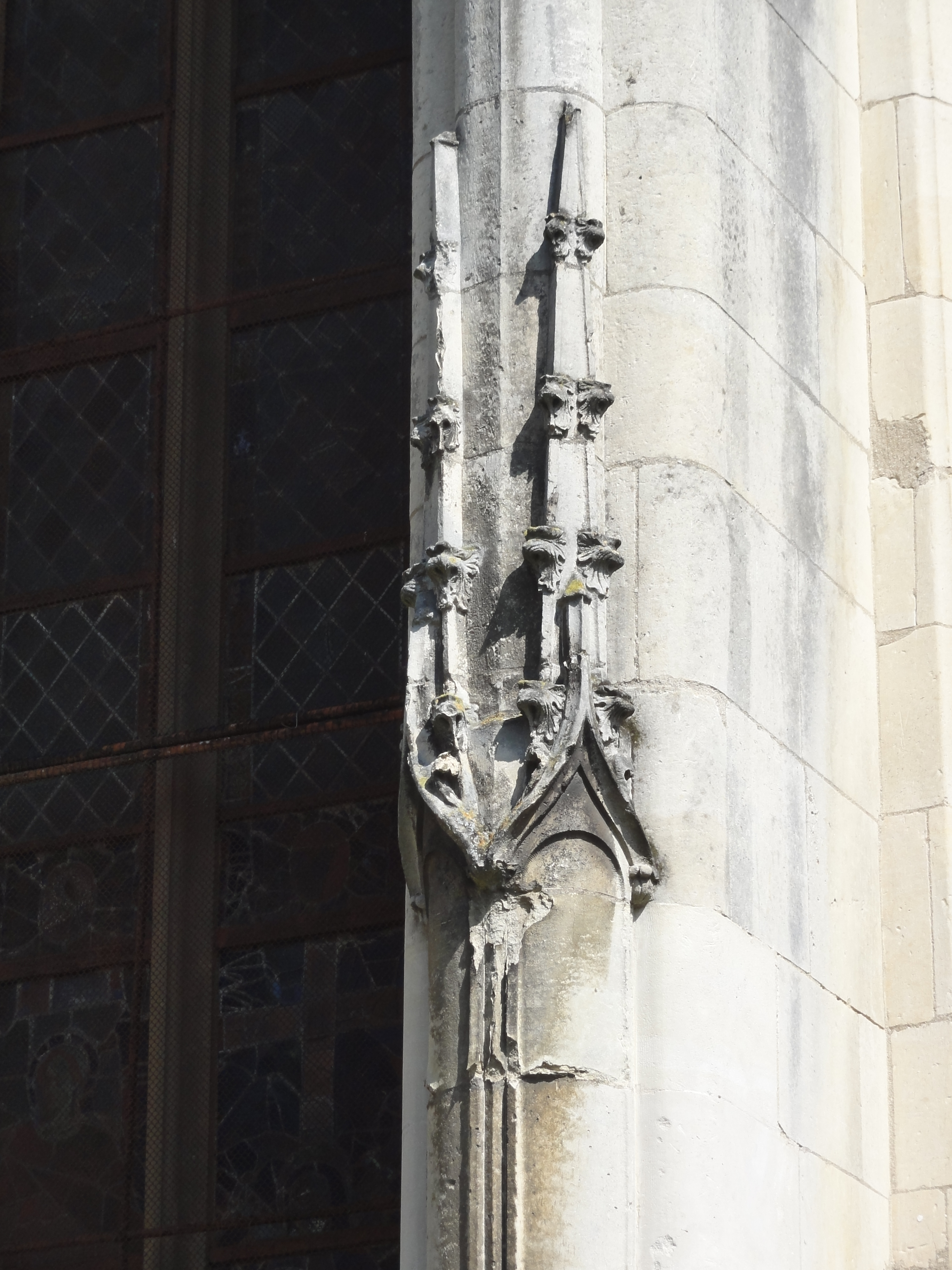
Chœur, pinacles plaqués des contreforts.
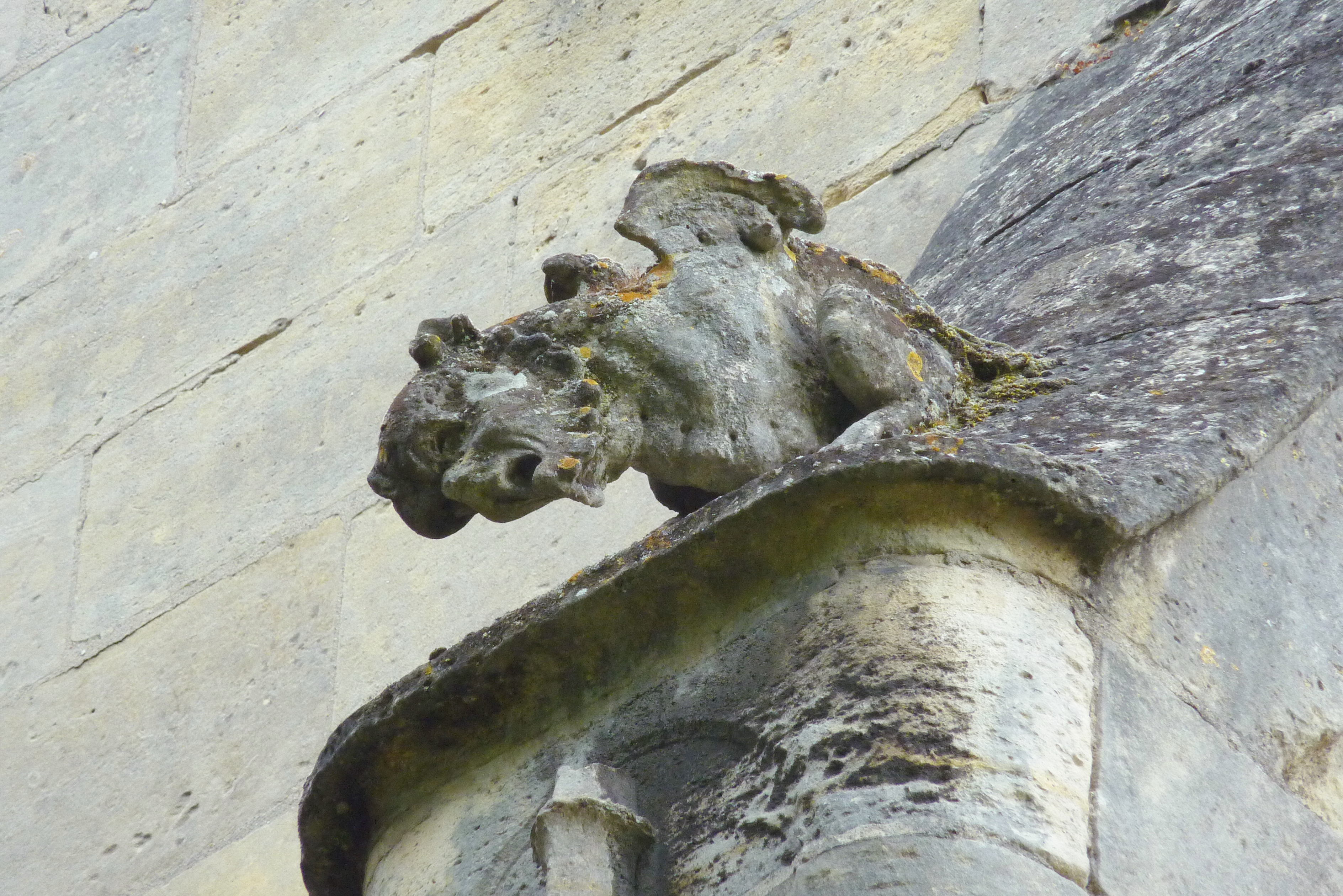
Chœur, chimère sur le glacis d'un contrefort.

## Vitraux

### Présentation

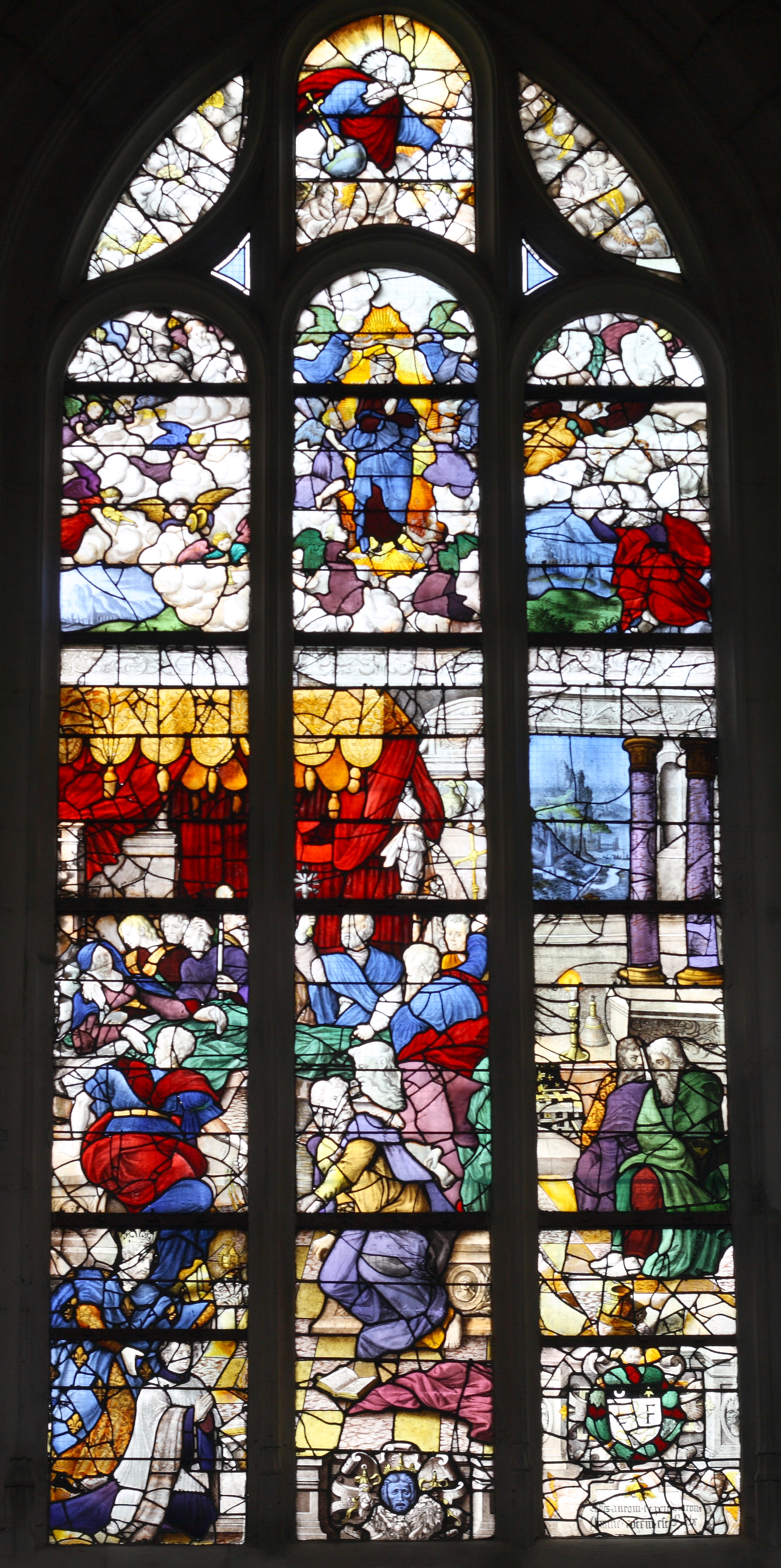
Vitrail no 7 de la Dormition et de l'Assomption.

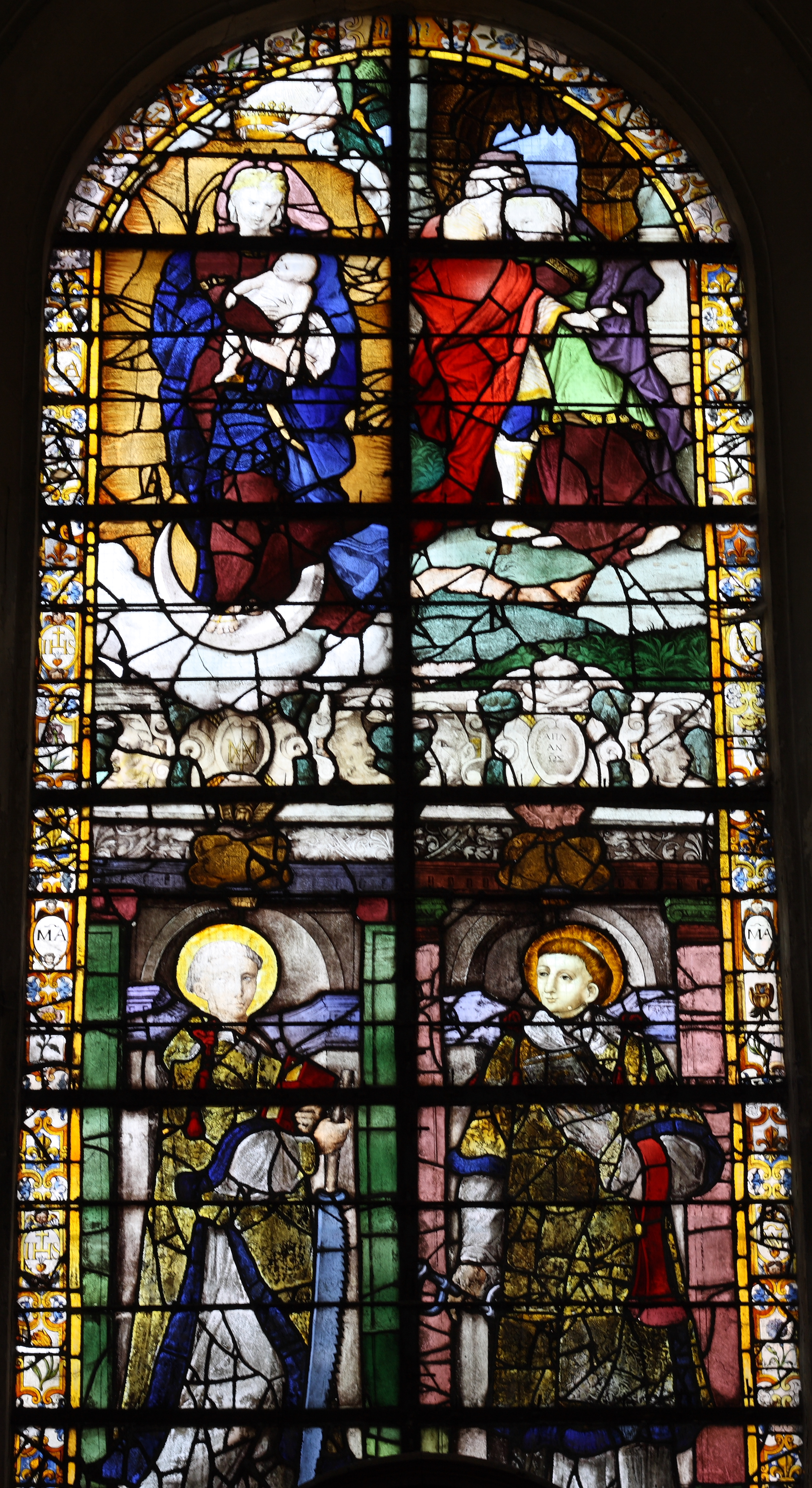
Vitrail no 11 de la Résurecction.

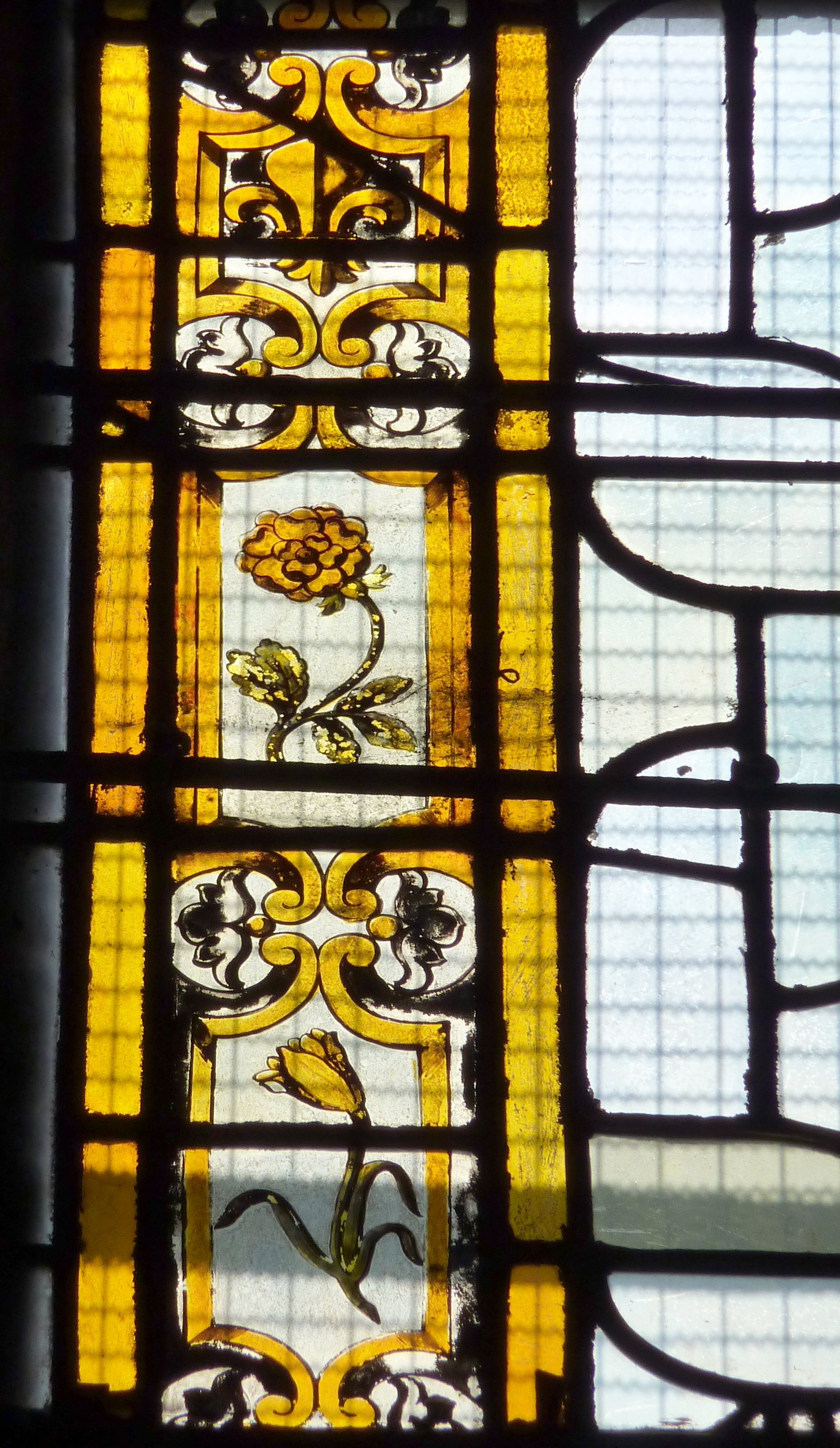
Bordure d'un vitrail de 1709.

Le véritable trésor de l'église est constitué par ses neuf verrières polychromes du XVIe siècle. En effet, l'église Saint-Acceul est la seule église du département qui conserve encore un ensemble de vitraux de cette époque dans sa quasi-intégralité, et à son emplacement d'origine. Le fait que les vitraux forment un programme iconographique cohérent y rajoute encore de l'intérêt. Ils illustrent notamment la vie du Christ et de la Vierge. Il n'y a aucun vitrail hagiographique : les seuls saints représentés sont des Douze Apôtres ou des personnages des Évangiles, ainsi que les saints patrons des donateurs, qui les présentent à Dieu après leur mort, et intercèdent pour eux. Une seule scène fait allusion à l'Ancien Testament. Contrairement à la collégiale de Montmorency, qui n'est pas paroissiale pendant les premières décennies, et où les représentations des donateurs occupent les deux tiers de la surface vitrée, les scènes narratives destinées à l'édification des fidèles dominent largement dans l'église Saint-Acceul. La qualité graphique est un peu inférieure aux vitraux de Montmorency, mais les vitraux d'Écouen restent beaucoup plus complets, et ont été peu altérés par des restaurations. Selon Françoise Perrot, les cartons pourraient provenir du peintre rouennais Geoffroy Dumonstier, mort en 1573. L'absence de source rend toutefois cette attribution problématique, et la question des artistes qui exécutaient les vitraux reste en suspens. L'analyse stylistique révèle que toutes les verrières Renaissance de l'église, donc si bien celles mises en place en 1544 dans le collatéral et en 1545 dans l'abside, que celles installées tardivement en 1587 au sud du chœur, sortent apparemment du même atelier. Elles se rattachent par leur facture et leur dessin aux vitraux du château (galerie de Psyché et chapelle). Il semble que le même atelier aurait également fourni certains vitraux des églises de Groslay (Adoration des Mages) et du Mesnil-Aubry (Dormition de Marie). Pour les années 1530, l'on dispose de quittances de Jean La Hammée, qui a aussi travaillé dans l'entourage royal, sans qu'aucun vitrail connu ne puisse malheureusement lui être attribué avec certitude. En 1581, le peintre verrier Antoine Porcher est actif à Villiers-le-Bel. Grâce à des dessins de François Roger de Gaignières, l'on connaît des verrières qu'il réalisa pour l'église des Cordeliers de Paris, qui a été détruite à la Révolution. Elles présentent le même ordonnancement que celles installées au sud du chœur d'Écouen en 1587.
La désignation des vitraux est la suivante :
- Vitraux du chevet :
  - au centre : vitrail no 0 dit de la Résurrection, panneaux inférieurs remontés dans le vitrail no 11 vers 1709
  - à gauche : vitrail no 1 dit d'Anne de Montmorency (1545)
  - à droite : vitrail no 2 dit de Madeleine de Savoie (1545)
- Vitraux de l'élévation méridionale du chœur, depuis l'est :
  - vitrail no 4 dit du cardinal de Châtillon (1545)
  - vitrail no 6 dit d'Henri de Montmorency (1587)
  - vitrail no 8 dit d'Antoinette de Lamark (1587)
- Vitraux du collatéral :
  - au chevet : vitrail no 3 dit de la Nativité du Christ et de l'Adoration des Mages (1544)
  - vitrail no 5 dit de l'Annonciation et de la Visitation de Marie (1544)
  - vitrail no 7 dit de la Dormition et de l'Assomption
- Vitraux de la base du clocher :
  - au nord-est : vitrail no 11 dont les panneaux inférieurs proviennent du vitrail de la Résurrection[23]
  - les deux autres baies ne comportent pas de vitraux polychromes.

Ces vitraux ont traversé les siècles presque intacts : ils ont été préservés de toutes les guerres. Toutefois, quand il n'y avait plus de peintres sur verre au XVIIIe siècle, l'entretien a dû être effectué par de simples vitriers, qui ont dû se contenter de remplacer des verres cassés par des bouche-trous, ou autrement dit, des fragments de vitraux récupérés ailleurs. Lors de la Révolution française, une grande partie du mobilier du château d'Écouen a été emporté, mais les vitraux de l'église ont heureusement échappé aux destructions. Ils ont été classés monuments historiques en même temps que l'église.
En plus des verrières Renaissance, celles de la nef, du bas-côté et de la base du clocher méritent également l'attention. Ces huit verrières de  1709 / 1710 sont constituées essentiellement de verre blanc, mais possèdent des bordures peintes à l'émail et au jaune d'argent. Les motifs sont des compositions florales très délicates, les monogrammes de Jésus et de Marie, et les armoiries des Condé et des Bavière, rappelant les donateurs. Ces œuvres discrètes forment quand même l'un des plus beaux ensembles de verrières du XVIIIe siècle qui subsiste en France, car il ne reste que très peu de peintres verrières en France à l'époque, et l'on ne fabrique déjà plus de verre de couleur en France. L'auteur pourrait être Jean François Dor ou Benoît Michu. La peinture à l'émail cesse elle aussi d'être pratiquée vers 1760 environ.

### Vitraux du chevet et de la base du clocher
Ces vitraux illustrent le cycle de la Passion et la Résurrection de Jésus. On peut détecter des inspirations puisées dans la série de xylographies d'Albrecht Dürer connue comme la Petite Passion, et dans des dessins de Raphaël gravés par Sebastiano del Piombo, œuvres ayant connu une diffusion relativement large à l'époque. À gauche, le vitrail no 1 dit d'Anne de Montmorency représente le seigneur en tant que connétable (sa tête a été refaite en 1587) accompagné de ses cinq fils, dont les portraits sont remarquablement détaillés. Au centre, le vitrail no 0 montre dans son registre supérieur l'apparition du Christ ressuscité à Marie Madeleine. À droite, l'on peut voir Madeleine de Savoie, épouse du connétable, accompagnée de cinq de ses filles encore vivantes en 1545. Le soubassement de la fenêtre arbore toujours les armoiries des donateurs, ayant échappé à la fureur révolutionnaire car cachées sous des couches de badigeons. Dans la chapelle de la base du clocher, le vitrail no 11, en entrant en face, se compose des panneaux inférieurs de la verrière du centre du chevet. Il représente les saints Acceul et Accius, patrons de l'église, la Femme de l'Apocalypse et la Rencontre à la Porte Dorée.

### Vitraux de la façade méridionale du chœur
Le premier vitrail jouxtant le chevet a été offert par Odet de Coligny, neveu du connétable, dit le cardinal de Châtillon. Au moment qu'il donne le vitrail en 1545, il est évêque de Beauvais depuis dix ans et commence à assimiler les idées du Calvinisme, avant de se convertir ouvertement en 1560. Coligny rejette déjà l'idée de saints intercédant devant Dieu en faveur des fidèles qui leur adressent des prières, et le vitrail ne comporte ainsi aucune représentation de saint. Il illustre les sujets du péché originel et de la recherche de la brebis égarée. Les deux vitraux suivants sont installés dans une partie non encore achevée de l'église en 1545, et ont été offertes en 1587 par Henri Ier de Montmorency, deuxième fils d'Anne de Montmorency (vitrail no 6), et par sa femme, Antoinette de Lamark ou de La Marck (vitrail no 8). Ces vitraux représentent les donateurs agenouillés devant des scènes de dévotion : une Pietà et une Vierge des Sept Douleurs (au cœur transpercé de sept glaives). Toute la partie supérieure de ces vitraux est constituée simplement de verre blanc au milieu d'un cadre décoratif. Vers la fin du XVIe siècle, le souci d'optimiser l'éclairage des églises l'emporte sur la décoration artistique, et l'art de la vitrerie régresse successivement.

### Vitraux du collatéral
Les trois vitraux du collatéral proviennent vraisemblablement du même atelier que ceux du chevet et ont été livrés également en 1544/45, mais font preuve d'une approche artistique novateur. Le réalisme des représentations gagne avec des effets de profondeur et de perspective particulièrement habiles, les mises en scène sont plus vivantes et les paysages d'arrière-plan plus soignés. Ces trois vitraux sont généralement considérés comme les plus réussis de toute l'église. Au chevet du collatéral, le vitrail no 3 est consacré à la Nativité du Christ et à l'Adoration des mages. Le vitrail no 5 est le premier à gauche, orientée vers le nord-est, et illustre l'Annonciation et la Visitation de la Vierge Marie. Ensuite, le vitrail no 7 dit de la Dormition, représente la mort de la Vierge et son Assomption, entourée d'un chœur d'anges musiciens. Par différence avec les verrières du chevet donnés par le connétable et sa femme, celles du collatéral ont été offertes par des vassaux ou des familiers d'Anne de Montmorency, qui n'ont pas laissé leurs effigies sur les vitraux. Le registre inférieur est ainsi occupé par Dieu le Père et des chœurs angéliques.

## Mobilier

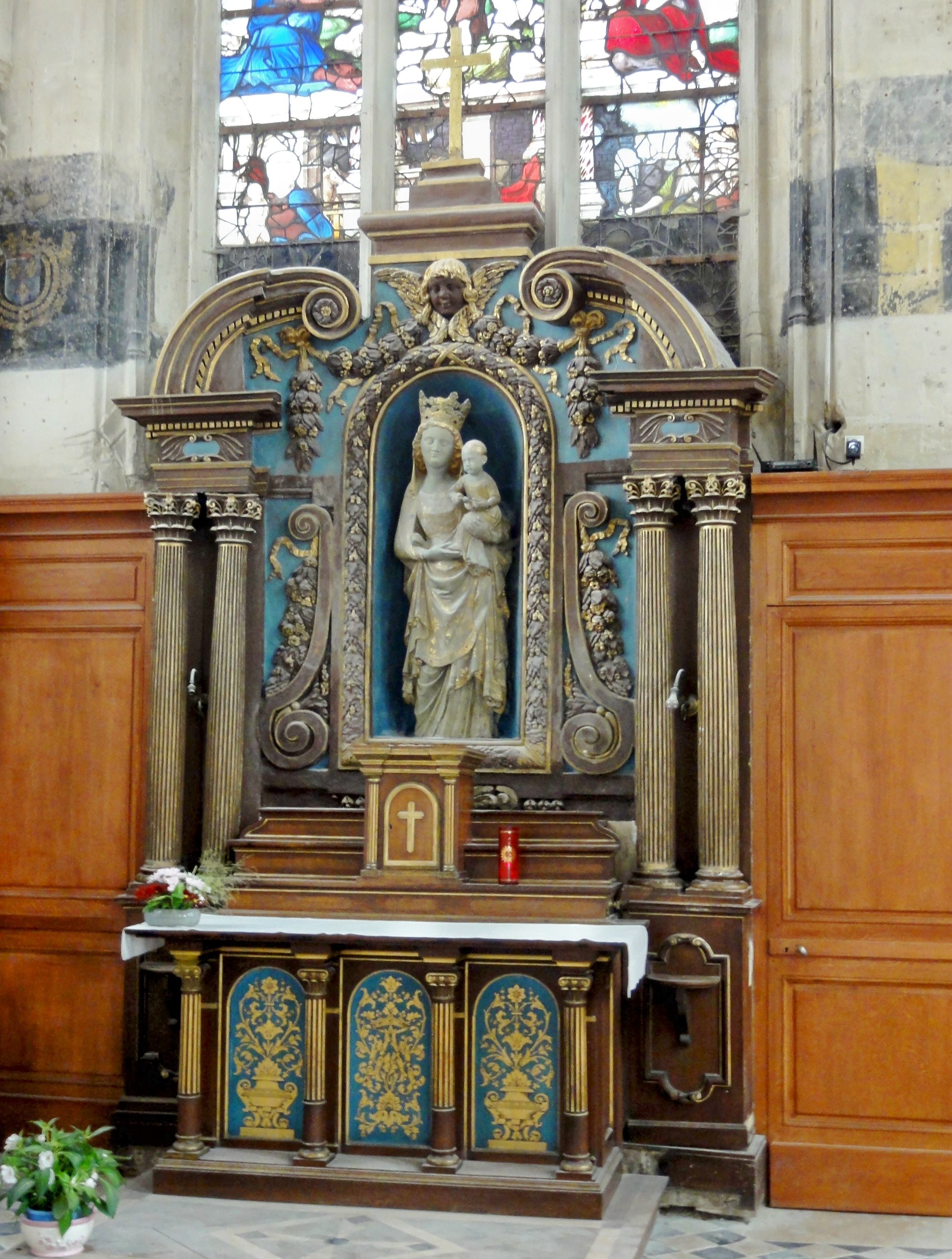
Retable de la Vierge.

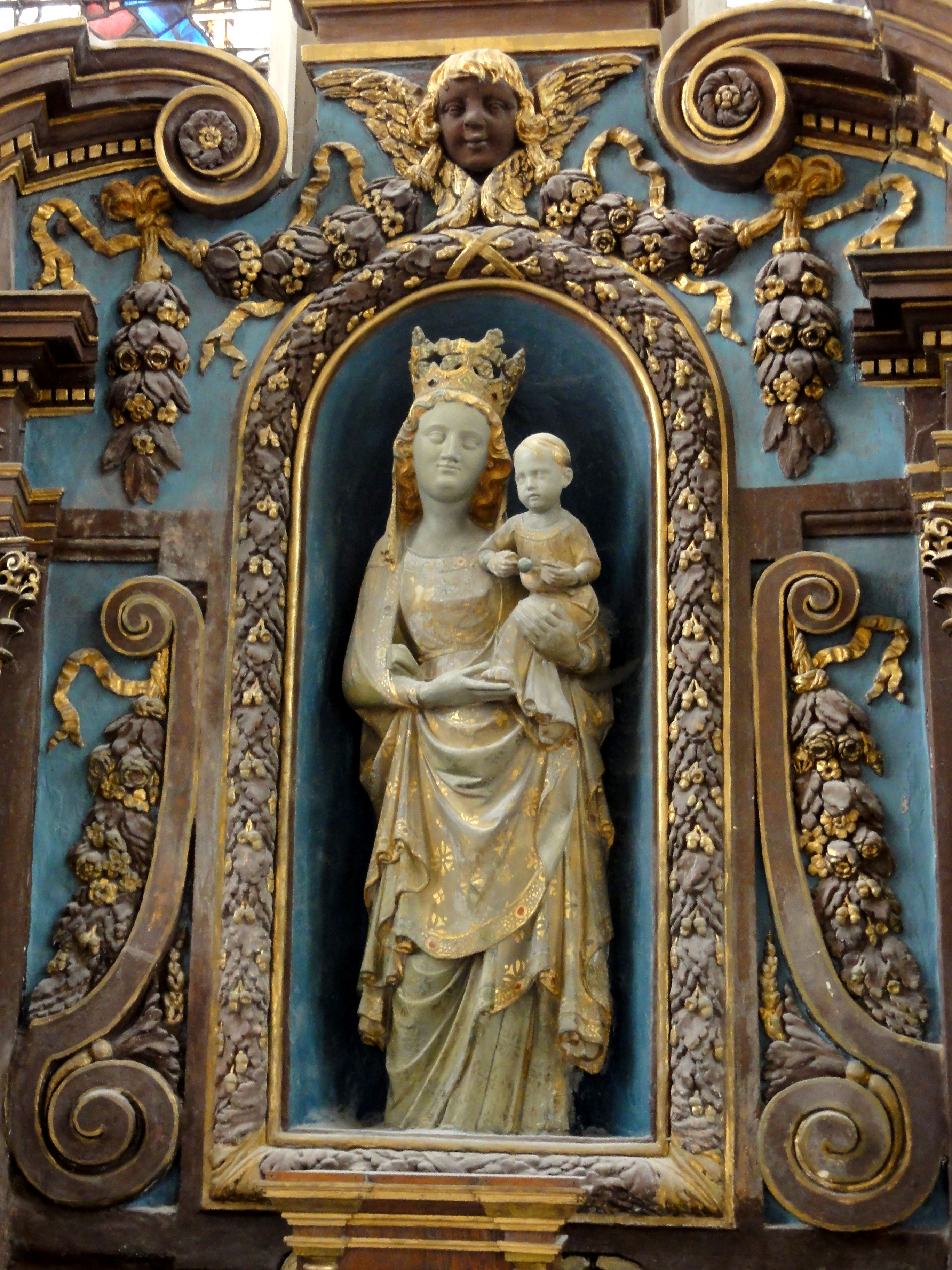
Vierge à l'Enfant.

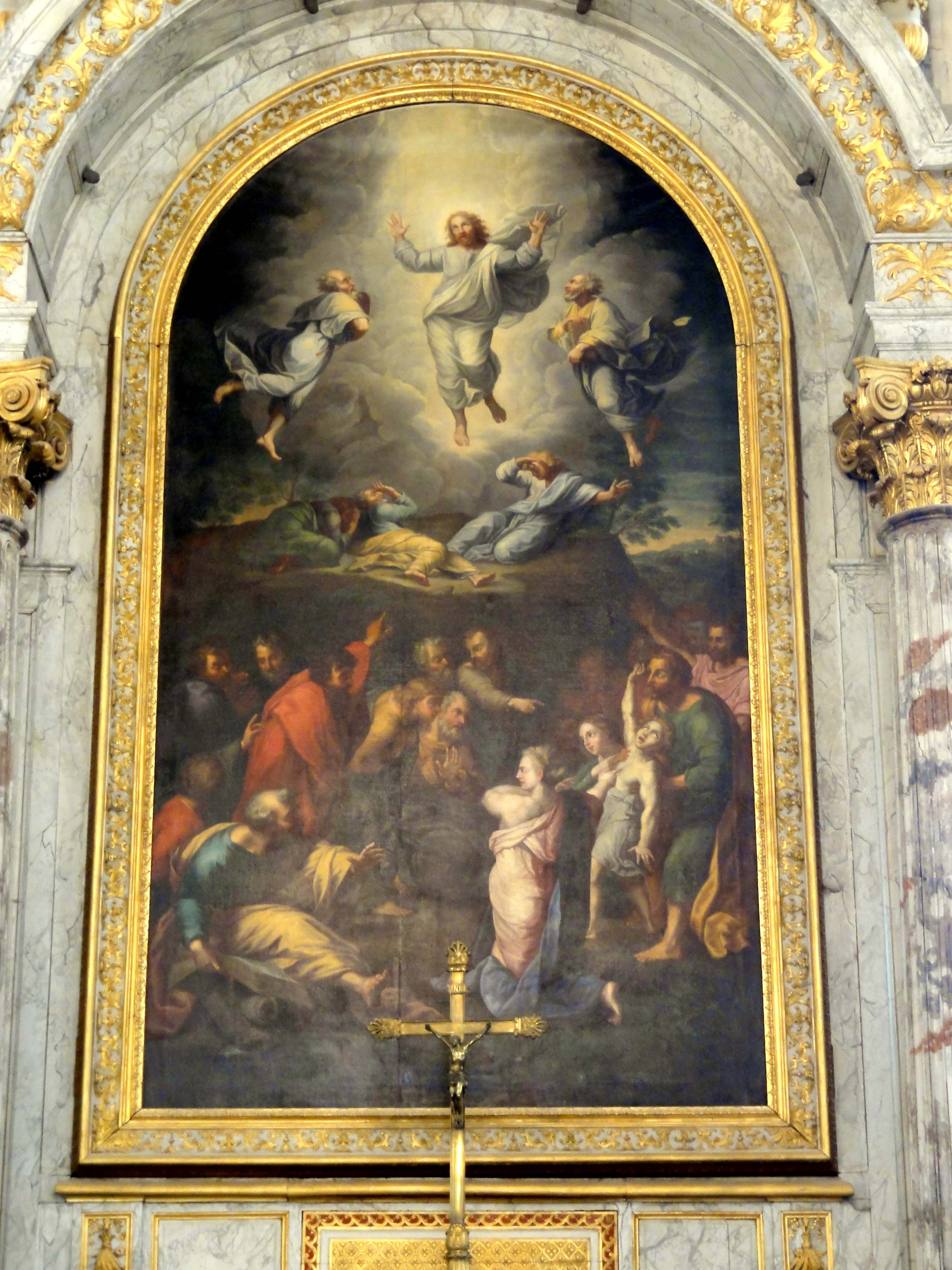
Tableau - La Transfiguration.

Parmi le mobilier de l'église, six éléments sont classés monument historique au titre objet en plus des vitraux. Dans le domaine de la sculpture, seuls la Vierge à l'Enfant et les fonts baptismaux sont classés au titre objet depuis décembre 1908. Les fonts baptismaux sont en pierre calcaire. De plan ovale, ils mesurent 116 cm de longueur et 72 cm de largeur, et sont contemporains du chœur de l'église. La cuve est moulurée sous la bordure tout à fait plate d'un tore et de deux petits ressauts. Sur sa partie supérieure, elle est sculptée d'une frise de têtes de lions crachant des rinceaux, alternant avec des têtes d'anges, auxquelles elles sont reliées par un ruban continu. Sur sa partie inférieure, la cuve est sculptée de cartouches rectangulaires et ovales. Le pied galbé est mouluré d'un tore à sa base, et repose sur un socle non sculpté,.
La Vierge à l'Enfant est en pierre polychrome. Elle mesure environ 140 cm de hauteur, et date du XIVe siècle. Cette œuvre est donc bien antérieure à l'église actuelle, et représente le dernier élément qui en subsiste. Elle a été amputée de ses pieds pour rentrer dans la niche du retable de la chapelle de la Vierge. Les têtes de la mère et de l'Enfant ont été refaites. La première devrait provenir d'une autre Vierge, et son port la rapproche de la sculpture parisienne de la même époque. La tête de l'Enfant détonne avec le reste. Vers le milieu du XIXe siècle, la Vierge était encore peinte de couleurs brillantes, puis la servante du curé s'en est offusquée, et l'a fait badigeonner de gris,. Le retable de la Vierge, en bois taillé, est de style baroque, et date du XVIIe siècle. C'est le seul retable de l'église qui fut conservé lors du renouvellement de son mobilier en 1709 / 1710. Sa petite niche cintrée est entourée d'une guirlande. Elle est surmontée d'une tête de chérubin, et cantonnée de deux ailerons verticaux accompagnés de chutes de fleurs. De part et d'autre, deux paires de colonnes composites sont plaquées devant le panneau du fond, et supportent chacune un segment d'entablement à denticules. Cet entablement s'interrompt pour laisser la place aux chutes de fleurs qui flanquent la partie supérieure de la niche, qui dépasse sur le fronton en arc de cercle. Des guirlandes sont tendues entre les sommets des chutes de fleurs et la tête de chérubin déjà signalée. Les rampants du fronton en arc de cercle sont soulignés par de lourdes volutes, tandis que le couronnement est formé par un socle sommé d'un simple crucifix en bois, protégé par un dais très rudimentaire.
En plus de la Vierge, l'église ne possède plus que deux statues antérieures à la Révolution. Ce sont deux statuettes en pierre du XVIe siècle, abritées dans les deux niches du retable de la base du clocher. Elles forment ensemble un groupe d'Annonciation. L'une représente donc l'archange Gabriel, bien que dépourvu d'ailes, et l'autre la Vierge Marie. Elles proviennent de la chapelle Sainte-Anne-des-Bruyères située dans la forêt à l'est du château, et détruite à la Révolution. Le groupe sculpté de l'Éducation de la Vierge par sainte Anne provenant de cette même chapelle se trouve aujourd'hui dans l'église Saint-Martin de Mareil-en-France. La chapelle Saint-Andéol dans la base du clocher abrite la châsse en bois doré qui renferme la clavicule de saint Andéol apportée en 1710. Elle mesure 68 cm de longueur pour 30 cm de largeur et 60,5 cm de hauteur, et date de 1730. La châsse affecte la forme d'un petit coffre curviligne, qui est décoré d'un réseau de bandeaux argentés, et flanqué de deux amortissements galbés amortis par des têtes d'anges. Une statuette du saint en extase en habits sacerdotaux se dresse au centre du couvercle cintré. Son crâne est fendu par le milieu ; il est possible que ce sillon était occupée à l'origine par une petite scie en bois qui aurait disparu depuis. Les reliques sont visibles grâce à une vitre ovale ménagée sur la face principale du coffre. Restauré en 1845, il a été classé en juillet 1996 seulement,.
L'imposante peinture derrière l'autel est une copie de La Transfiguration de Raphaël, dont l'original est conservé à la Pinacothèque du Vatican. La copie date de 1738, et mesure environ 700 cm de hauteur pour 280 cm de largeur. Elle est classée au titre objet depuis juillet 1996,, indépendamment du retable, mais au même moment que celui-ci. En jugeant d'après son style, l'on estime qu'il a été mis en place en 1709 / 1710 dans le cadre du renouvellement du mobilier de l'église, préalablement à la translation de la relique de saint Andéol. Le retable est en bois taillé, peint en faux-marbre gris clair et vert pâle, et partiellement doré. Sa principale vocation est de mettre en valeur le tableau, et il ne comporte donc qu'une seule travée. Il se compose de deux colonnes corinthiennes cannelées, qui supportent chacune un segment d'entablement, reliés entre eux par la corniche en arc de cercle. Deux pots-à-feu tiennent lieu d'acrotères, et le couronnement est formé par une croix flanquée de deux anges adorateurs,. En plus du tableau de retable, l'église Saint-Acceul ne renferme plus qu'un seul autre tableau, qui est également de grandes dimensions. Il représente l'Agnus Dei portant l'étendard de la Résurrection, et placé sur un globe terrestre, tandis qu'une croix se dessine vaguement dans le ciel. C'est une œuvre d'Auguste Schenck, qui fait partie de la colonie d'artistes d'Écouen au début du XXe siècle, et se rapproche de l'école du symbolisme, mais se caractérise en même temps par le grand réalisme de l'agneau.
L'orgue a été acheté en 1849 à la veuve du facteur Gadault, à Paris. Son emplacement primitif était dans le chœur. Lors des travaux effectués par le facteur Marie Antoine Louis Suret en 1889, avec notamment l'adjonction d'un clavier bref de récit, l'instrument est placé sur la tribune occidentale de la nef. Il comporte quatorze jeux, et est d'esthétique postclassique, ce qui fait son principal intérêt, car peu d'exemples de cette période subsistent en France. Selon Mathieu Lours, qui est l'organiste en titre, les jeux de fond sont très clairs, et les jeux d'anche développent une puissance surprenante, tandis que le plein jeu est très velouté, et annonce la facture romantique. Certains tuyaux de bourdon proviennent probablement d'un instrument du XVIIIe siècle. L'orgue comprend un jeu de cor anglais de type Suret, dont il n'existe plus que de rares exemplaires. La transmission mécanique est encore intacte. En 1948, elle faillit disparaître dans le contexte d'une reconstruction complète, qui se limite finalement à la mise en place d'un seul jeu à transmission électrique, en l'occurrence un jeu de soubasse. En 1976, le salicional est malheureusement sacrifié pour l'installation d'une nouvelle quinte, et les claviers anciens sont remplacés par de nouveaux sans grand caractère. Le buffet d'orgue, entre néo-gothique et néo-Renaissance, ne présente pas d'intérêt particulier.
Le clocher contient trois cloches, dont la plus grosse, qui pèse 1 100 kg, a été fondue en 1554 et représente la cloche la plus ancienne encore en service dans le pays de France. Elle porte les armes et les devises grecques et latines du connétable Anne de Montmorency. Les deux autres cloches pèsent 970 kg et 640 kg et datent de 1878.

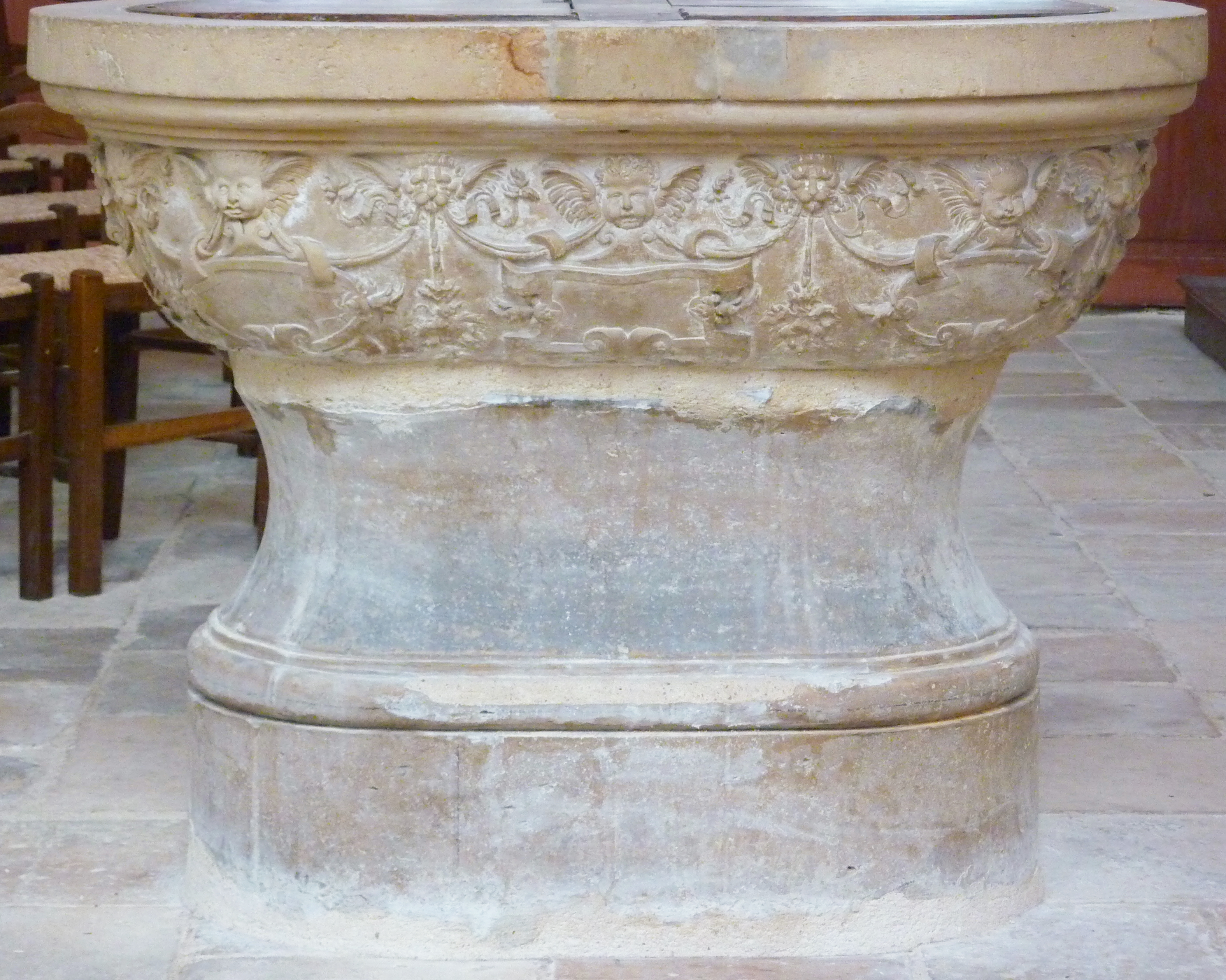
Fonts baptismaux.
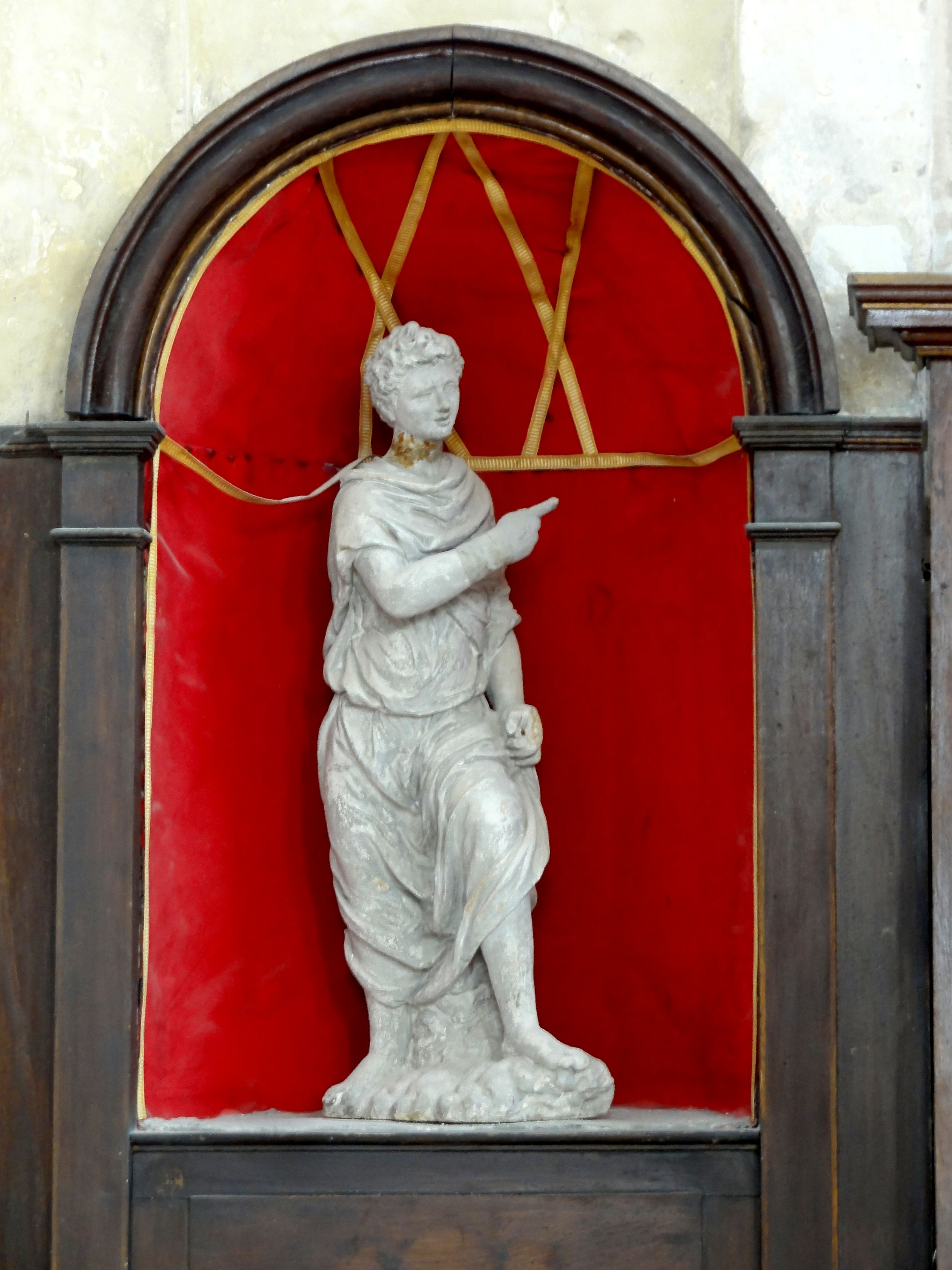
Archange Gabriel.
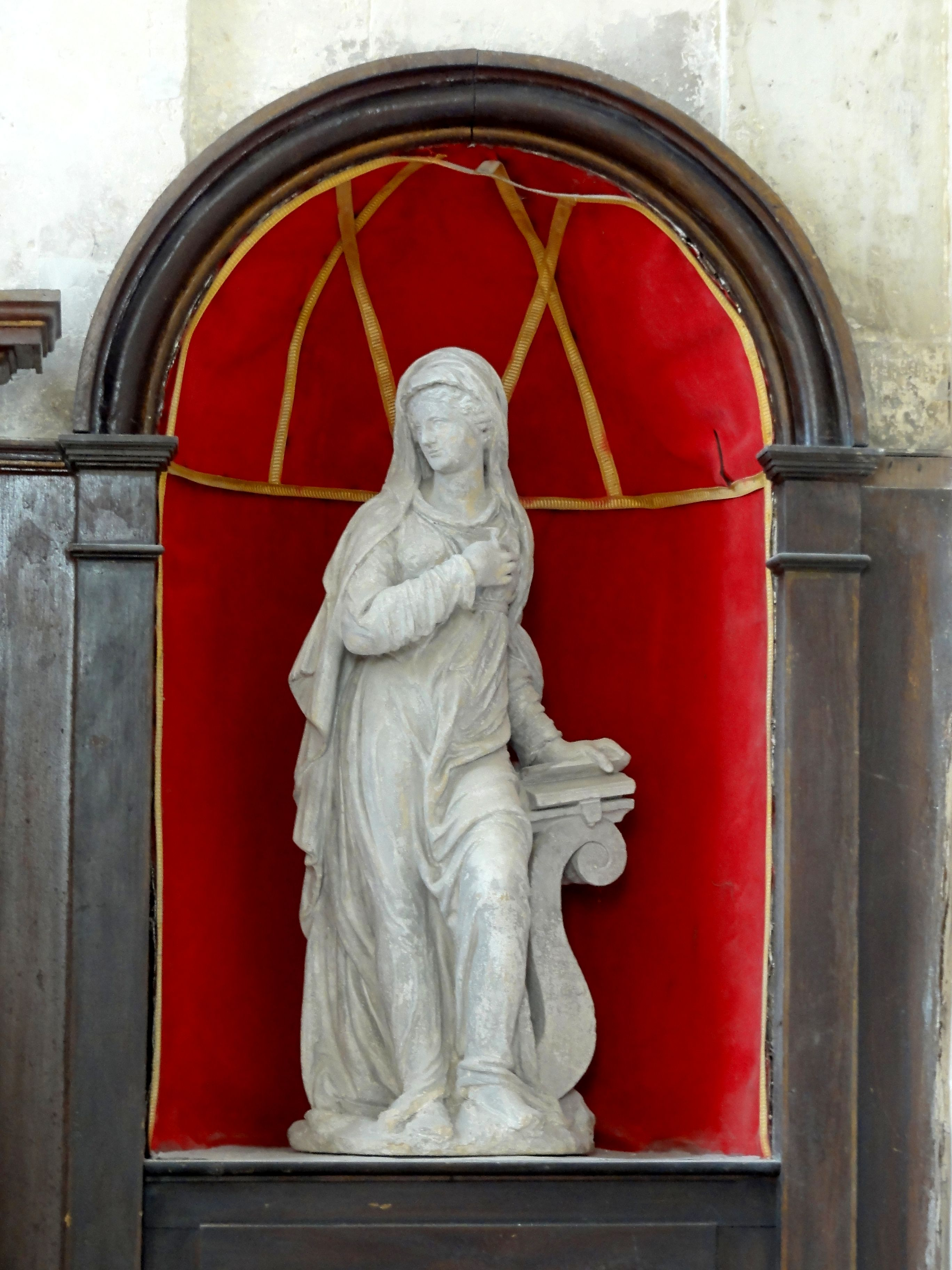
Vierge de l'Annonciation.
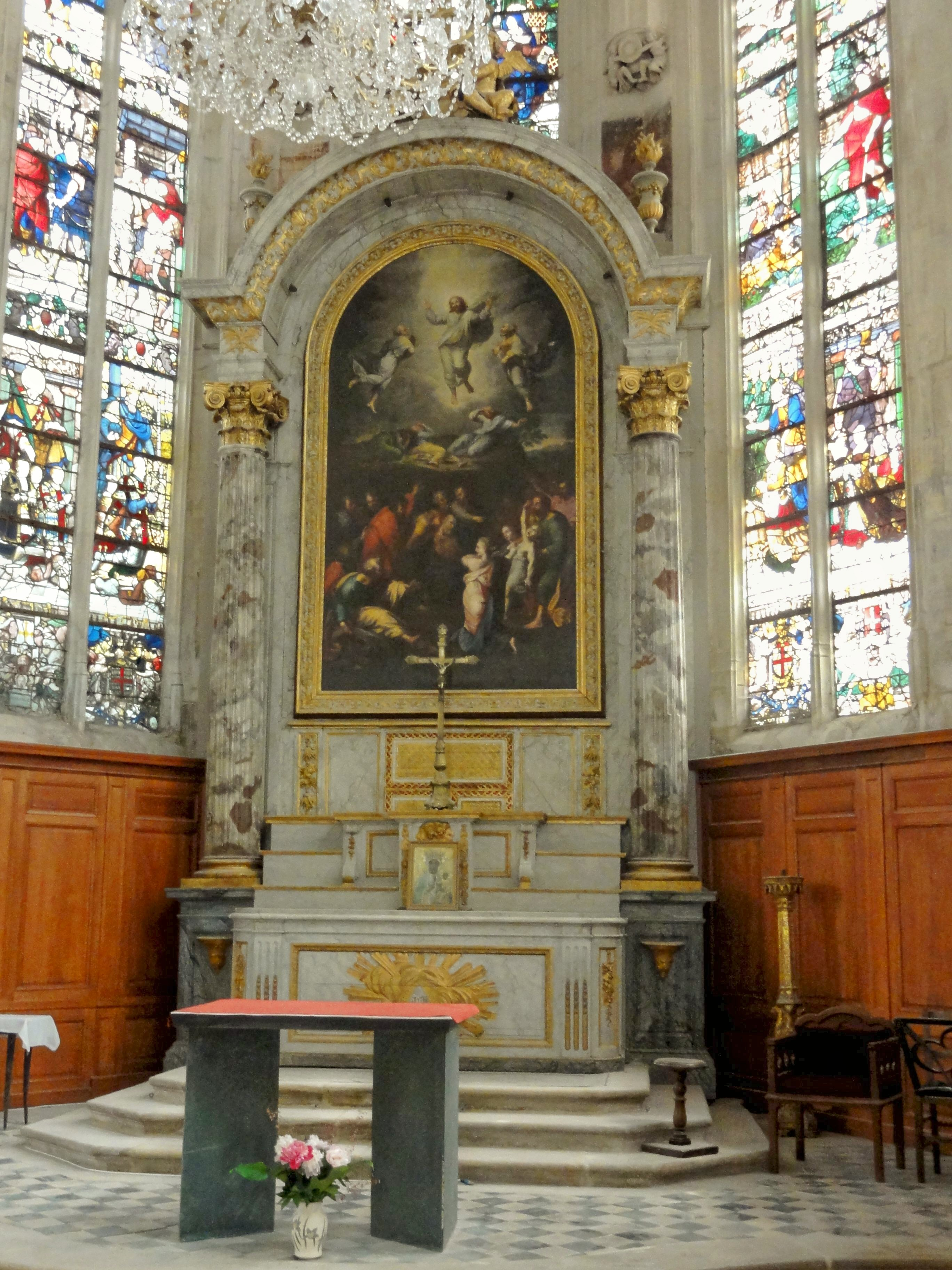
Retable du maître-autel.
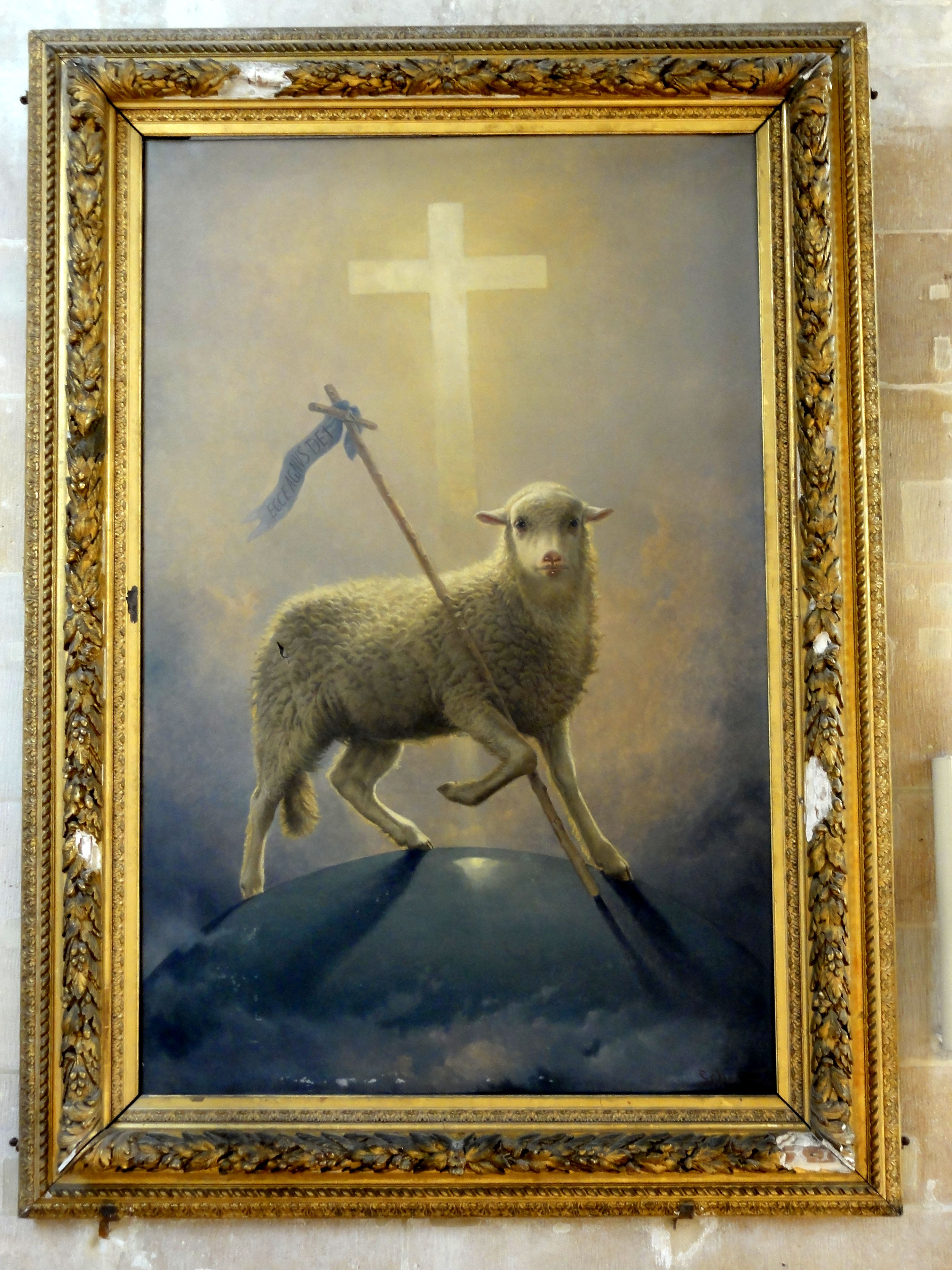
Tableau - Agnus Dei.
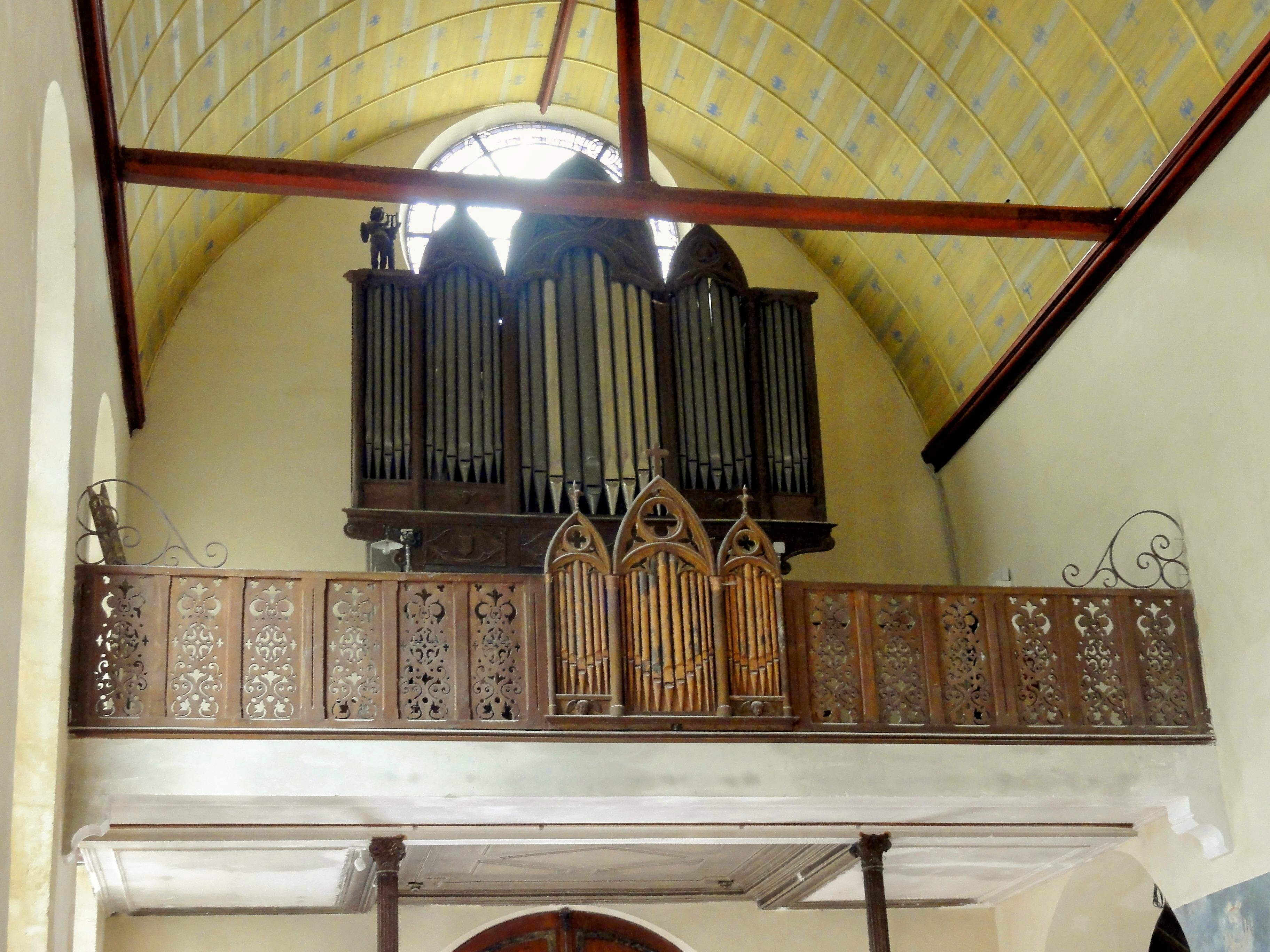
Orgue de tribune.